# Rock-Line
Фестиваль «Rock-Line» («Рок-Лайн») — российский рок-фестиваль под открытым небом. С 1996 года по 1998 год и в 2003 году проводился в Кунгуре. С 2006 года по 2016 год проводился в Перми на территории бывшего аэродрома Бахаревка. В 2017 году прошел в Лысьве.
Целью фестиваля была поддержка и продвижение перспективных молодых рок-групп. На фестивале выступали музыканты из многих городов России, а также из-за рубежа, в основном стран СНГ. Все группы, выступившие на «Rock-Line», получали дипломы лауреатов фестиваля.
По итогам каждого фестиваля с 1996 по 2008 год на аудиокассетах и компакт-дисках выпускались музыкальные сборники, записанные «живьём» на фестивале. В 2014 году ограниченным тиражом вышла ретроспективная виниловая пластинка «Наша линия взлёта».

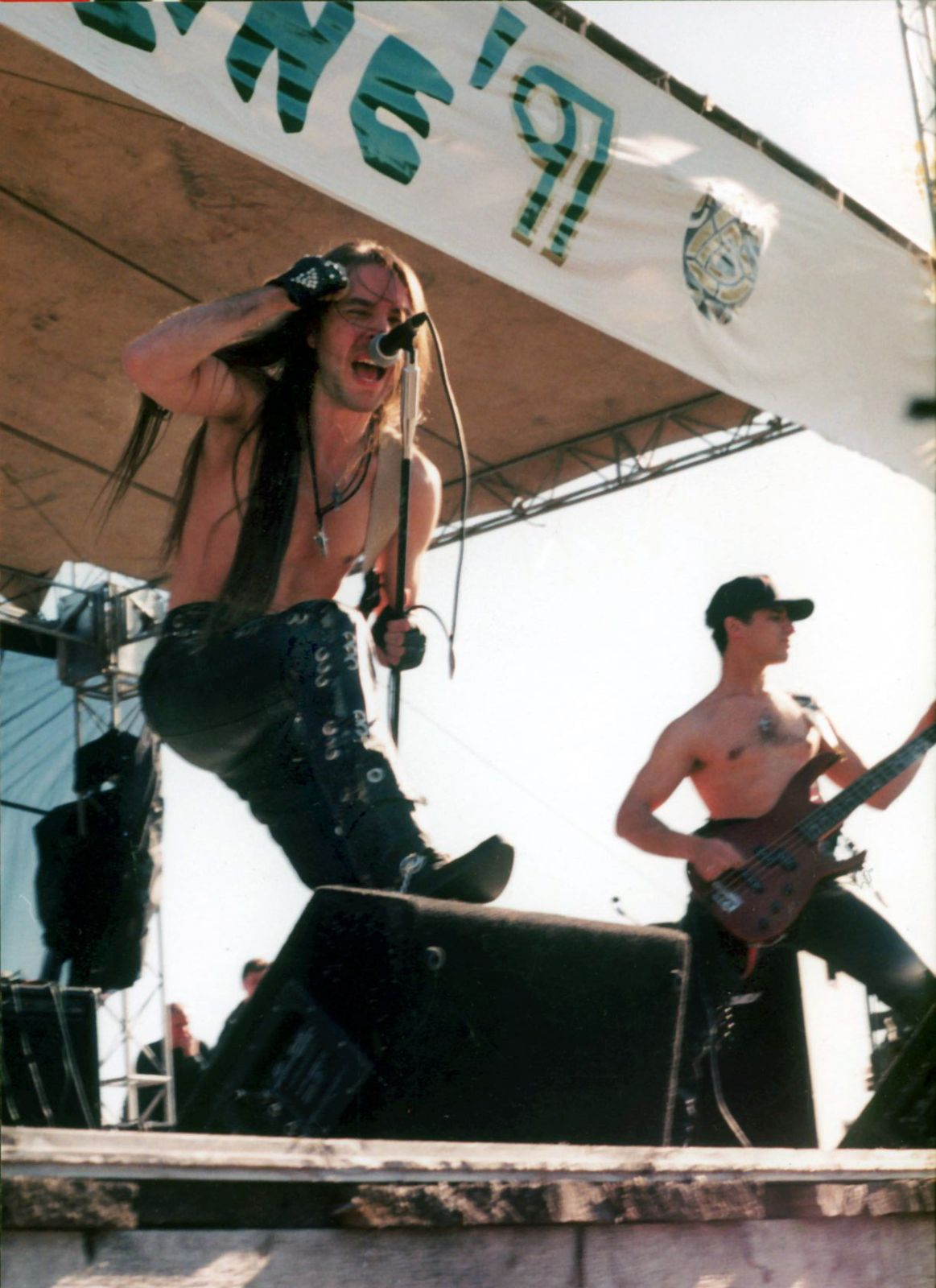
Группа Stravinsky на «Rock-Line-1997»

## История фестиваля
Идеолог и главный организатор фестиваля «Rock-Line» — пермский музыкант, автор-исполнитель, лидер группы «ДОМ» Олег Анатольевич Новосёлов (1954—2004). Именно ему в 1992 году пришла в голову идея «движения Rock-Line» — объединения единомышленников, творческих людей, помогающих подняться и пробиться малоизвестным талантливым музыкантам. Под эгидой этого движения весной-летом 1993 года на пермском «Авторадио» прошел первый конкурс фонограмм, присланных музыкантами, откликнувшимися на объявления в локальной прессе.
Фестиваль с названием «Rock-Line» впервые прошёл в конце мая 1996 года в Пермской области, в городе Кунгуре. Новосёлов придумал расположить фестивальную сцену на крыше кунгурской гостиницы «Сталагмит», а слушателей разместить на склоне Кунгурской Ледяной горы как в естественном ландшафтном амфитеатре. Поддержку он получил от областных властей, а также от главы города Кунгура и от владельца гостиницы «Сталагмит» — ОАО «Пермтурист».
В 1997 и 1998 году фестиваль «Rock-Line» также проходил в Кунгуре. В 1998 году фестиваль вошёл в Президентскую программу «Молодёжь России» в числе 50 лучших мероприятий страны и обрел статус Всероссийского.
В 1999 году запланированный фестиваль не состоялся ввиду обстоятельств, связанных с его местом проведения — склоном Ледяной горы (в которой расположена Ледяная пещера) на берегу реки Сылва, и наличия там реликтовых растений, занесённых в Красную книгу. Вместо этого 27 июня состоялся концерт на пермском стадионе «Юность», где выступили некоторые группы из числа подавших заявку на фестиваль.
В 2000 году вместо фестиваля «Rock-Line» в Перми состоялся двухдневный фестиваль «Пермский период»: 16 сентября — «акустический» день в парке Балатово и 17 сентября — «электрический» концерт на площади у Дворца молодёжи (ДК АО «Телта»), где выступило более 20 рок-групп из разных городов. Гостями фестиваля стали Андрей Козловский и группа ГрАссМейстер.
1 июля 2001 года в рамках Дней творческой молодёжи в Прикамье был проведен фестиваль «Акустический лес», который прошёл на территории ЦПКиО «Балатово». На фестивале выступило 15 рок-групп из Перми и городов Пермского края.
25 мая 2002 года однодневный фестиваль «Безграничный рок» состоялся в городе Чернушка на территории ипподрома «Азинский». На фестивале выступило 25 групп из Перми и других городов страны, в том числе Кенгуру, Нечто, Lumen, Кафе.
В 2003 году фестивалю удалось вернуться в Кунгур, но он проводился не на Ледяной горе, а под горой (на площади перед гостиницей), чтобы максимально не причинить вред природе. Фестиваль снова обрел имя «Rock-Line» и длился два дня. Генеральным спонсором фестиваля стало ОАО «Уралсвязьинформ». Кроме того, накануне фестиваля, 4 июля, состоялся отборочный тур «Пермская двадцатка» для групп из Перми и Пермского края.
14 августа 2004 года Олег Новосёлов скоропостижно скончался. 9 декабря 2004 года пермской городской комиссией по переименованию улиц, площадей, скверов и др. городских объектов было вынесено решение о присвоении имени Олега Новосёлова скверу в Дзержинском районе г. Перми по улице Коммунистическая (ныне Петропавловская) перед областным Дворцом молодёжи. 25 января 2005 года главой г. Перми было подписано соответствующее Постановление № 137. Чтобы собрать средства на благоустройство сквера, были составлены, выпущены на CD и реализованы два музыкальных сборника — «рокерский» и «бардовский». Песни для этих сборников бесплатно предоставили многие известные музыканты. Ежегодно проводятся так называемые «Скверные субботники», во время которых пермские музыканты и журналисты наводят в сквере чистоту.
С 2005 года продюсером фестиваля «Rock-Line» является вдова Олега Новосёлова — Елена Гурьевна Зорина-Новосёлова. В декабре 2012 года Елена Новосёлова как многолетний продюсер фестиваля «Rock-Line» стала лауреатом Премии Пермского края в сфере культуры и искусства. Эта премия присуждается за наиболее талантливые, отличающиеся новизной и оригинальностью произведения и проекты, получившие общественное признание и являющиеся значительным вкладом в культурное наследие края и страны в целом.
В 2005 году в рамках «движения Rock-Line» состоялся фестиваль «МегаРокинг», который прошёл в пермском парке им. Горького 27 мая. Хэдлайнером фестиваля была группа СерьГа.
С 2006 года по 2016 год фестиваль проводился в Перми под своим изначальным названием «Rock-Line» в последние выходные июня/первые выходные июля на территории бывшего аэродрома Бахаревка. Исключением стал лишь 2007 год, когда фестиваль прошел в закрытом помещении (в пермском Дворце молодёжи). Он носил название «Rock-Line-Extremum» и на нём выступали группы, исполняющие тяжелую музыку.

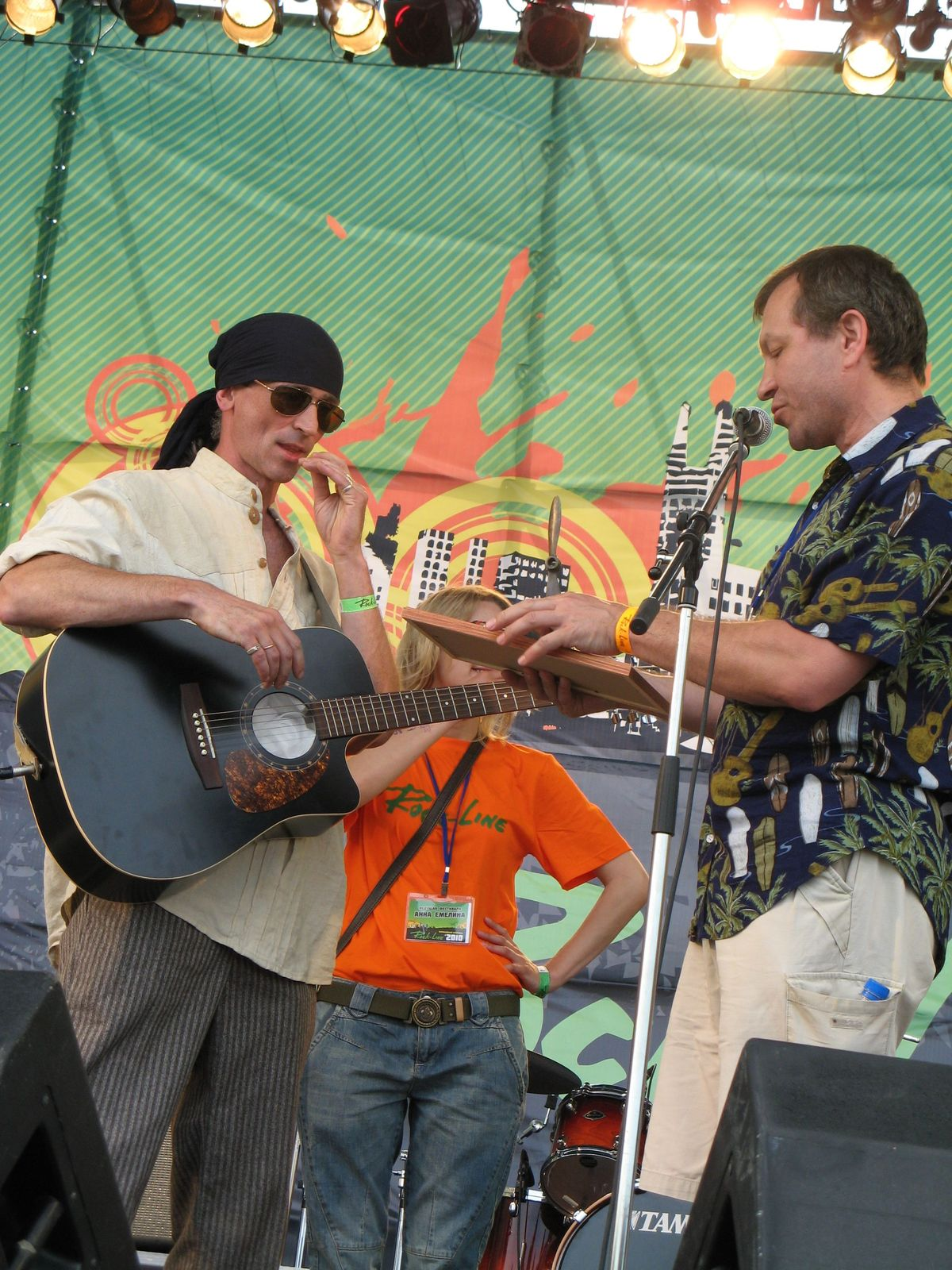
«Rock-Line-2010». Олег Грабко вручает премию «Латунный Винт» группе Лаборатория Ветра

Учредители фестиваля 2006 года: Комитет по молодёжной политике Пермского края, Управа города Кунгура и Общественное объединение «Авторский Дом». С 2008 года учредители фестиваля — Министерство культуры, молодёжной политики и массовых коммуникаций Пермского края и Общественная организация «Авторский Дом».
В 2009 году учреждена специальная фестивальная премия «Латунный Винт», которая вручается ежегодно нескольким номинантам за вклад в фестивальное рок-движение. Премией отмечаются организаторы рок-фестивалей, продюсеры, музыканты, журналисты, радиостанции, музыкальные издательства и представители бизнеса, участвующие в продвижении перспективных творческих проектов. При этом «Латунный Винт» № 001 был символически (посмертно) присуждён Олегу Новосёлову.
В 2006 году впервые — в честь десятилетия «Rock-Linе» — в один из фестивальных дней одновременно прошли два концерта на разных площадках: в Перми и в Кунгуре. Этот эксперимент получил своё развитие в дальнейшем. В 2011 году в рамках проекта «Пермский край — территория культуры» одновременно с основным фестивалем прошёл мини-фестиваль «Rock-Linе над Вильвой» в посёлке Всеволодо-Вильва. В 2012 году одновременно с основным фестивалем в рамках того же проекта прошёл мини-фестиваль «Rock-Linе в городе-призраке» в Верхней Губахе, а в 2013 году — мини-фестиваль «Rock-Line в городе-авангарде» в Березниках. В 2014 году дополнительный мини-фестиваль снова проводился в Березниках, а также в рамках «Rock-Linе» прошли концерты транзитного фестиваля «МузЭнергоТур».
В 2012 году «Rock-Linе» впервые в своей истории проходил в течение трёх дней и официально (в пресс-релизе) заявил о налаженном сотрудничестве с фестивалями-партнёрами: «Беломор-Буги» (Архангельск), «Посредники Революции» (Санкт-Петербург), «EuroRock» (Германия), «Emergenza». В 2013 году «Rock-Linе» также длился три дня, а к списку фестивалей-партнёров добавился «Калининград In Rock».
В 2013 году на фестивале уже второй раз проводилась экологическая акция по раздельному сбору мусора «Пластик и металл сдаются», организованная общественной организацией «Добрый Дом». При этом на «Rock-Linе-2013» была неожиданно запрещена продажа пива, а также в большом количестве присутствовала полиция (в том числе курсанты института МВД и спецназ), что вызвало недоумение организаторов и посетителей фестиваля.
Также в 2013 году фестиваль «Rock-Line» стал дипломантом Национальной премии в области событийного туризма «Russian Event Awards» в номинации «Молодёжные события».
В 2012 — 2014 годах состоялось несколько мероприятий «Rock-Line.lab» — образовательного проекта для музыкантов, продюсеров, звукорежиссёров, журналистов, организаторов и менеджеров концертов, где с лекциями и мастер-классами выступили известные деятели шоу-бизнеса: Александр Пантыкин, Олег Грабко, Алексей Рахов, Олег Нестеров, Александр Коротич, Елена Сигалова и др.
В 2016 году в честь 20-летия фестиваля был запущен мультимедийный проект под общим названием «Rock-Line. Исповедь одна на всех». В рамках этого проекта «старожилы», организаторы фестиваля и музыканты, регулярно на нём выступающие, дали серию интервью пермскому порталу ProГород. Также тиражом 1000 экземпляров был издан одноимённый фотоальбом, посвящённый истории фестиваля. Экземпляры фотоальбома были переданы на хранение в Пермский государственный архив новейшей истории, Государственный архив Пермского края, Пермскую краевую библиотеку им. А. М. Горького, Пермский краеведческий музей, Музей современного искусства и Пермскую государственную художественную галерею.
В июне 2017 года «Rock-Line» вошел в топ-10 самых популярных open-air фестивалей России по версии аналитического агентства ТурСтат, заняв третье место. При этом фестиваль сменил своё привычное место проведения и переехал на аэродром города Лысьва. Это случилось в связи с тем, что пермский аэродром Бахаревка был отдан под жилищную застройку.. Кроме двухдневного фестиваля, было запланировано ландшафтно-музыкальное шоу «Линия камня. Коды реки Чусовая», которое должно было состояться в историческом селе Кын на берегу реки Чусовая, однако в итоге оно было отменено из-за неблагоприятных погодных условий.
В 2018 и 2019 годах фестиваль не проводился из-за недостатка финансирования, отсутствия подходящей площадки и психологической усталости продюсера фестиваля Елены Новосёловой. Возрождение фестиваля было запланировано на 2021 год, но не состоялось.

## Хронология

### Rock-Line 1996
- Время проведения: 25 — 26 мая 1996 года
- Место проведения: Кунгур
- Участники: Rebel Twins, ДОМ, Муаб-Галш, Хмели-Сунели (все — Пермь), Ex.ter (Воркута), Stinger (Лысьва), Sugar Free (п. Баранча Свердловской обл.), Анализ Крови (Нижний Тагил), Владимир Батурин (Улан-Удэ), Воланд (Омск), Лига-Т (Нижний Тагил), Петрович Бэнд (Вологда), Полтергейст (Новоуральск), Пупкин П. П. (Челябинск), Собаки Качалова (Екатеринбург), Трест (Нижний Новгород), Хунта (Дзержинск), Человек Дождя (Горнозаводск), Экстаз (Бакал)
- Хэдлайнер: СерьГа
- Количество зрителей: около 11 тысяч

### Rock-Line 1997
- Время проведения: 31 мая — 1 июня 1997 года
- Место проведения: Кунгур
- Участники: Второе Крещение, Лаос, Муаб-Галш, Валерий Черноок (все — Пермь), Black Cat Bones (Екатеринбург), Depression (Воронеж), Ex.ter (Воркута), F-Патрон (Челябинск), Slippers (Ульяновск), Stinger (Лысьва), Stravinsky (Омск), Sugar Free (п. Баранча Свердловской обл.), 86-й Поворот (Александровск), Анализ Крови (Нижний Тагил), Аура (Кунгур), Владимир Батурин и Ко (Улан-Удэ), Временное Явление (Кунгур), Даун (Ухта), ДБТ (Архангельск), Детский Мир (Челябинск), Джуманджи (Екатеринбург), К-700 (Нижневартовск), Карантин (Лысьва), Корсар (Нижний Новгород), Косматое Чадо (Новоуральск), Майор Сергеев (Курган), Набат (Чебоксары), Нашествие Кактусов (Зеленогорск), Остальное Наличными (Нижний Тагил), Петрович Бэнд (Вологда), Поз’Но (п. Дуброво, Белоярский район Свердловской обл.), Полтергейст (Новоуральск), Ребро Огненной Дамы (Курган), Тридцать Три (Магнитогорск), Человек Дождя (Горнозаводск), Экстаз (Бакал)
- Участники из других стран: Alaina Lemon (Мичиган, США)
- Хэдлайнер: Чайф
- Количество зрителей: около 17 тысяч

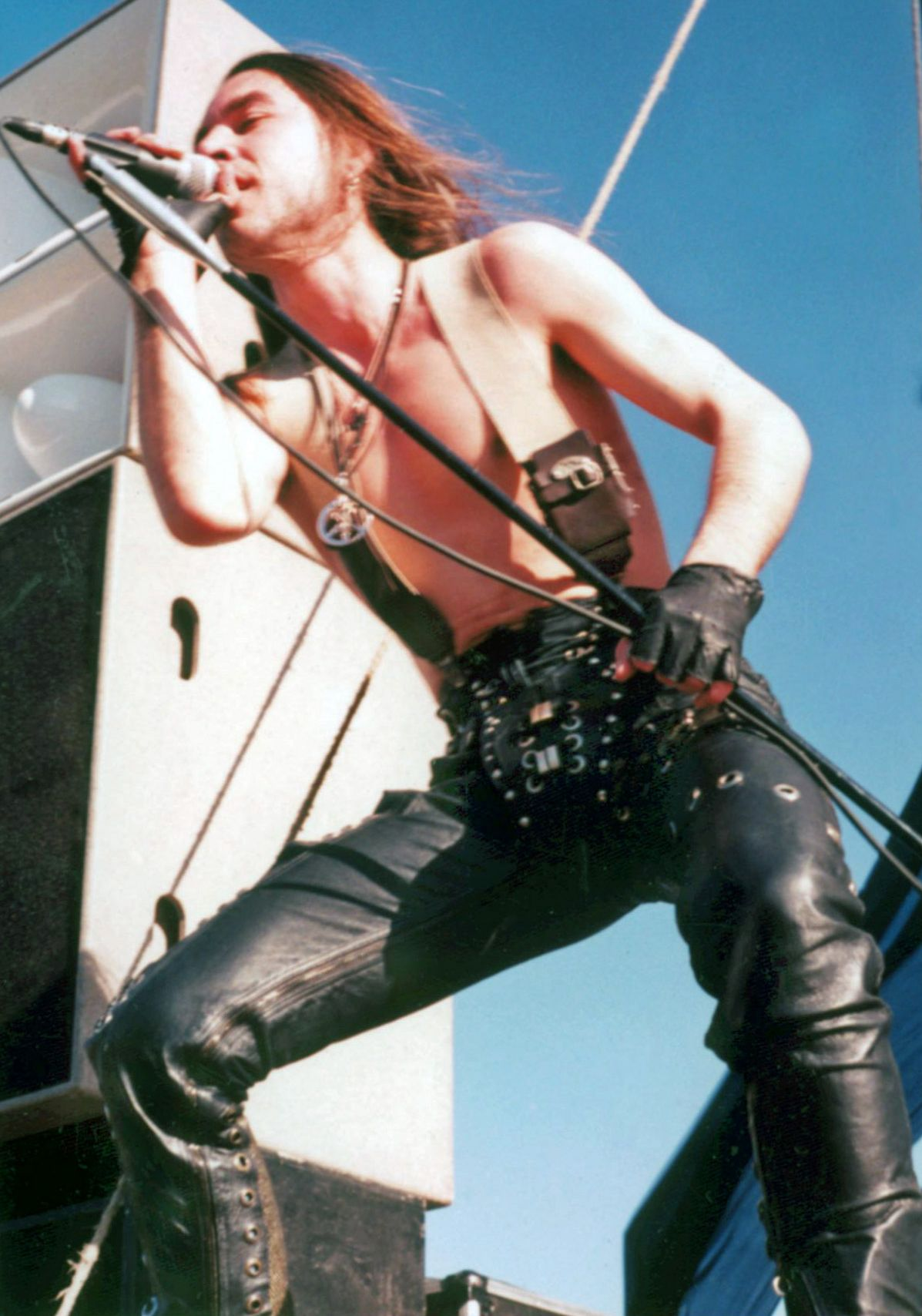
Stravinsky на «Rock-Line-1997»
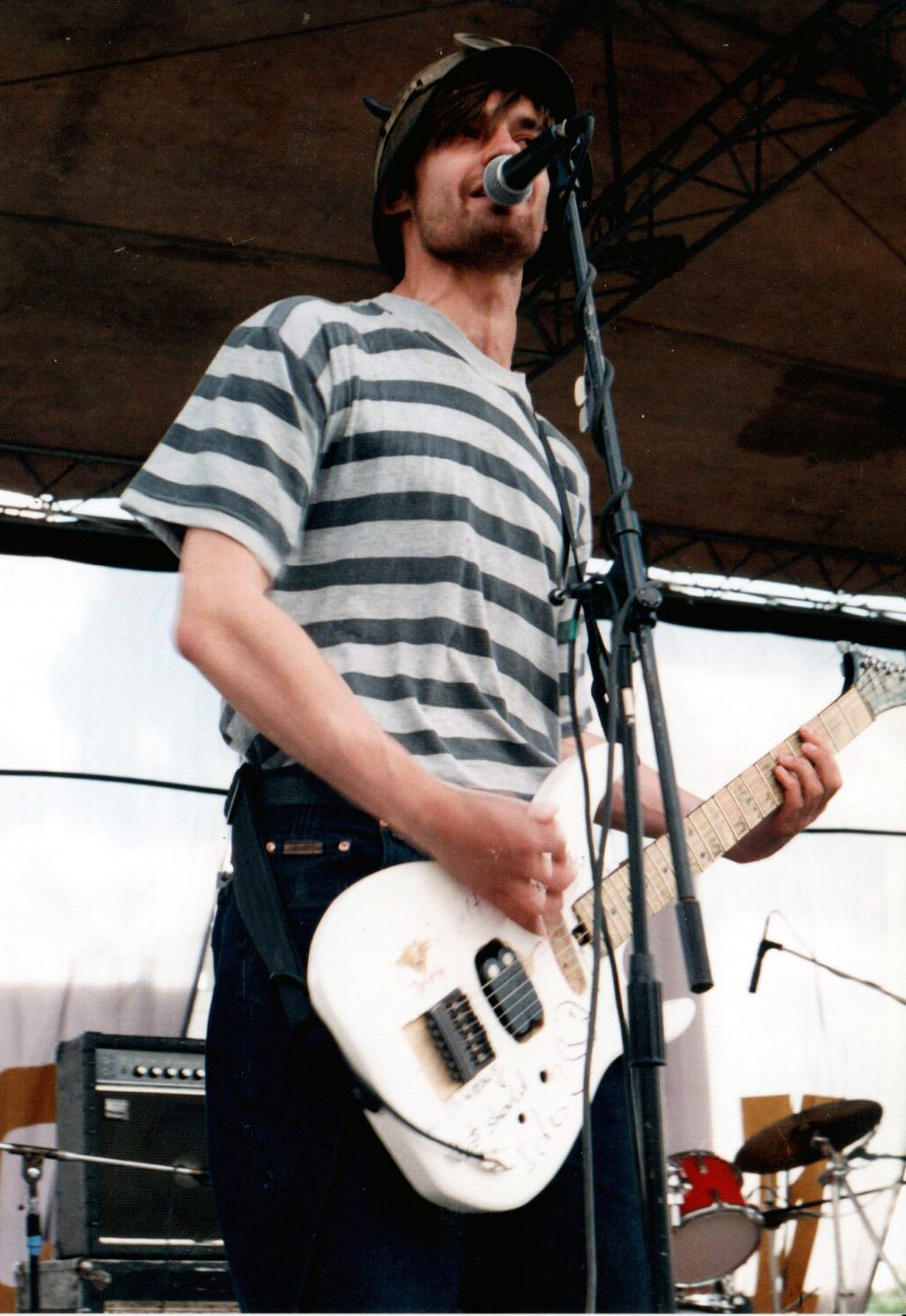
Косматое Чадо на «Rock-Line-1997»
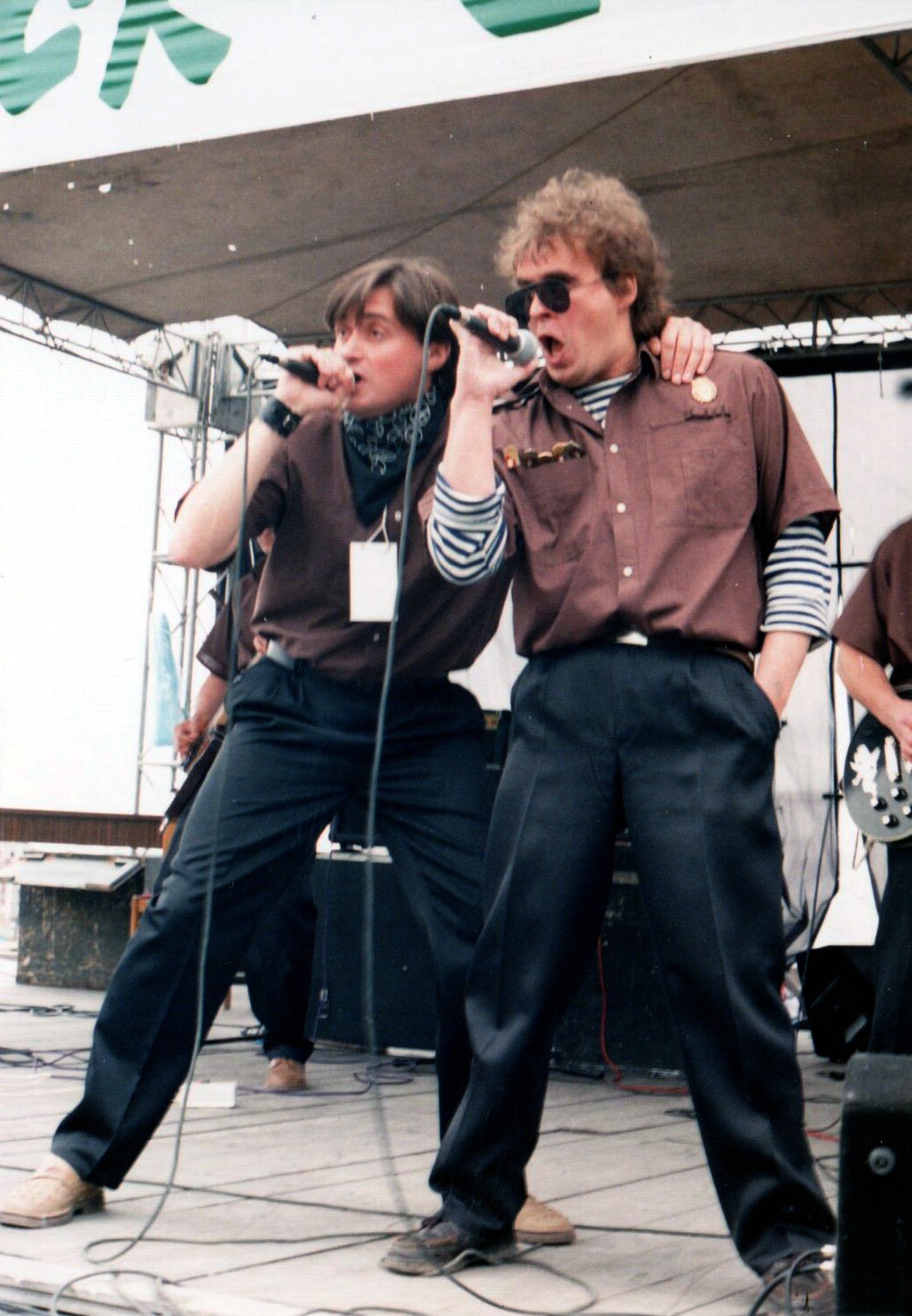
86 Поворот на «Rock-Line-1997»
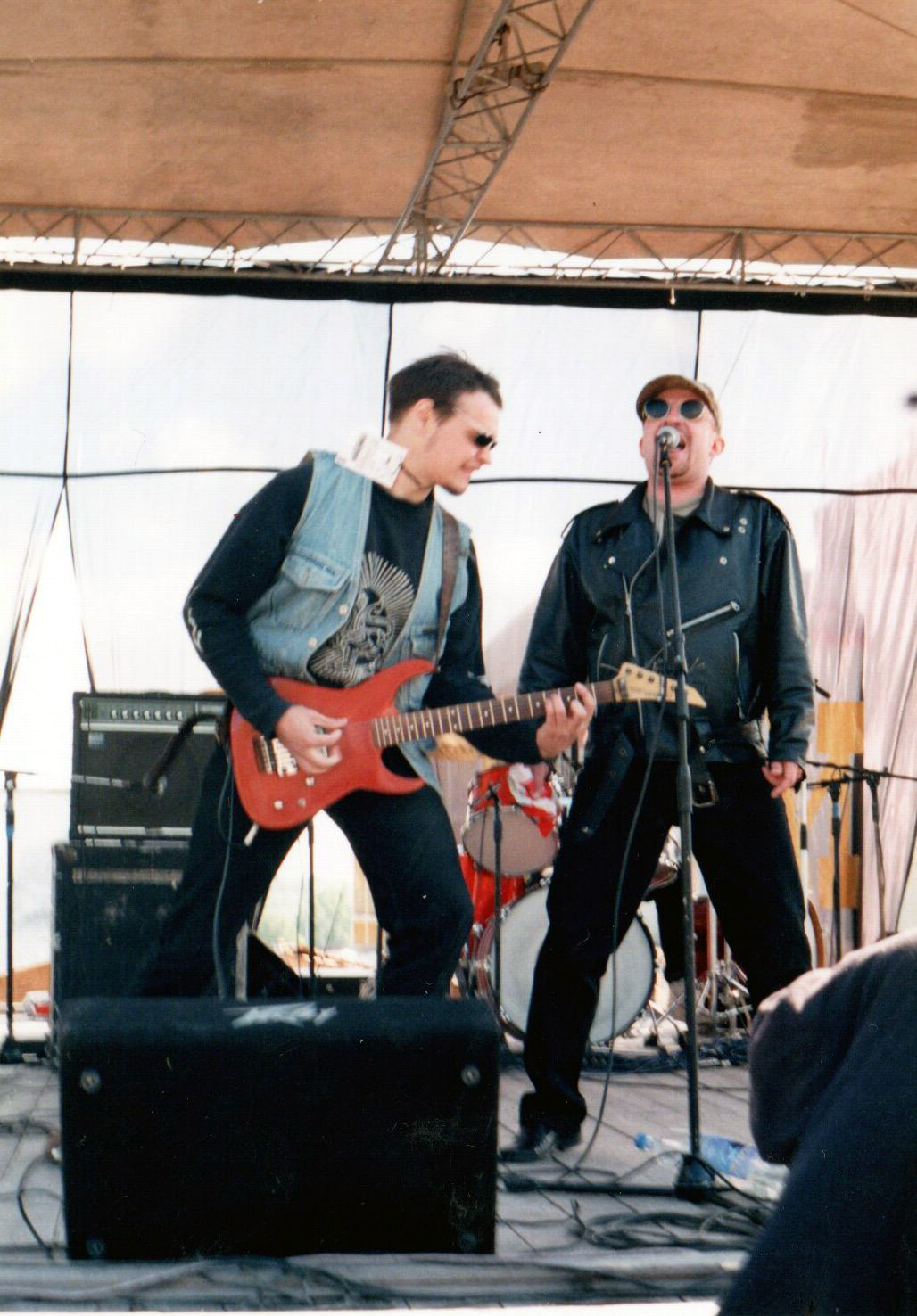
Майор Сергеев на «Rock-Line-1997»
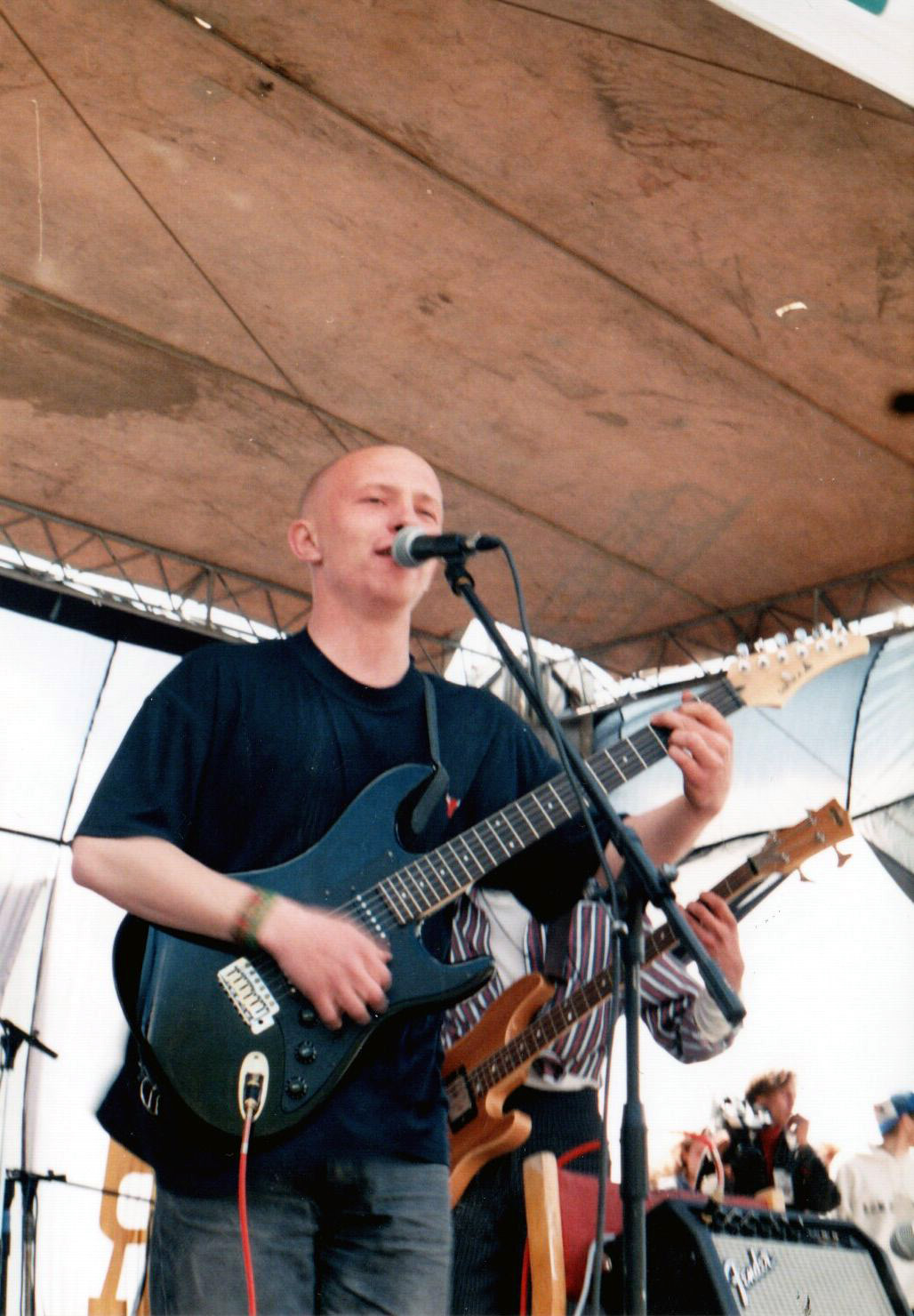
Нашествие Кактусов на «Rock-Line-1997»
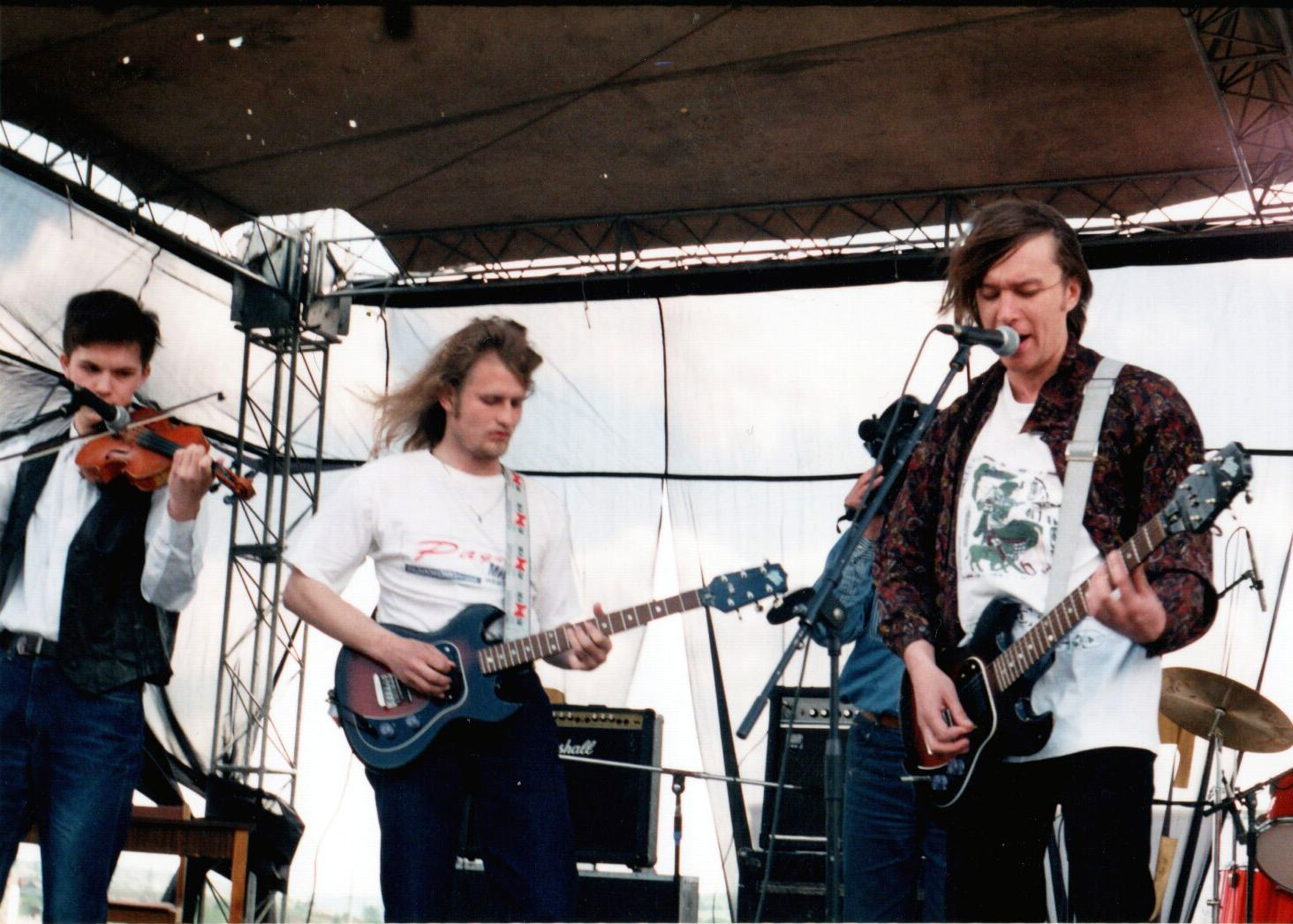
Набат на «Rock-Line-1997»
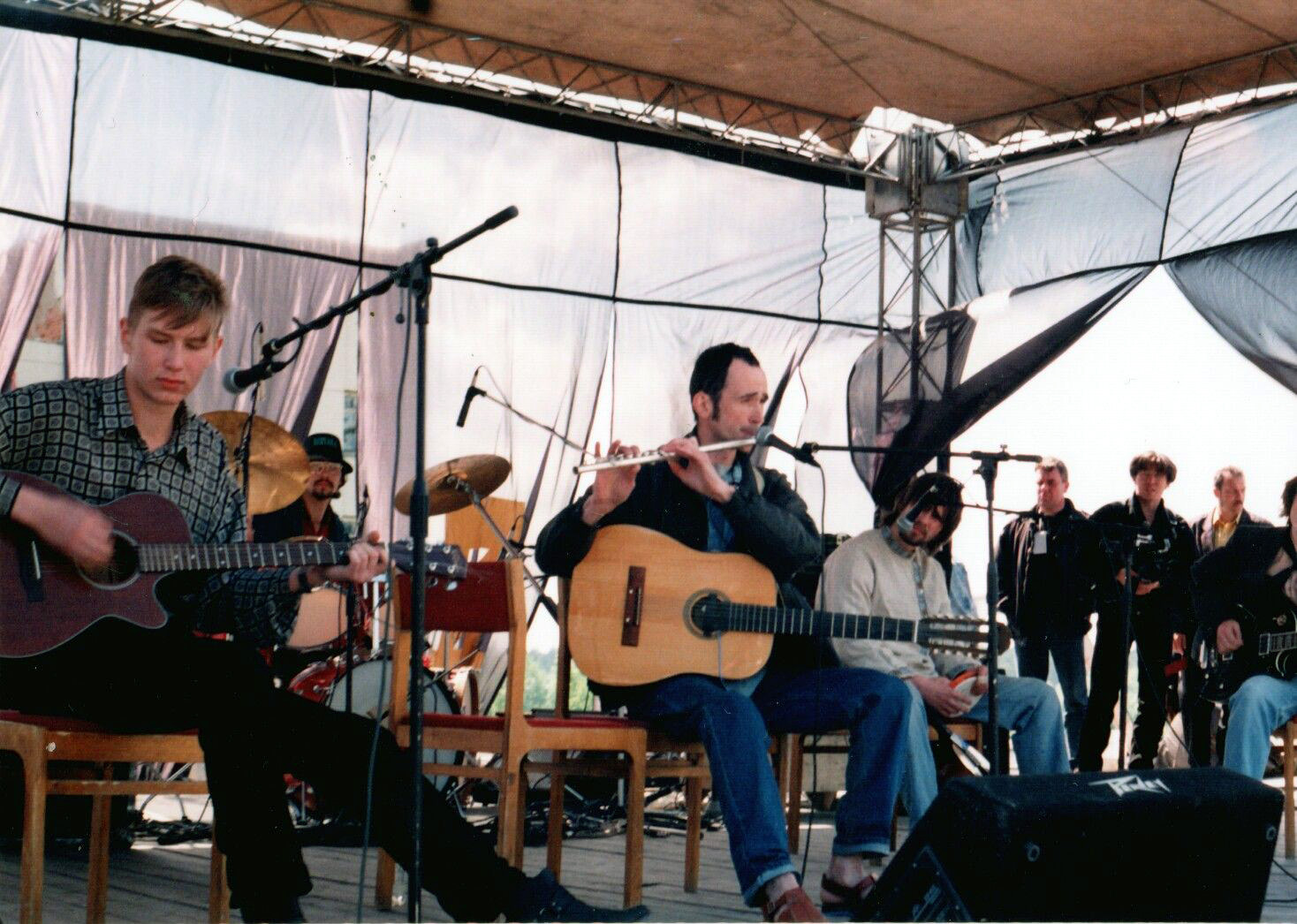
Карантин (ныне Лаборатория Ветра) на «Rock-Line-1997»

### Rock-Line 1998
- Время проведения: 27 — 28 июня 1998 года
- Место проведения: Кунгур
- Участники: Братья Карамазовы, Второе Крещение (все — Пермь), Дети Подземелья (Екатеринбург), Джамахирия, Пати-Порт, Транквилизатор, Чорный Флаг (все — Пермь), Capellan (Уфа), Dead Holidays (Курган), Stravinsky (Омск), Stinger (Лысьва), Sunrise (Омск), Uncrossed (Иркутск), Альянс (Кунгур), Боги (Ревда), Буч (Новоуральск), ВИО (Екатеринбург), Джуманджи (Екатеринбург), Джуман Джинз (Самара), Другая Жизнь (Челябинск), Зелёное Вещество (Нижний Тагил), Империя Снегов (Улан-Удэ), Кали-Юга (п. Западный, Алапаевск), Киты (Челябинск), Лаборатория Ветра (Лысьва), Оргазм Нострадамуса (Улан-Удэ), Полтергейст (Новоуральск), Пятая Власть (Челябинск), Евгений Светлов и К° (Ревда), Созидальный Исход (Тольятти), Соргэ (Калуга), Т. Э. Т. (Екатеринбург)
- Участники из других стран: Садъ (Брест, Белоруссия)
- Количество зрителей: около 15 тысяч

### Rock-Line 1999
- Время проведения: 27 июня 1999 года
- Место проведения: Пермь
- Участники: Муаб Галш, Пати-Порт, Тарантино Форест (все — Пермь)
- Участники из других стран: Herbst in Peking (Берлин, Германия)

### Rock-Line 2003
- Время проведения: 5 — 6 июля 2003 года
- Место проведения: Кунгур
- Участники: Ананас, Враг Врага, Лаос (все — Пермь), Alkonost (Набережные Челны), Deimos (Смоленск), М. А.Р. К. (Екатеринбург), PR (Уфа), Perpetuum Mobile (Курган), R.A.M.S (Анадырь), Stravinsky (Омск), Zerber (Уфа), Альянс (Кунгур), Гарри Ананасов (Челябинск), Другая Жизнь (Челябинск), Иван Герой (Омск), Империя Снегов (Улан-Удэ), КедрыВыдры (Екатеринбург), Посторонним В. (Воткинск), Тайный Советник (Заречный), Тихий Джа (Киров), Сны (Ижевск), Фил (Новоуральск), Форсаж (Самара), Чеширский Кот (Москва), Экслібрicъ (Березники), Яд Орхидеи (Привольный, Ростовская обл.)
- Участники из других стран: Zеркало (Астана, Казахстан)
- Количество зрителей: около 6 тысяч

### Rock-Line 2006
- Время проведения: 1 — 2 июля 2006 года
- Место проведения: Кунгур, Пермь
- Участники: Alterna, Bongels, Orgazmadrom, Лике (все — Пермь), Atoll Nerat (Оханск), Esquire (Челябинск), R7 (Анадырь), 21 Грамм (Самара), Абвиотура (Ростов-на-Дону/Москва), Антарсия (Омск), Антре (Набережные Челны), Вакцина (Санкт-Петербург), Гаутама (Ижевск), Джон Глюк (Екатеринбург), Зигзаги (Барнаул), Империя Снегов (Улан-Удэ), Комманда Gu (Москва), Лавсан (Омск), Монарх (Челябинск), Посторонним В. (Воткинск), Фауст (Омск), Экслібрicъ (Березники)
- Участники из других стран: Zеркало (Астана, Казахстан)
- Хэдлайнеры: Томас, Чайф, СерьГа, Разные Люди, Ва-БанкЪ
- Количество зрителей: около 5 тысяч в Кунгуре и около 9 тысяч в Перми

### Rock-Line-Extremum 2007
- Время проведения: 1 — 2 июля 2006 года
- Место проведения: Пермь
- Участники: Alter Ego, Thaeon (оба — Пермь), Act of God (Москва/Пермь), Atoll Nerat (Оханск), Blind Vandal (Архангельск), Fatum (Екатеринбург), Sinful (Москва/Пермь), Rossomahaar (Москва), Warhead (Добрянка)
- Хэдлайнер: Аркона
- Количество зрителей: около 600

### Rock-Line 2008
- Время проведения: 28 — 29 июня 2008 года
- Место проведения: Пермь
- Участники: 14 Kills, Bam Boo, Play, Ramblin' Case, Self-Esteem, Silicon, Ансамбль Пятый Корпус, Асса, Виконт, Ярос (все — Пермь), Dodger (Омск), Eva Koen (Казань), Other Noises (Томск), Terra Incognita (Барнаул), Анри (Ижевск), Антре (Набережные Челны), Амели (Москва), Виды Птиц (Екатеринбург), Гаутама (Ижевск), Джинсы Джилл (Киров), Зигзаги (Барнаул), Империя Снегов (Улан-Удэ), Лаборатория Ветра (Лысьва), Механизмы (Зеленоград), Монарх (Челябинск), Пилар (Пермь/Москва), Рива Роччи (Санкт-Петербург), Ураганы (Стерлитамак), Яды (Зеленоград)
- Участники из других стран: Avenue (Нарва, Эстония), Zеркало (Астана, Казахстан)
- Хэдлайнеры: Tequilajazzz, Томас
- Количество зрителей: около 11 тысяч в первый день и около 8 тысяч во второй день

### Rock-Line 2009
- Время проведения: 25 — 26 июня 2009 года
- Место проведения: Пермь
- Участники: Alterna, Play, Ramblin' Case, ВИА Грибники (все — Пермь), Ambehr (Армения/Москва), Atoll Nerat (Оханск), Au’Sweis (Санкт-Петербург), Blind Vandal (Архангельск), Eva Koen (Казань), FM (Тольятти), Hijem (Екатеринбург), Nova Art (Москва), Pacific Sound (Ноябрьск), R7 (Анадырь), Stellar (Сыктывкар), Tatlem (Санкт-Петербург), Ze Сметана (Киров), Аборт Мозга (Улан-Удэ), Амурные (Комсомольск-на-Амуре), Ареал (Челябинск), В Отрыв! (Озёрск), ДХ (Рязань), Империя Снегов (Улан-Удэ), Кимберлитъ (Санкт-Петербург), Мохнатые Ракеты (Екатеринбург), Трали-Вали (Ижевск), Трубка Мира (Омск), Хаки (Челябинск/Санкт-Петербург)
- Участники из других стран: Yellow Brick Road, Ляпис Трубецкой (оба — Минск, Белоруссия), Петер Бурш, Fools Errant (оба — Дуйсбург, Германия), Майолика (Петропавловск, Казахстан)
- Хэдлайнеры: Ляпис Трубецкой, Сергей Галанин
- Количество зрителей: около 30 тысяч в первый день и около 9 тысяч во второй день
- Лауреаты премии «Латунный Винт»: Владимир Батурин (музыкант, лидер группы Империя Снегов — Улан-Удэ), Екатерина Борисова (музыкальный журналист — Санкт-Петербург), Сергей Галанин (музыкант, лидер группы СерьГа — Москва), Евгений Сегал (музыкант, директор компании «Magic Music Bag» — Омск)

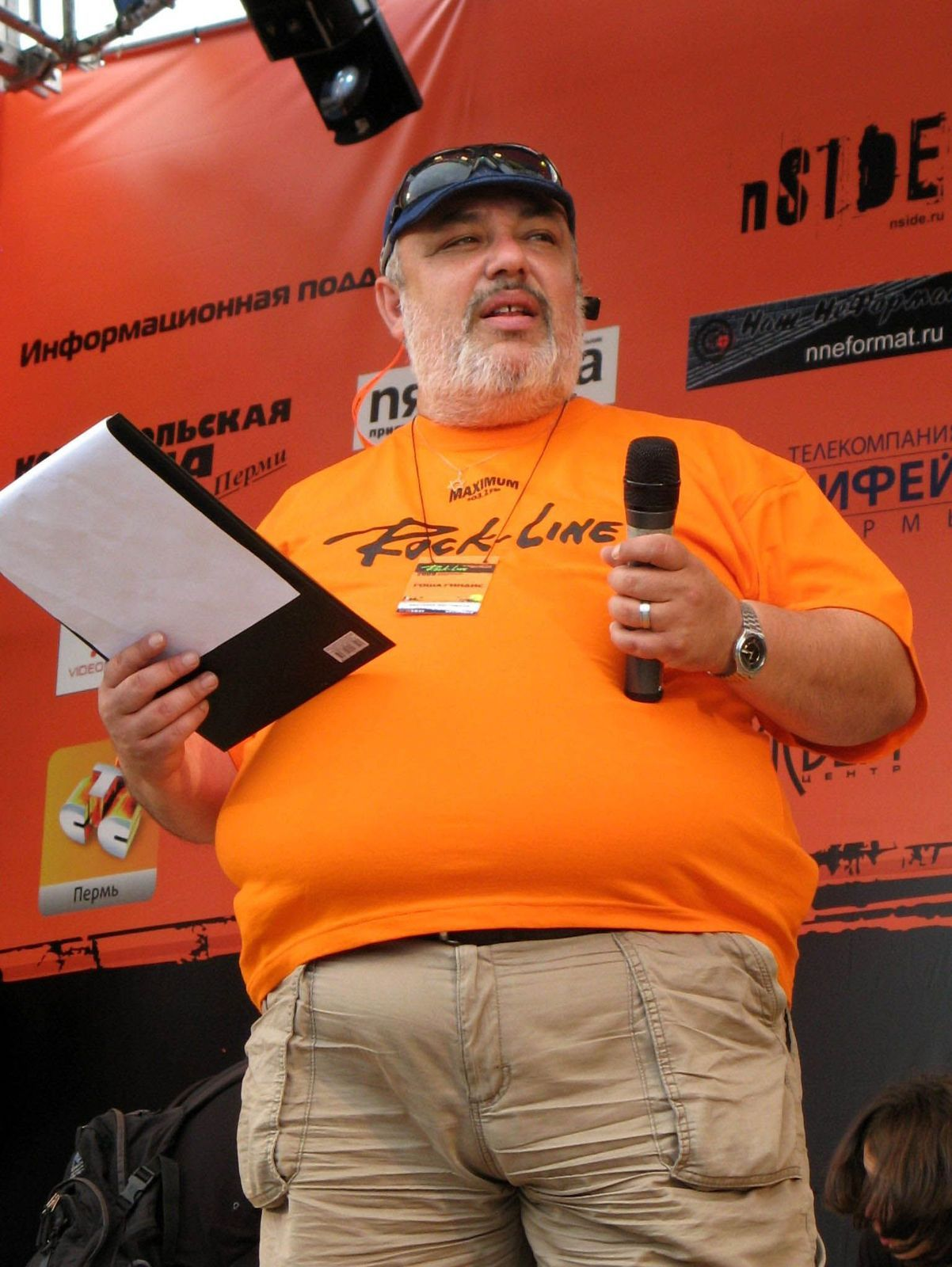
Игорь Гиндис на «Rock-Line-2009»
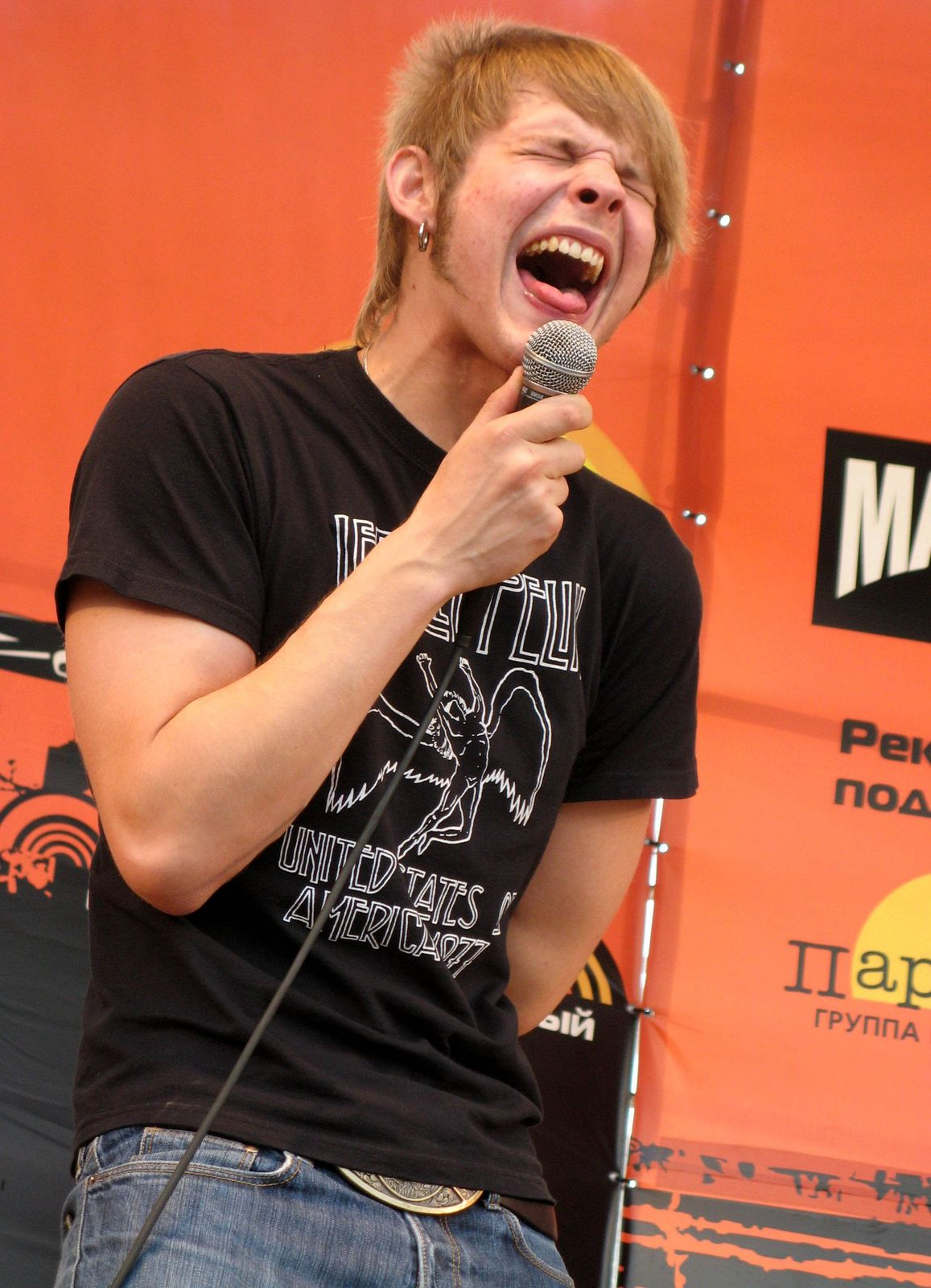
Yellow Brick Road на «Rock-Line-2009»
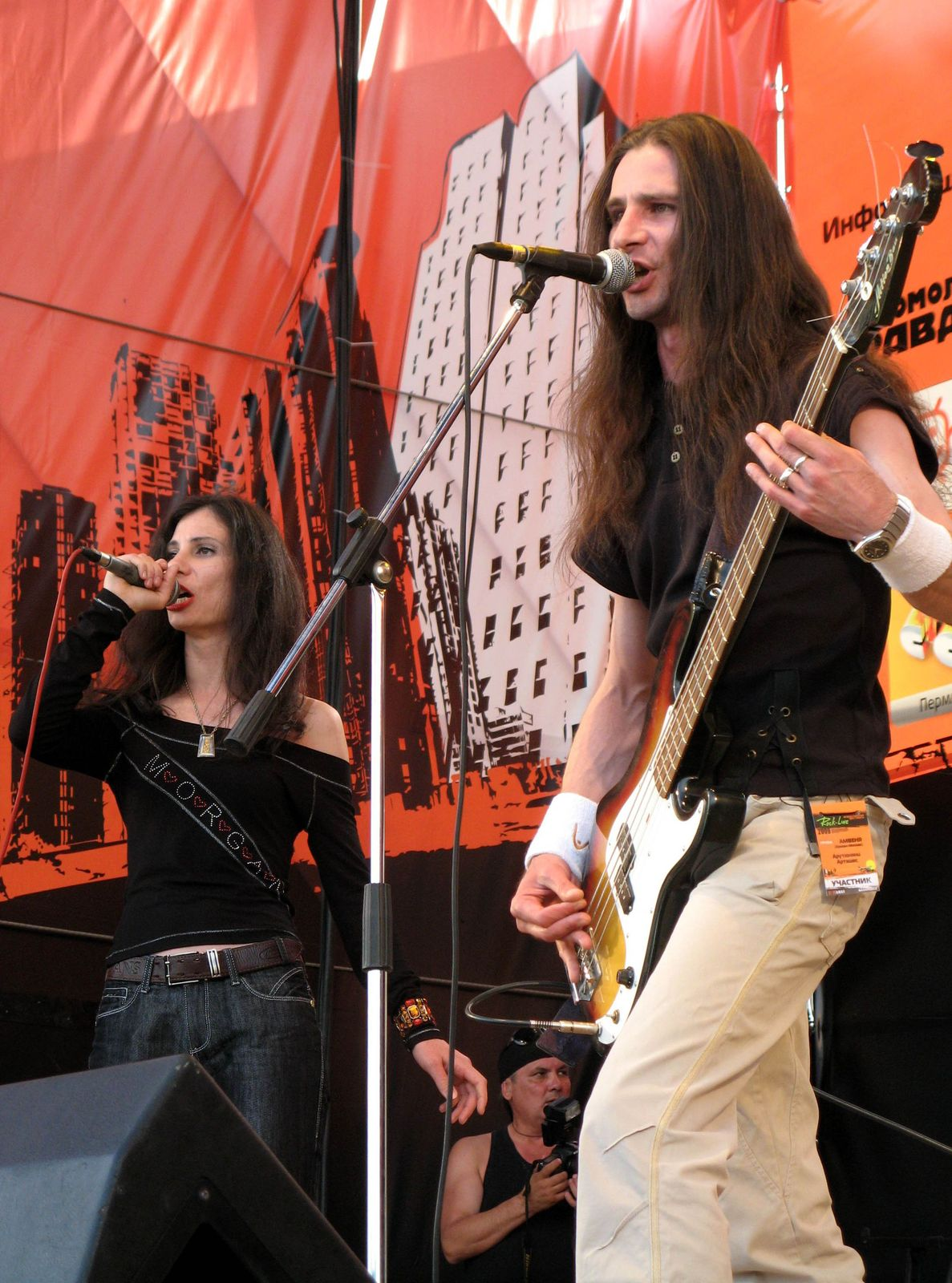
Ambehr на «Rock-Line-2009»
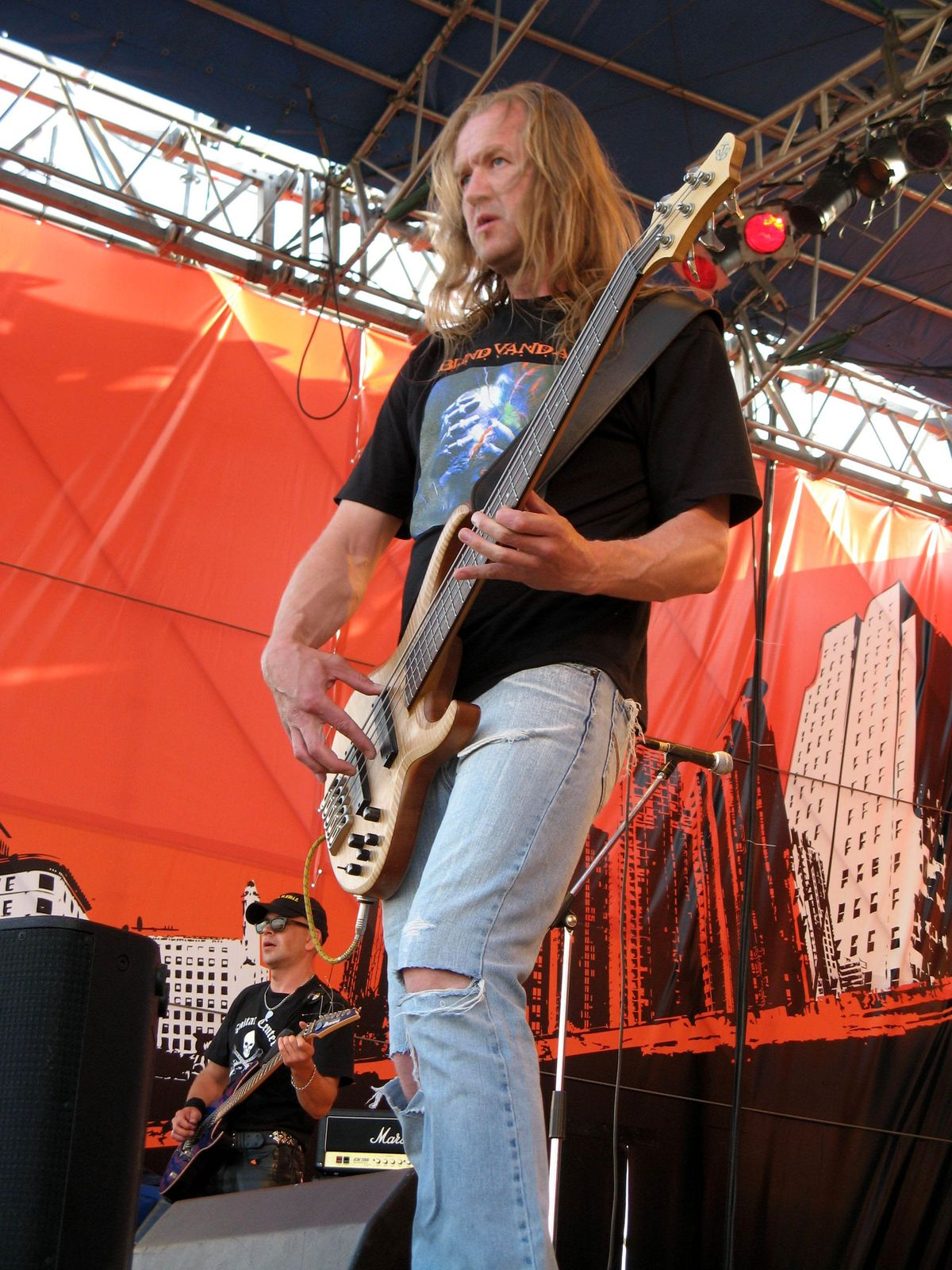
Blind Vandal на «Rock-Line-2009»
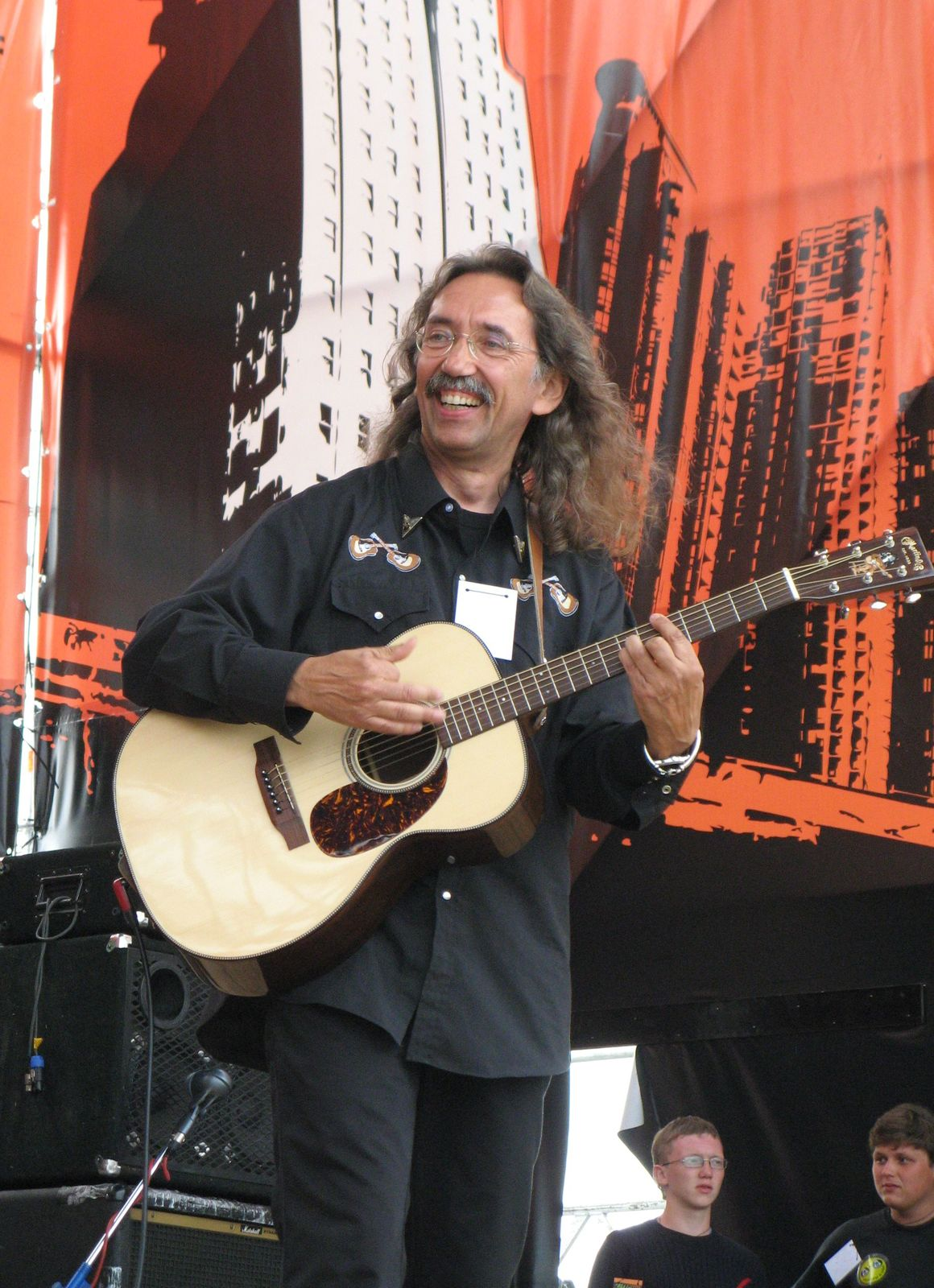
Петер Бурш на «Rock-Line-2009»
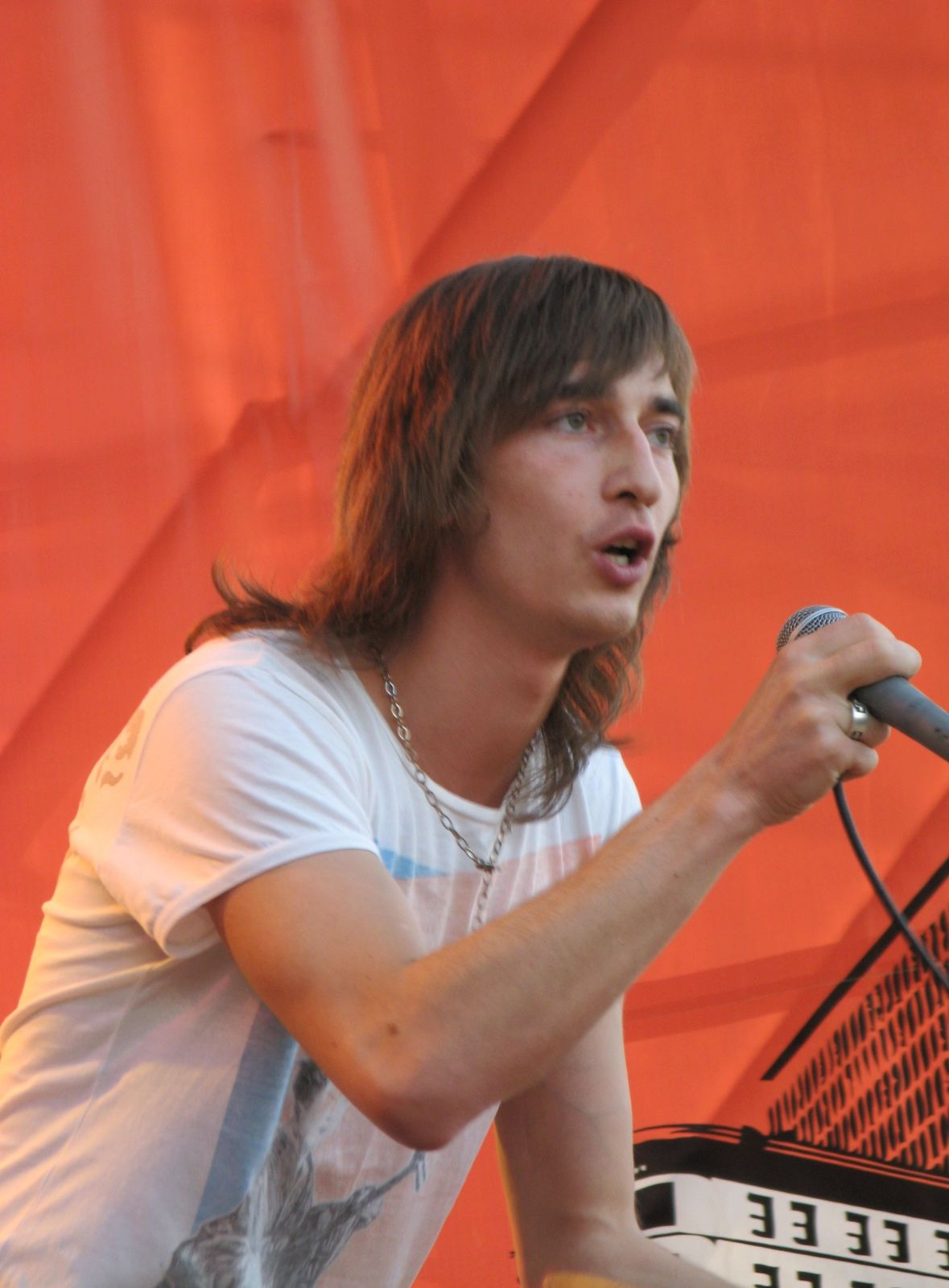
Хаки на «Rock-Line-2009»
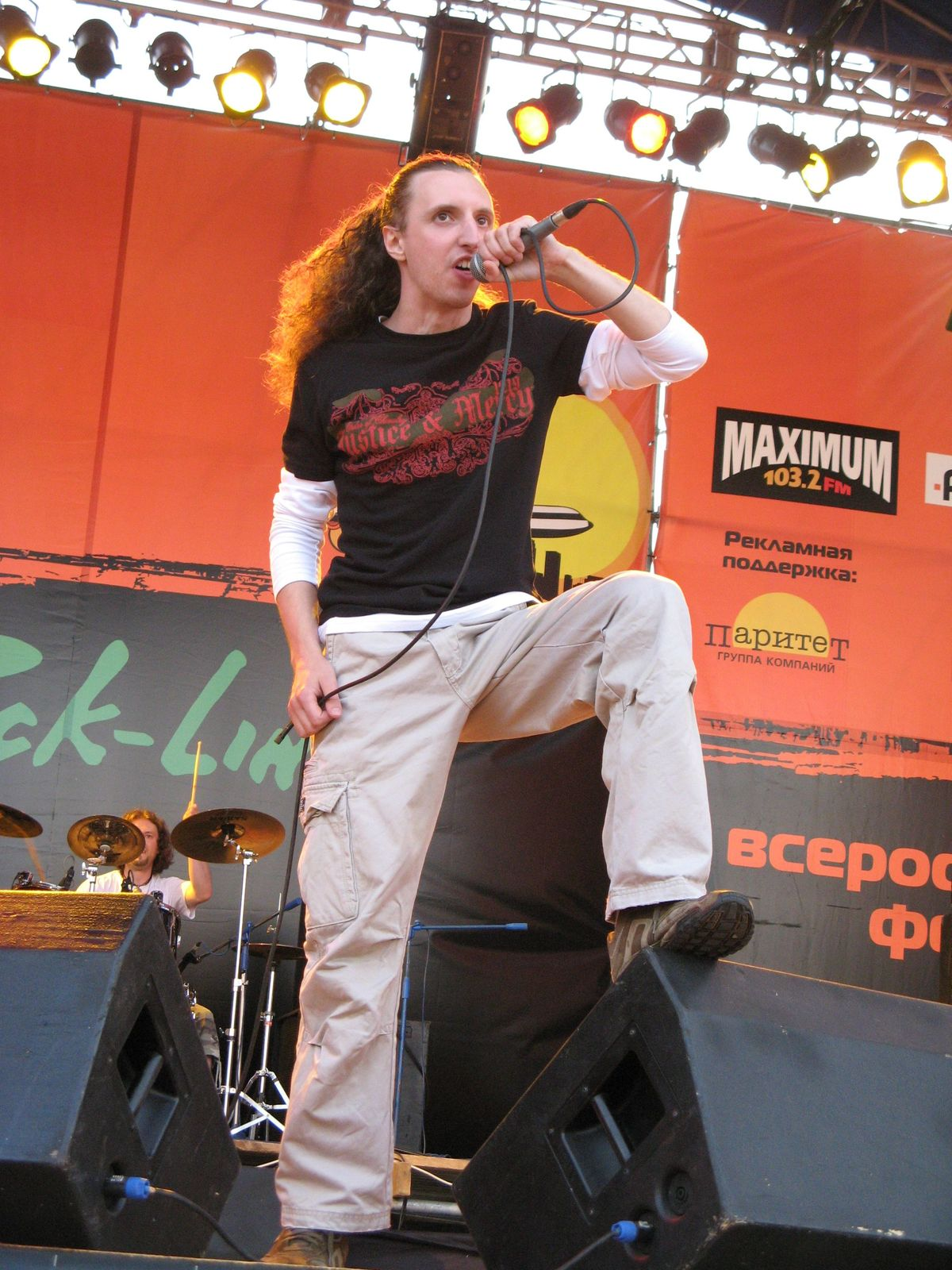
Nova Art на «Rock-Line-2009»
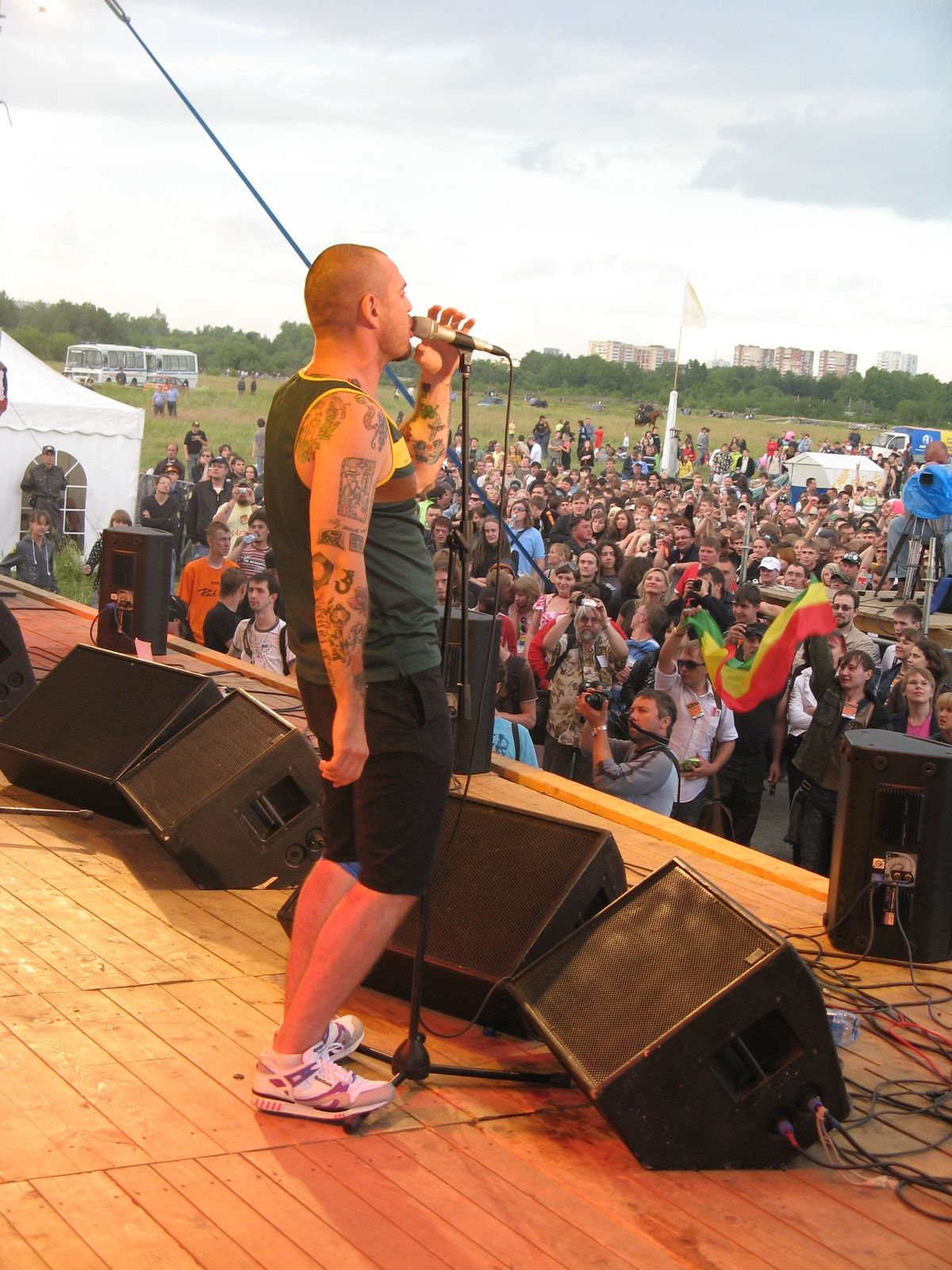
Ляпис Трубецкой на «Rock-Line-2009»
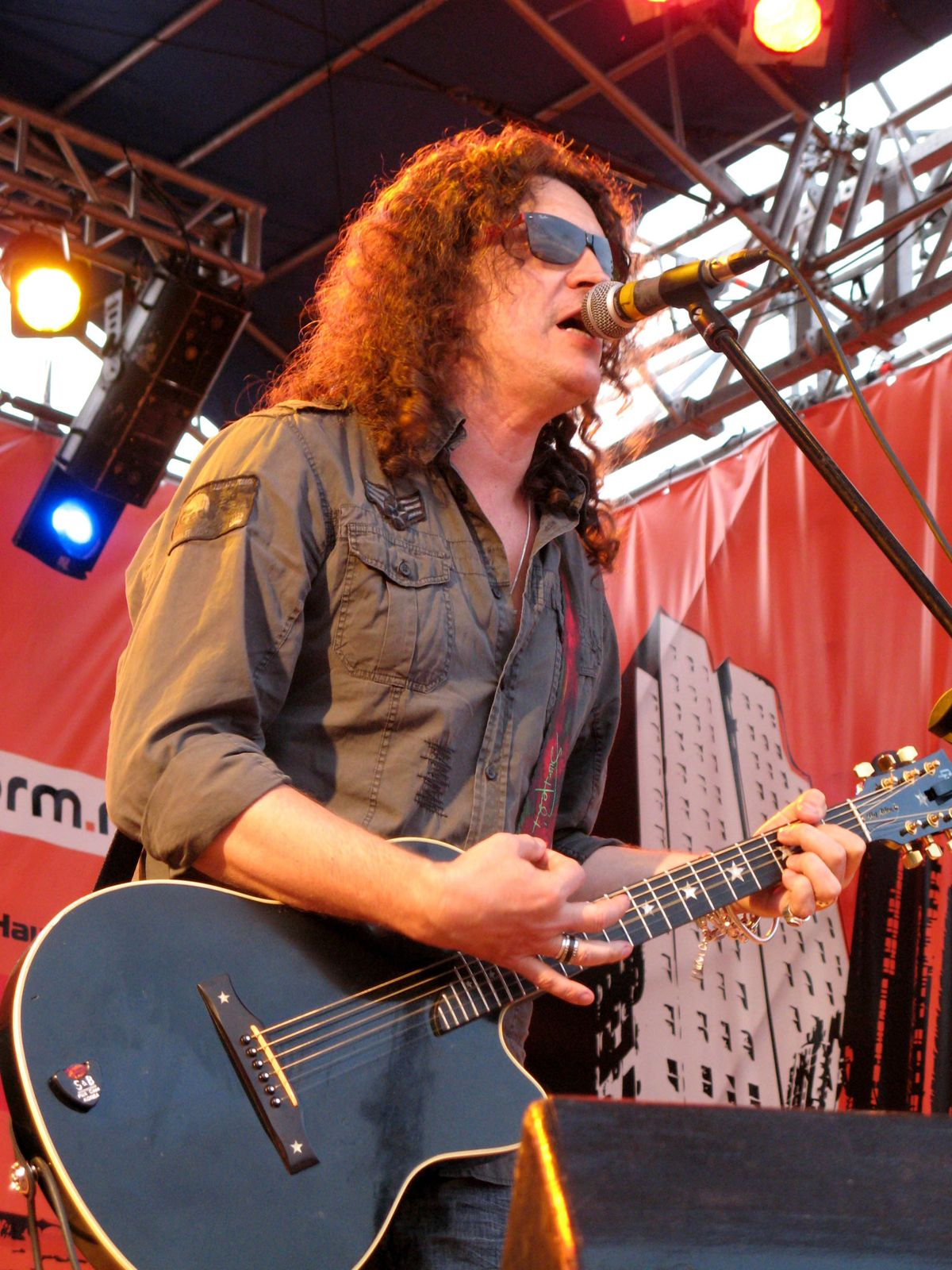
Сергей Галанин на «Rock-Line-2009»
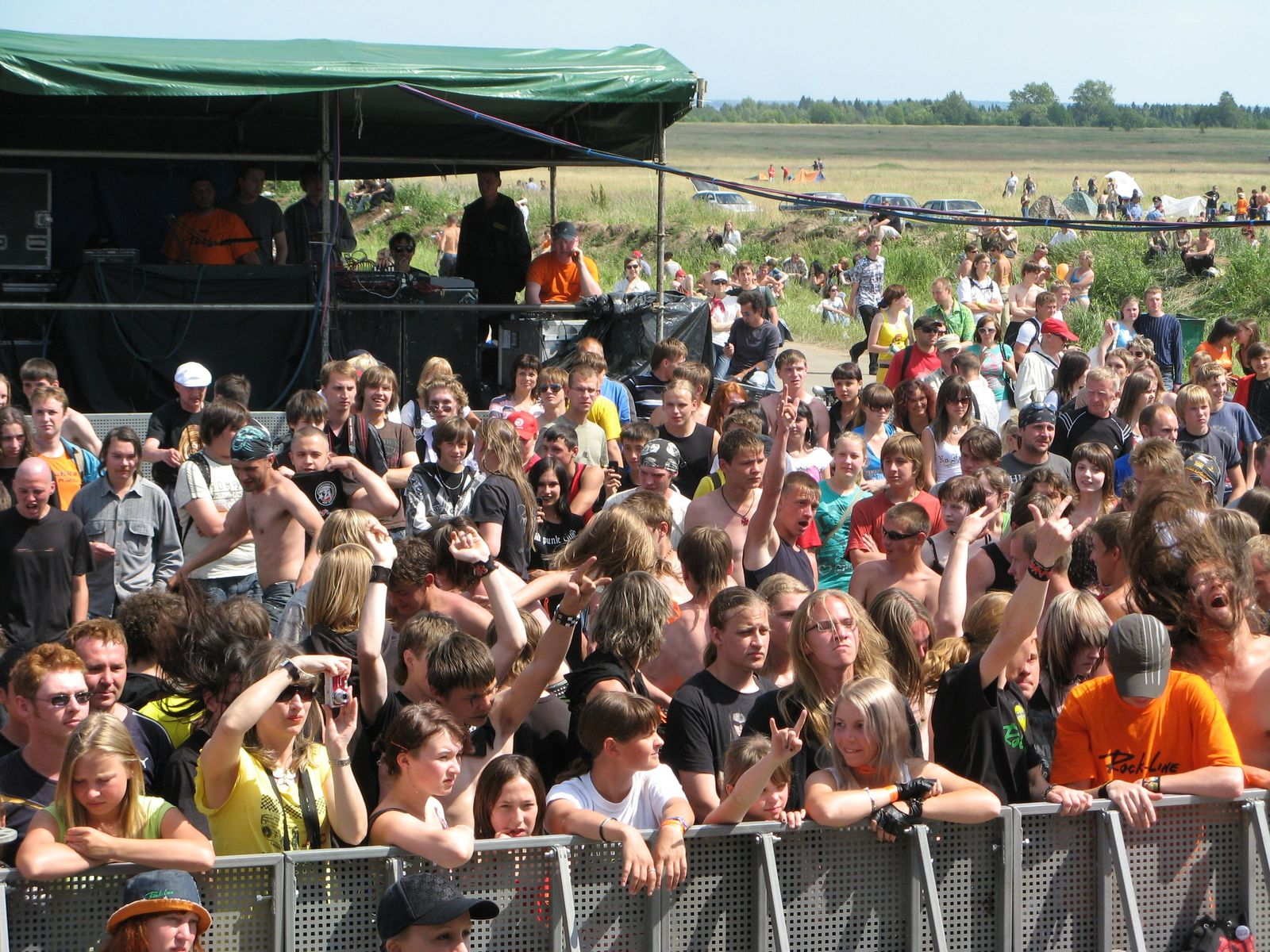
Публика на «Rock-Line-2009»

### Rock-Line 2010
- Время проведения: 25 — 26 июня 2010 года
- Место проведения: Пермь
- Участники: The Her Boyfriends, The Wild Rover, Ансамбль Пятый Корпус, Туман, Чехов Друг (все — Пермь), Alhimia (Санкт-Петербург), EnFace (Санкт-Петербург), Funky Bizness Gang (Екатеринбург), Kinky Dep (Сыктывкар), Pull Push (Москва), Seagall (Москва), Silence Dead (Киров), The Fires on Tongue (Краснокамск), Авантаж (Москва), АнимациЯ (Чистополь), Балабасы (Кирово-Чепецк), Виннебаго (Екатеринбург), Империя Снегов (Улан-Удэ), Кардио (Екатеринбург), Контора Кука (Самара), Катерина Ксеньева (Санкт-Петербург), Лаборатория Ветра (Лысьва), МиЛя (Омск), Пилар (Пермь/Москва), Скворцы Степанова (Санкт-Петербург), Томинокеры (Стерлитамак), Ухти-Тухти (Екатеринбург), Фон Штефаниц (Санкт-Петербург)
- Участники из других стран: Органы Сна (Светлогорск, Белоруссия), Плюс 58 (Ташкент, Узбекистан), Вопли Видоплясова (Киев, Украина)
- Хэдлайнер: Вопли Видоплясова
- Количество зрителей: около 20 тысяч
- Лауреаты премии «Латунный Винт»: Владимир Белобородов (музыкант, лидер группы Лаборатория Ветра — Лысьва), Игорь Гиндис (музыкант, телеведущий («Рифей») — Пермь), Олег Грабко (генеральный директор компании «Бомба-Питер» — Санкт-Петербург), Александр Мезенцев (продюсер фестиваля «Беломор-Буги» — Архангельск), Андрей Шмурай (радиоведущий («Взрослое радио») — Пермь)

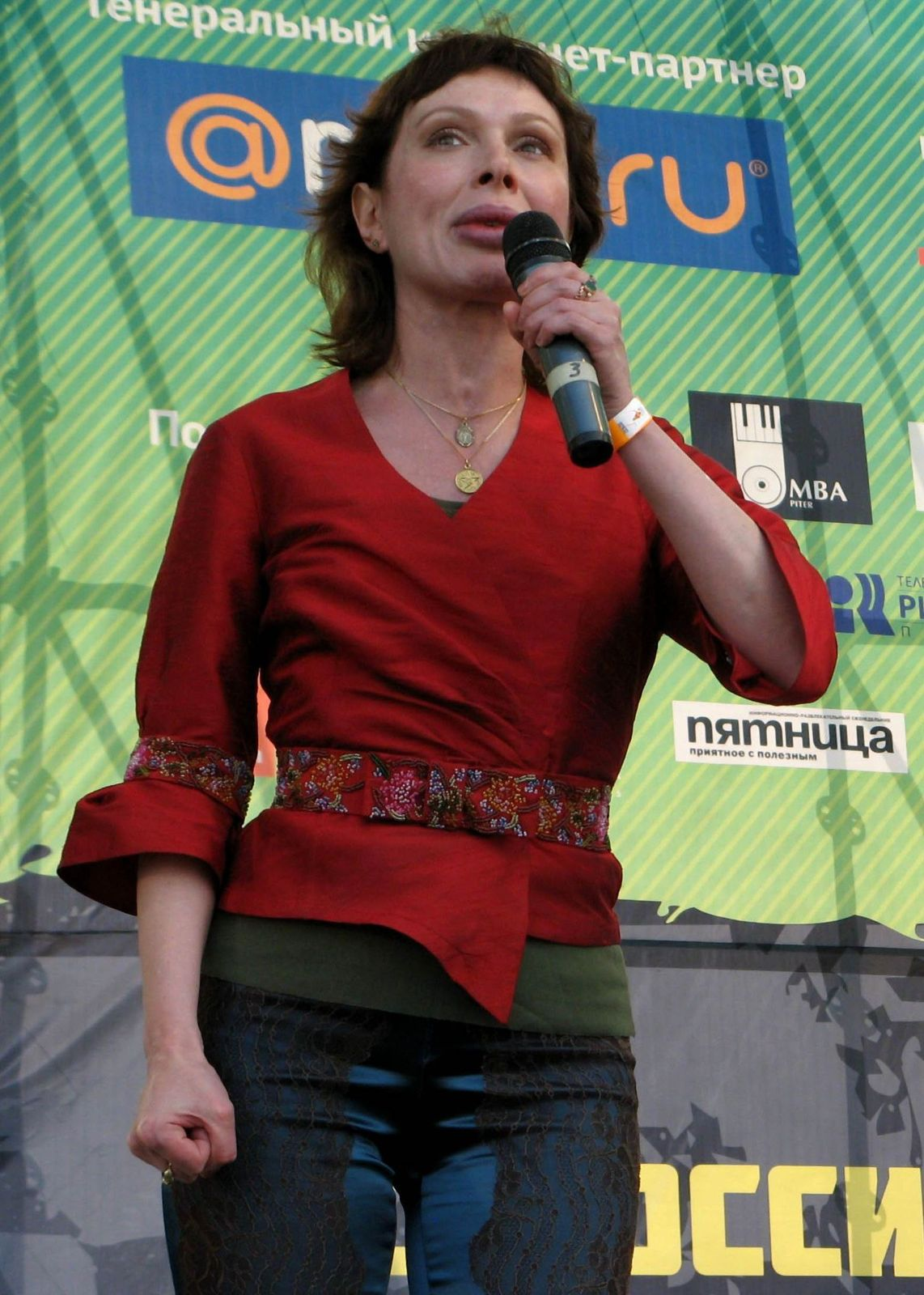
Катерина Ксеньева на «Rock-Line-2010»
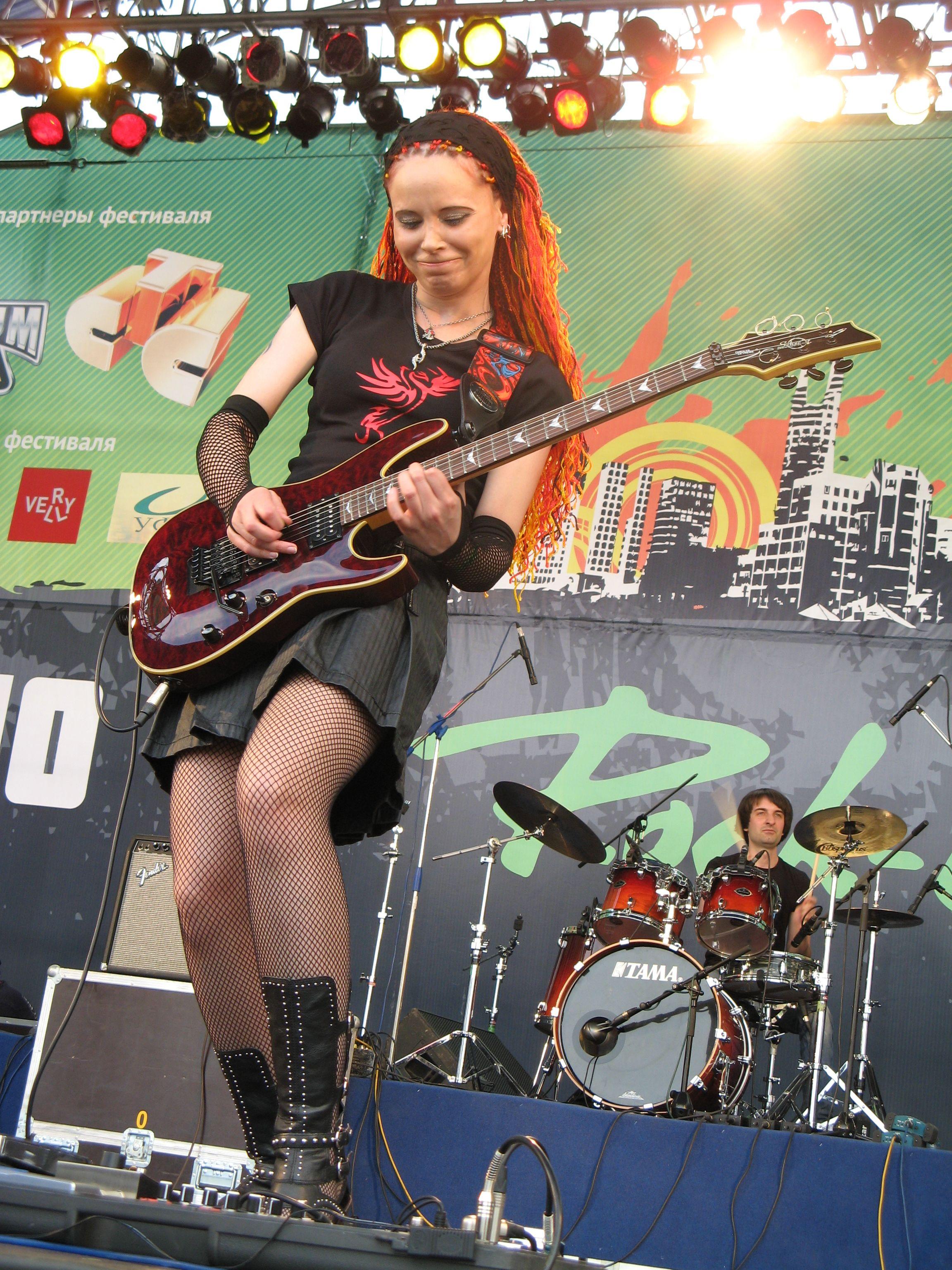
Seagall на «Rock-Line-2010»
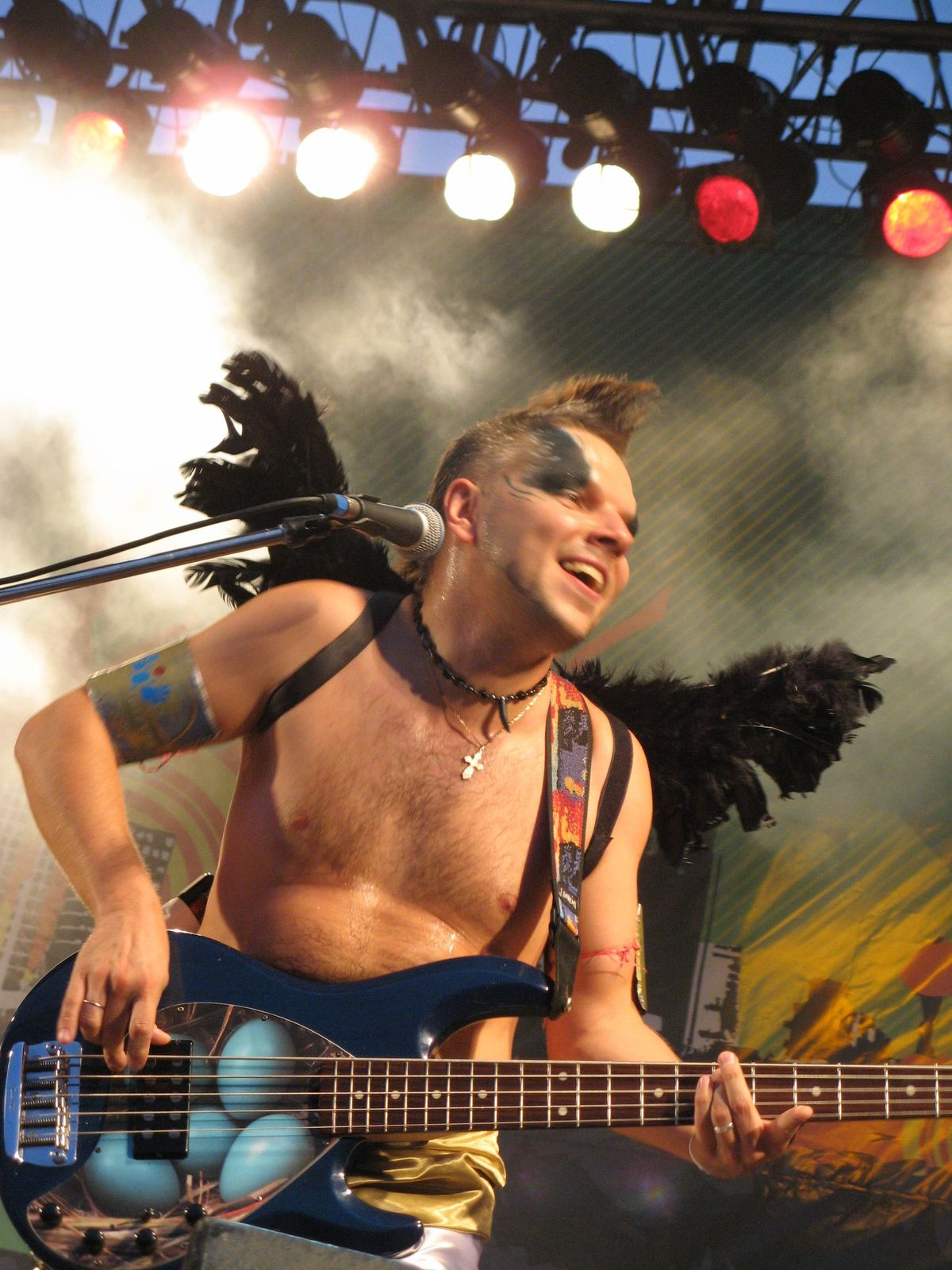
Скворцы Степанова на «Rock-Line-2010»
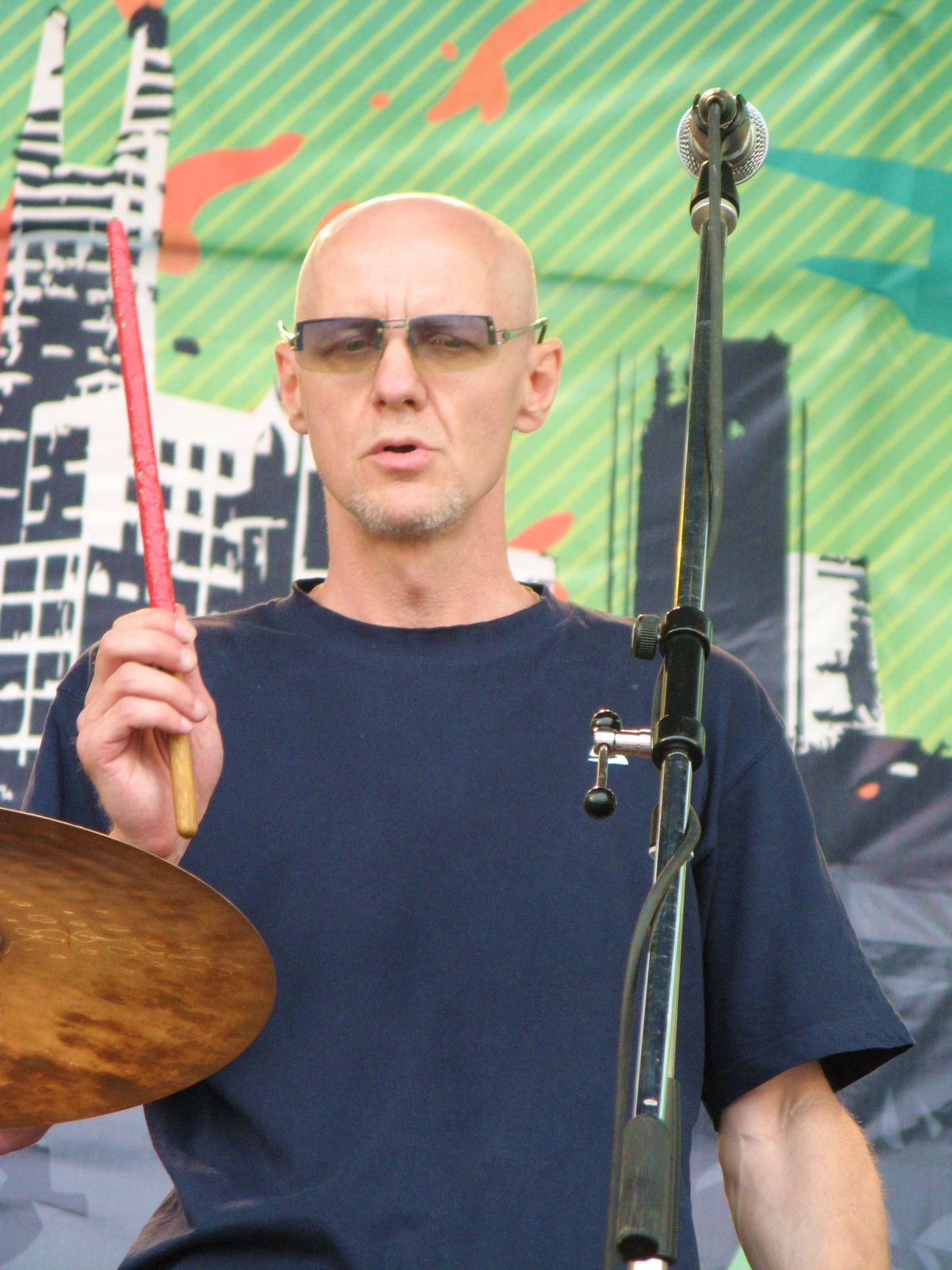
Контора Кука на «Rock-Line-2010»
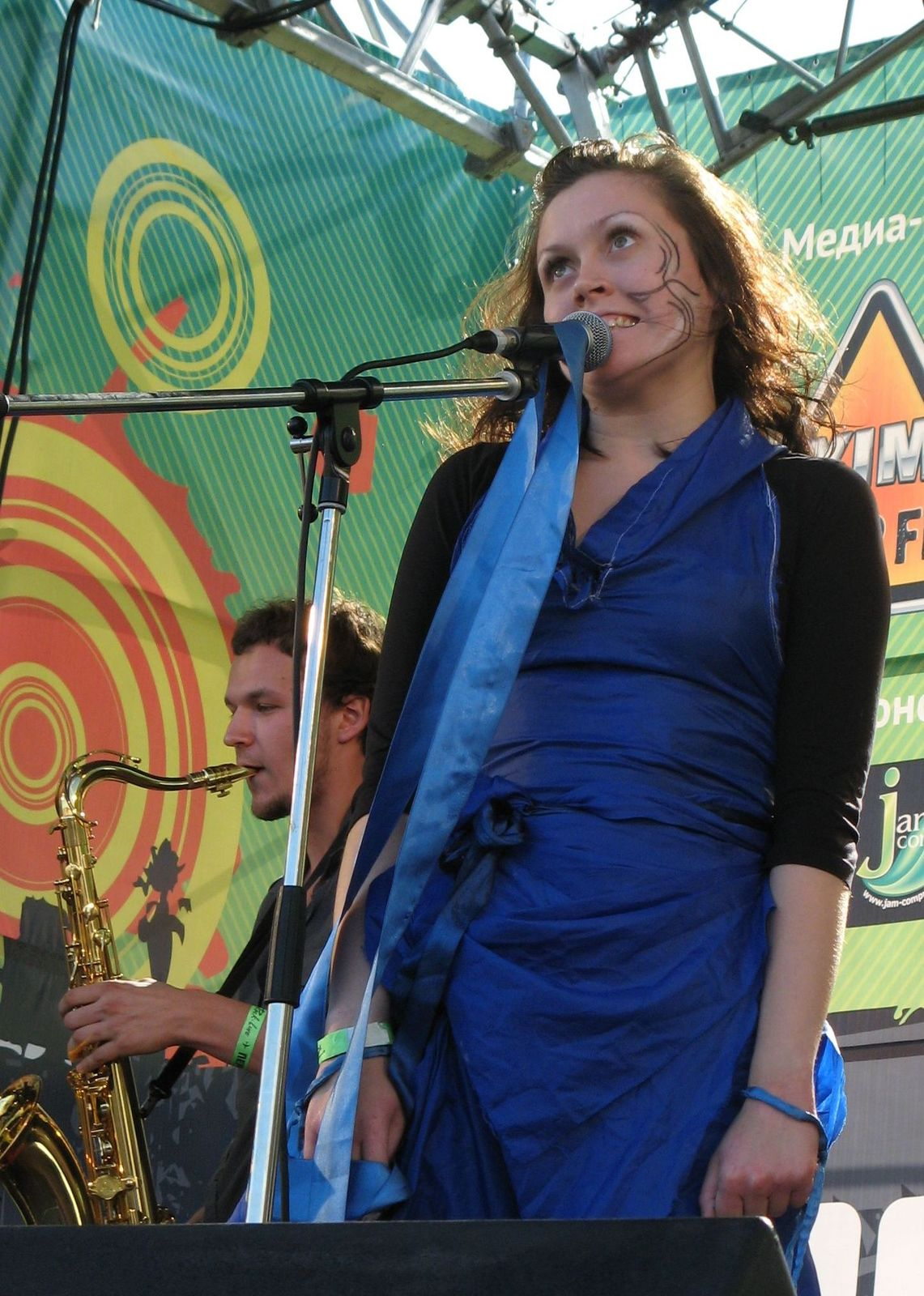
Alhimia на «Rock-Line-2010»
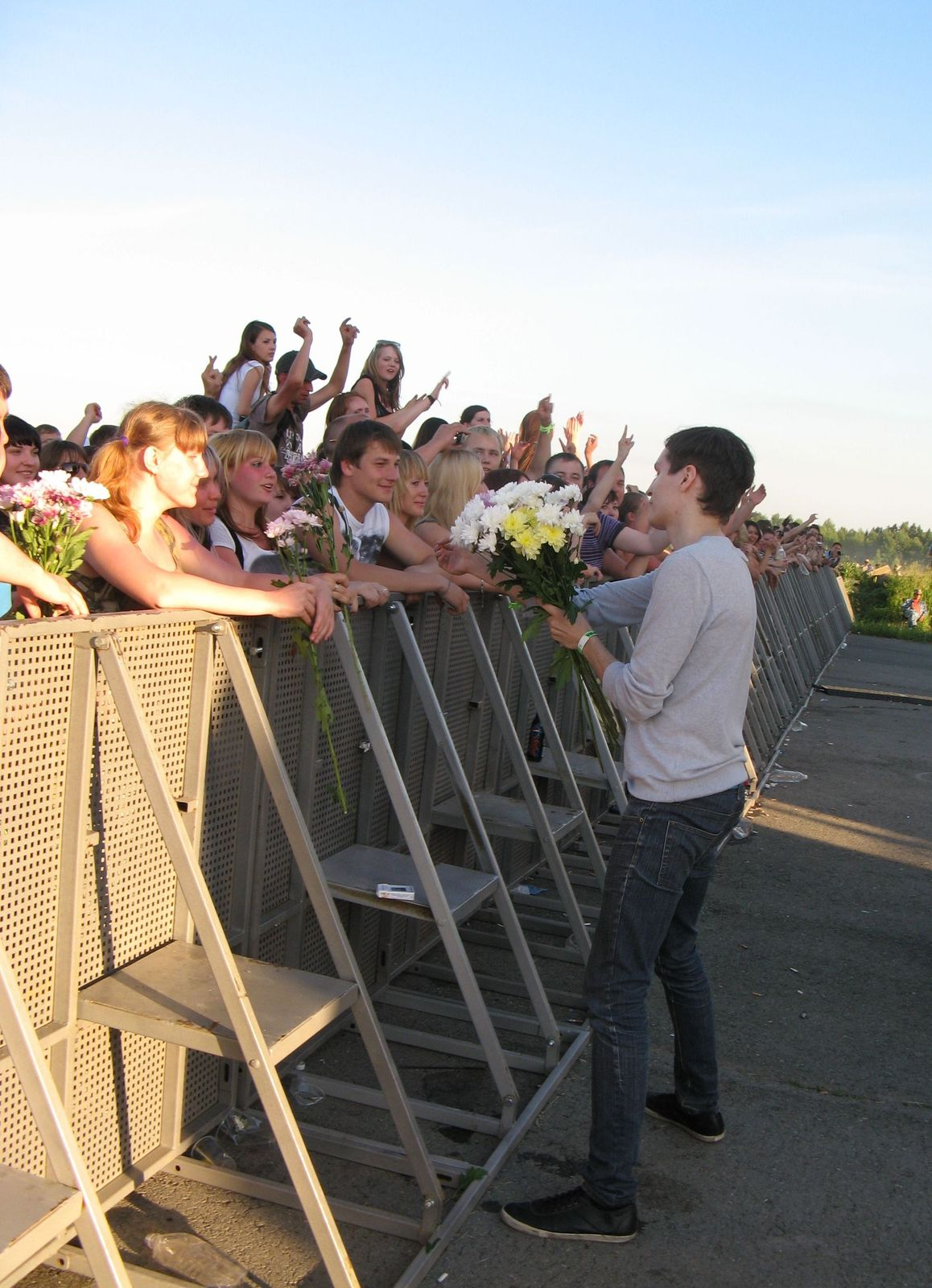
Солист группы Фон Штефаниц и публика на «Rock-Line-2010»
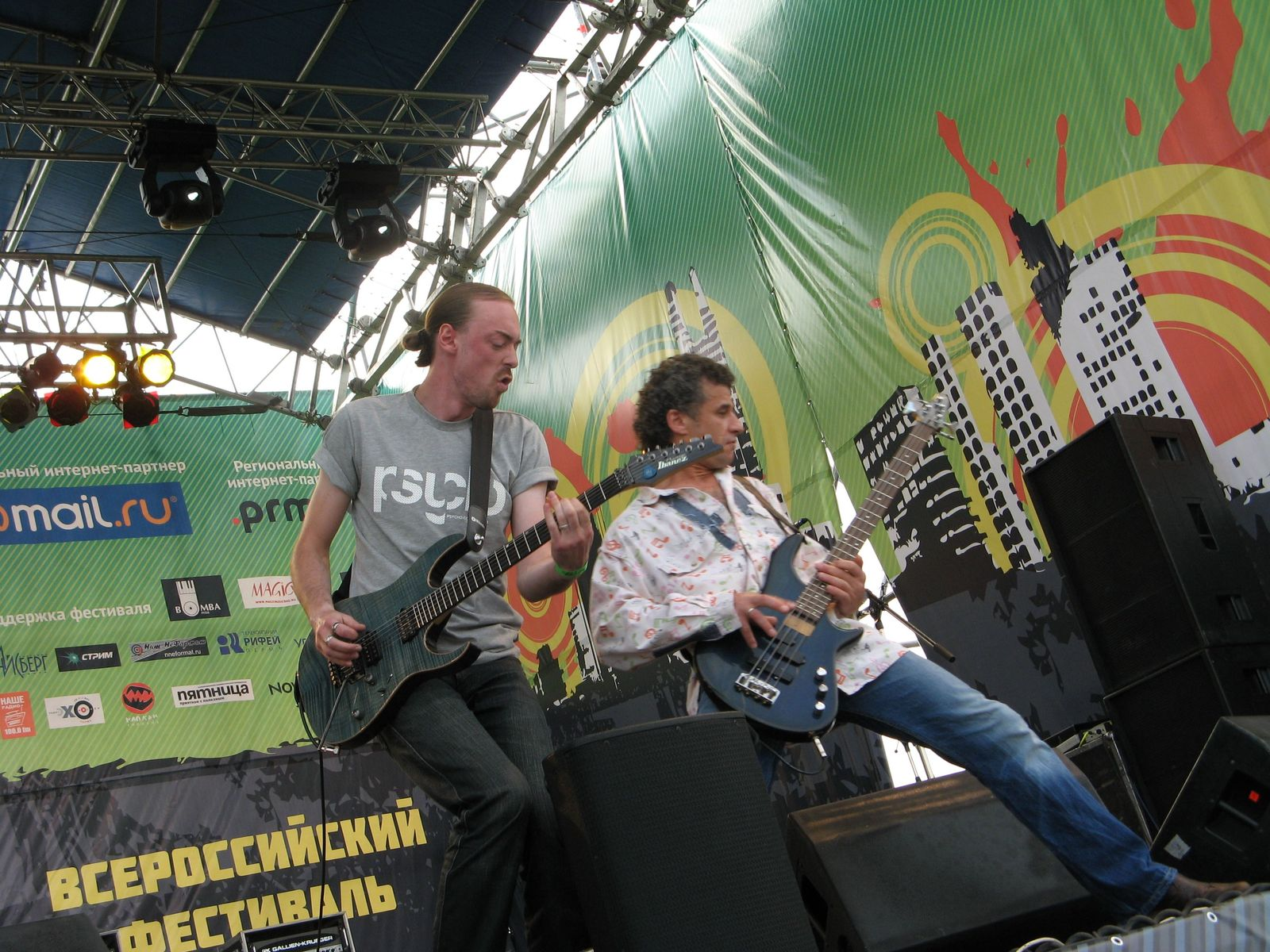
МиЛя на «Rock-Line-2010»
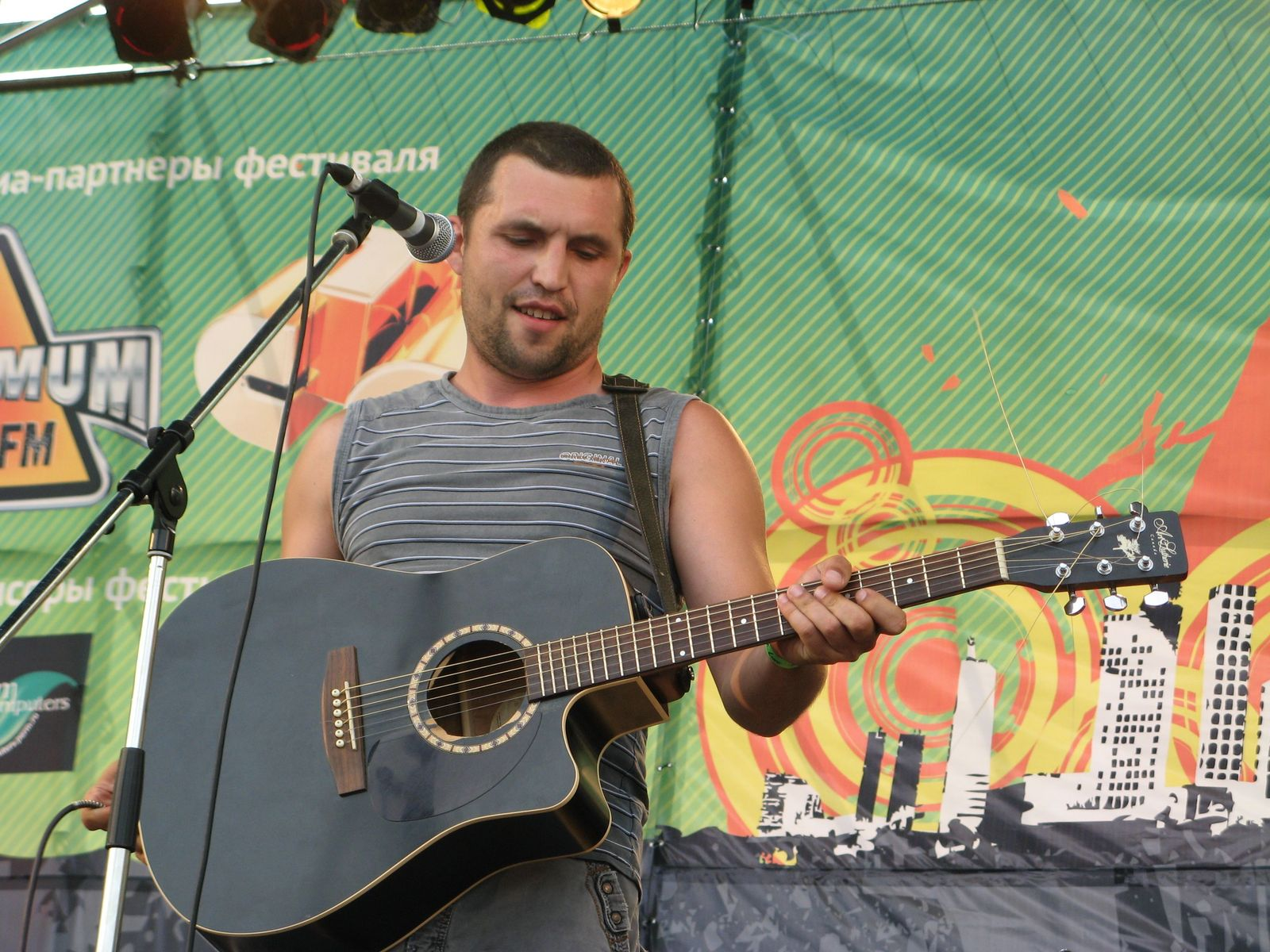
АнимациЯ на «Rock-Line-2010»
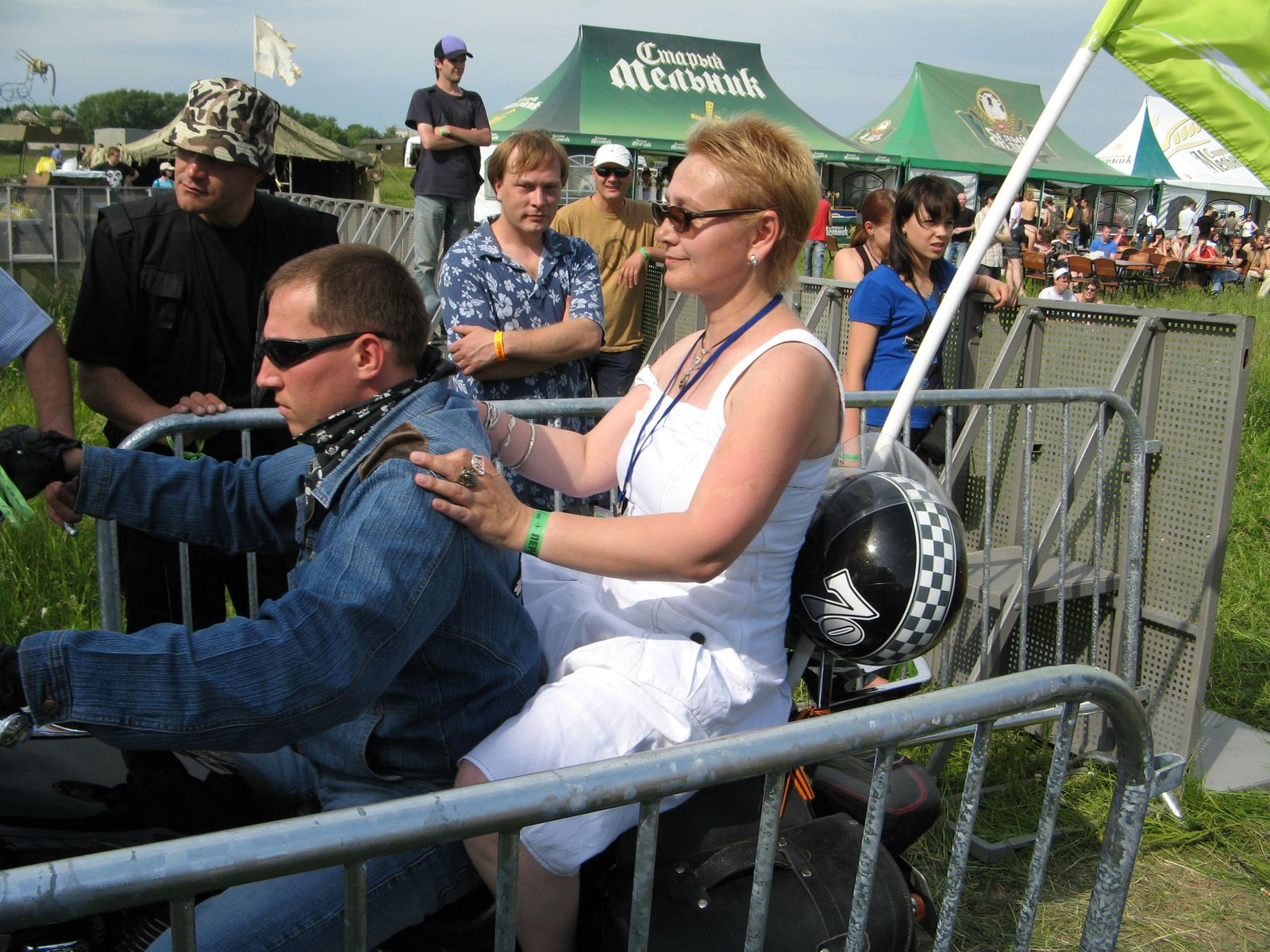
Елена Зорина-Новосёлова и байкеры на «Rock-Line-2010»
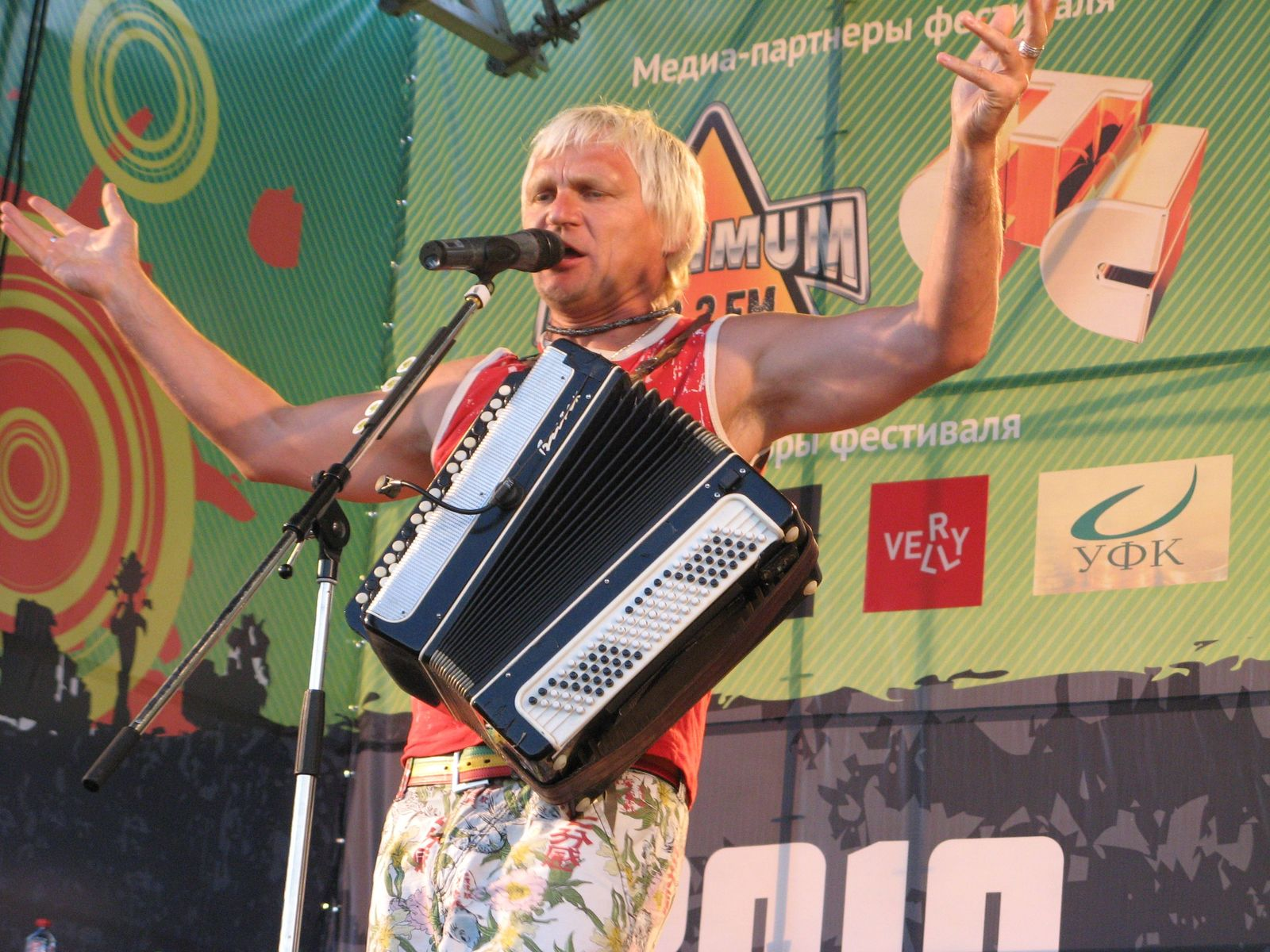
Вопли Видоплясова на «Rock-Line-2010»

### Rock-Line 2011
- Время проведения: 24 — 25 июня 2011 года
- Место проведения: Пермь, Всеволодо-Вильва
- Участники: Alterna, Metaxy, Виконт, Посторонний В, Стас777, (все — Пермь), Alt’era (Хабаровск), Andy Ocean (Зеленоград), Blind Vandal (Архангельск), Jack Lives Here (Омск), Karenin (Ижевск), Nova Art (Москва), Pent Haus (Нижний Новгород), Pull Push (Москва), Rogi (Екатеринбург), Seagall (Москва), SchoolRadio (Москва), Stellar (Сыктывкар), The Kite Runners (Сыктывкар), Yuri Mikhaylov Group (Смоленск), Ze Сметана (Киров), Альтависта (Барнаул), Зелёная Миля (Миасс), Империя Снегов (Улан-Удэ), Лаборатория Ветра (Лысьва), Мира (Смоленск), Огнелет (Санкт-Петербург), Проект Юрия Матвеева (Москва)
- Участники из других стран: Ревенко и К° (Киев, Украина), ToDo (Кишинёв, Молдова), White Noise (Тель-Авив, Израиль)
- Хэдлайнеры: Скворцы Степанова, Томас, Znaki, Калинов Мост
- Количество зрителей: около 20 тысяч в Перми и около 2,5 тысяч во Всеволодо-Вильве
- Лауреаты премии «Латунный Винт»: Сергей Лузин (главный звукорежиссёр фестиваля «Rock-Line» — Пермь), Александр Пантыкин (музыкант, композитор — Екатеринбург), Александр Самойленко (музыкант, лидер группы Томас — Челябинск/Москва), «A-ONE» (телеканал), «Наше Радио-Пермь» (радиостанция)

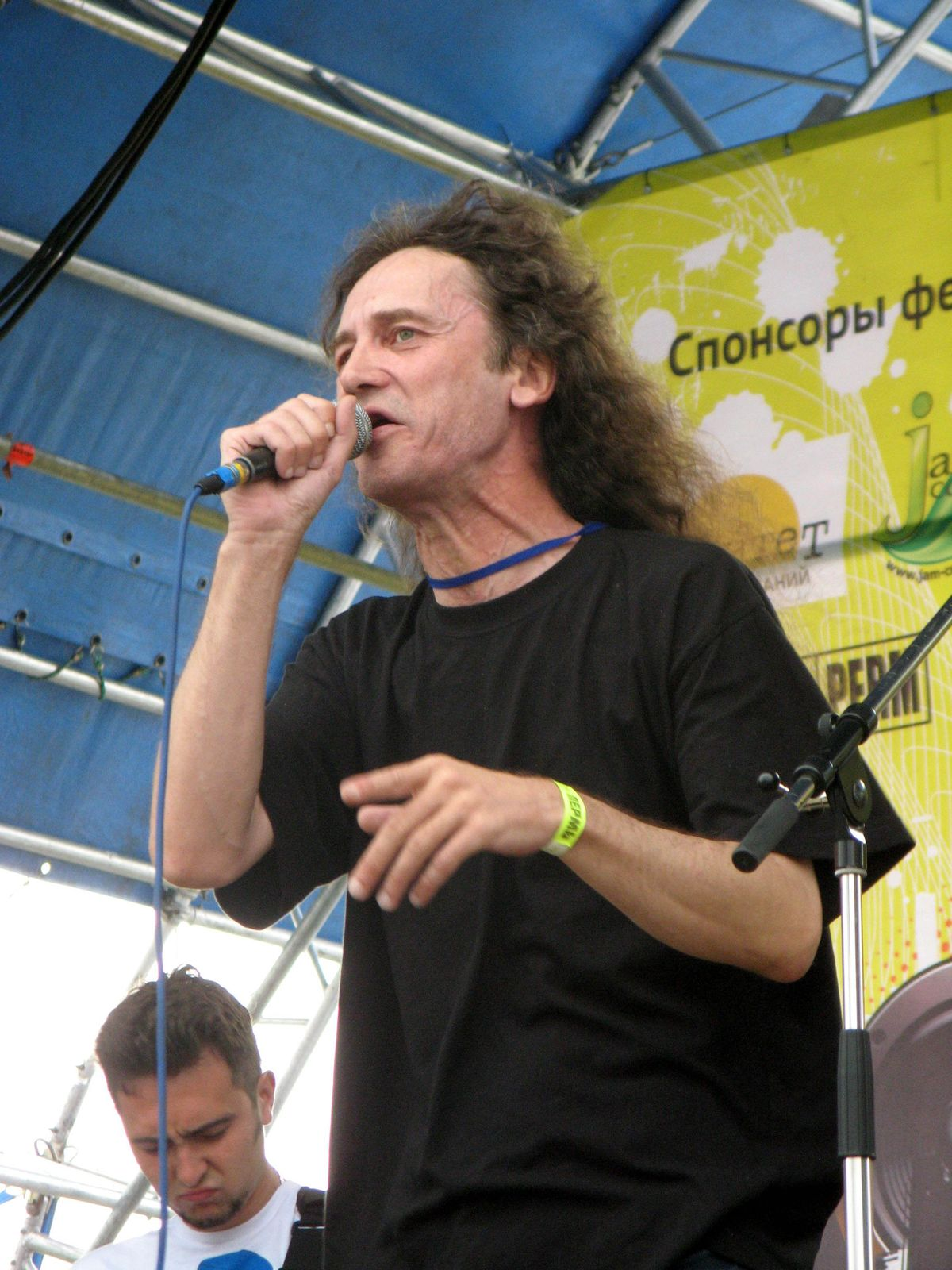
Владимир Батурин (Империя Снегов) на «Rock-Line-2011»
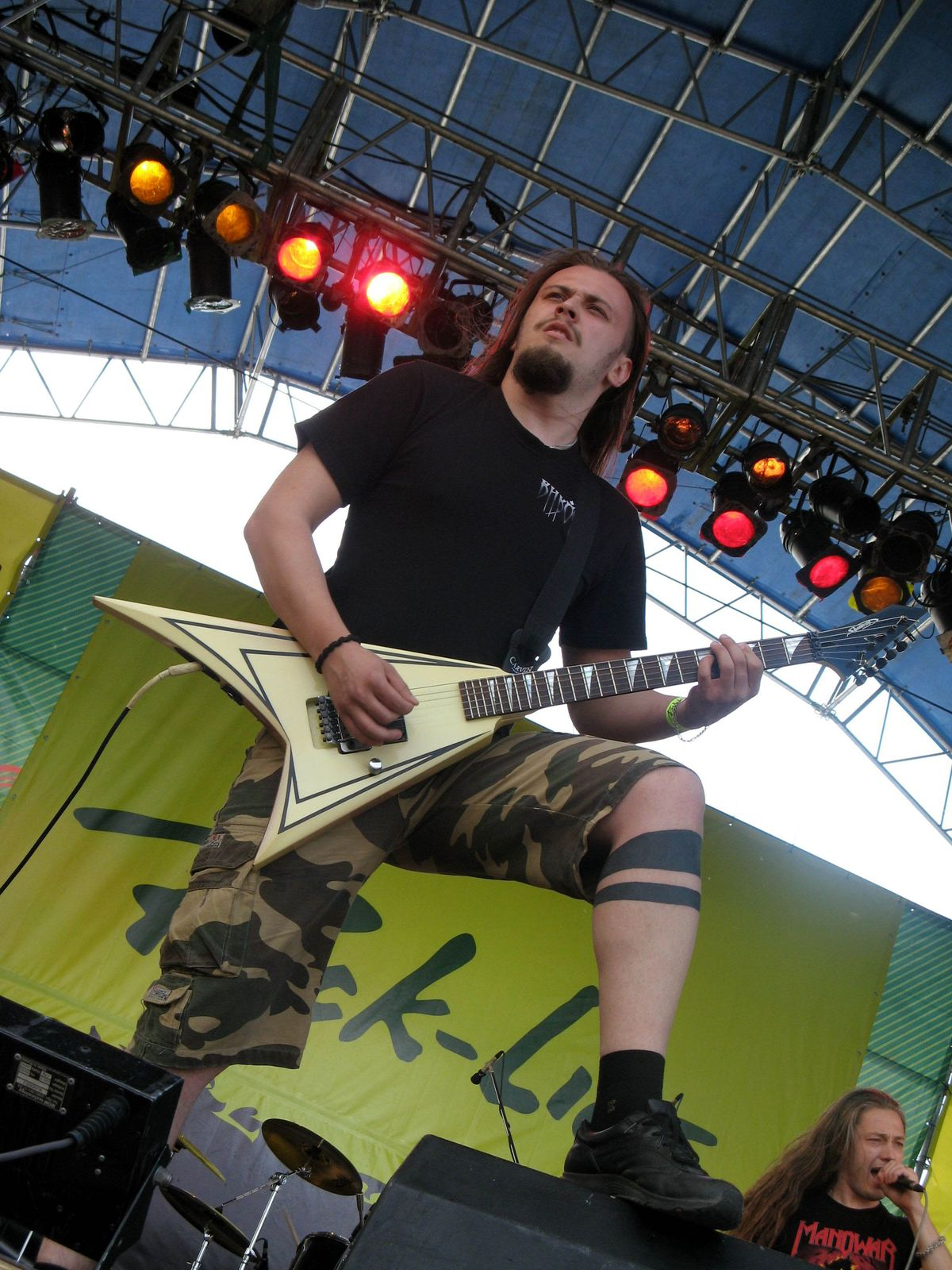
Виконт на «Rock-Line-2011»
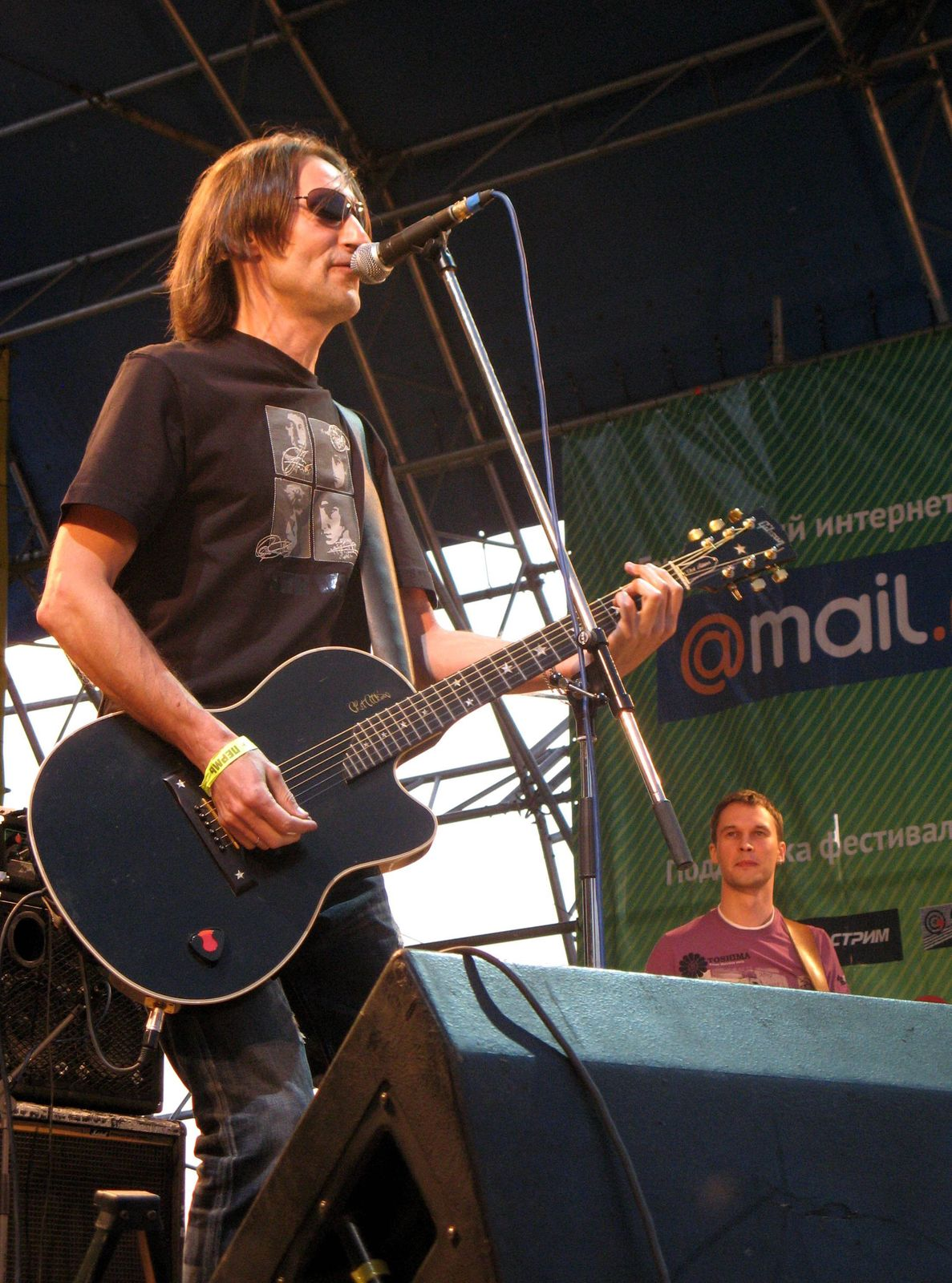
Александр Самойленко (Томас) на «Rock-Line-2011»
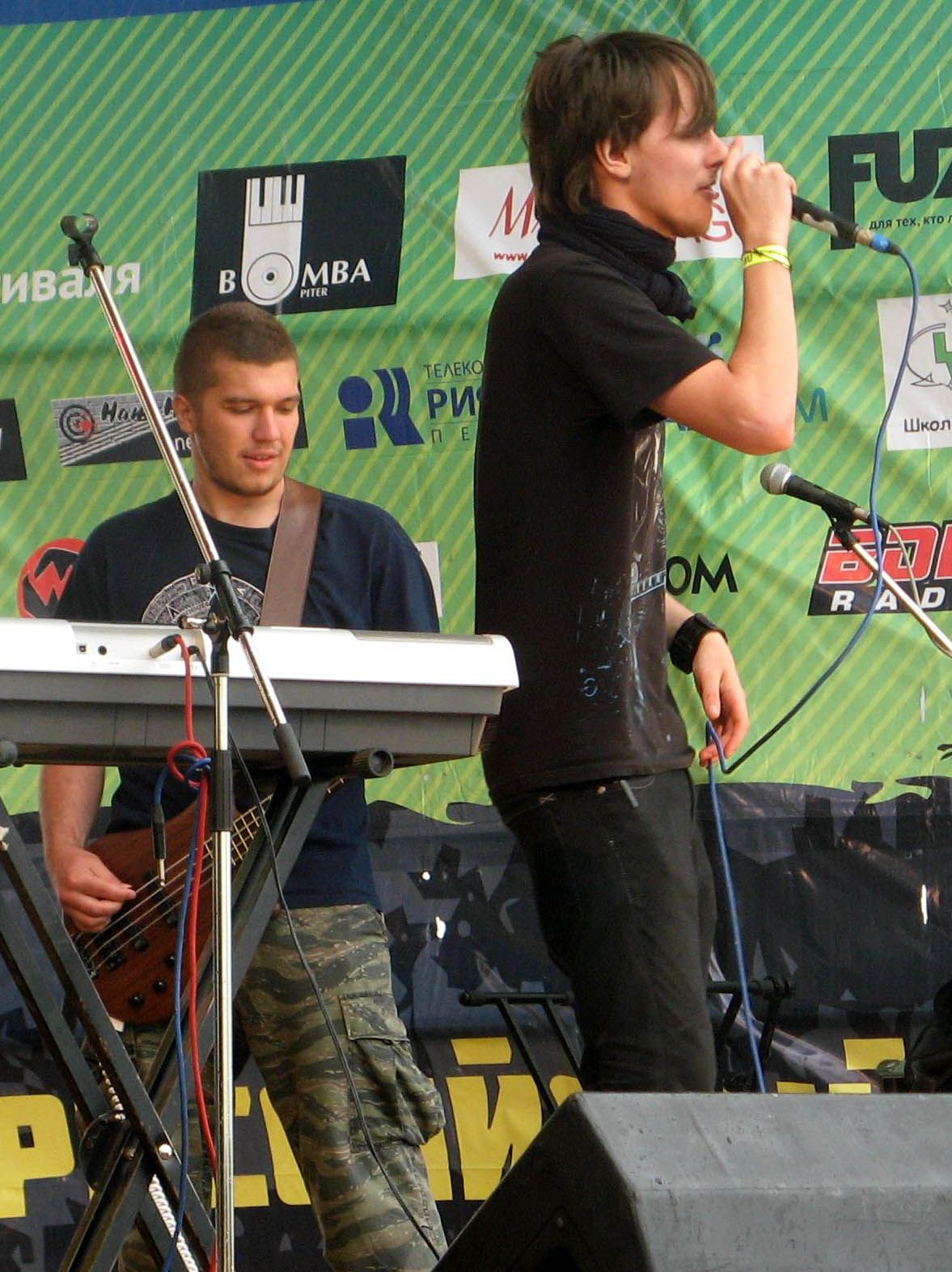
Metaxy на «Rock-Line-2011»
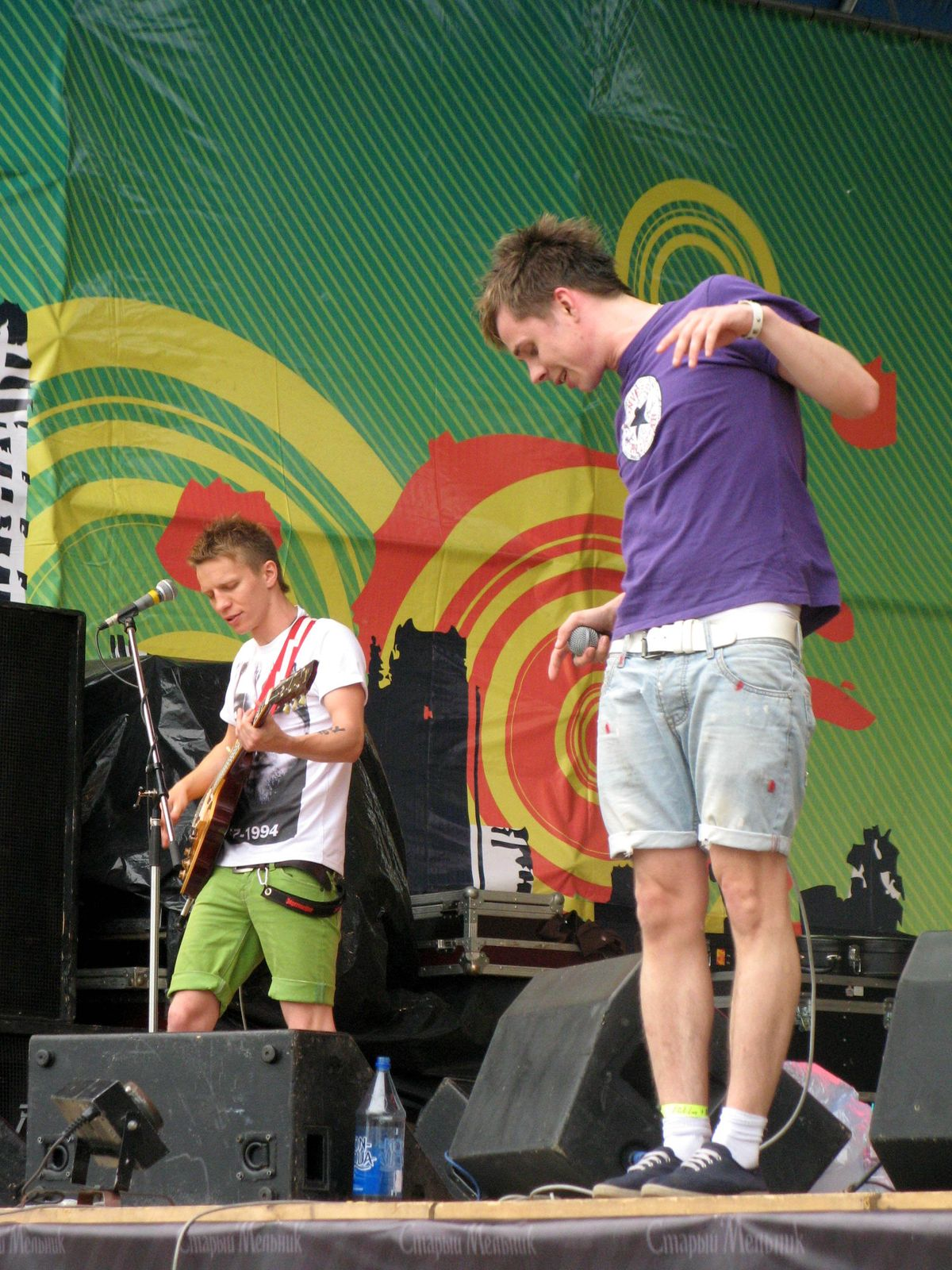
Alterna на «Rock-Line-2011»
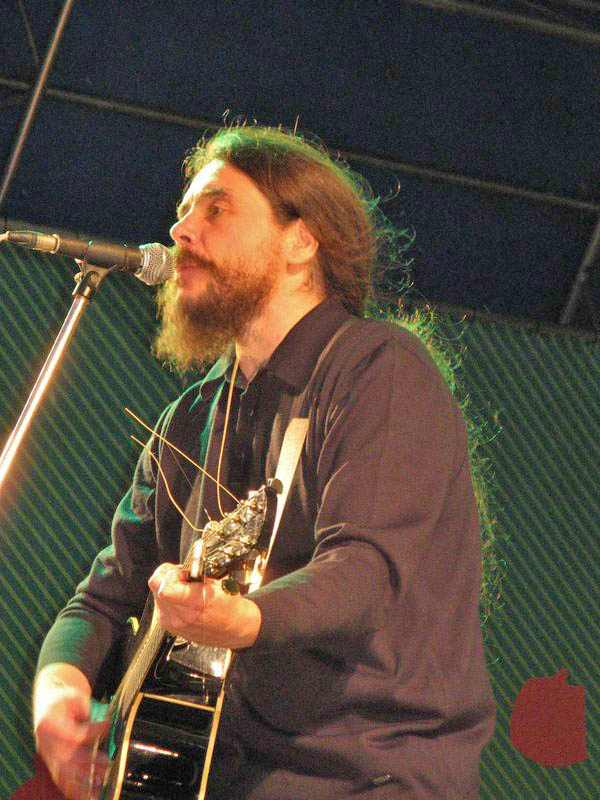
Дмитрий Ревякин (Калинов Мост) на «Rock-Line-2011»
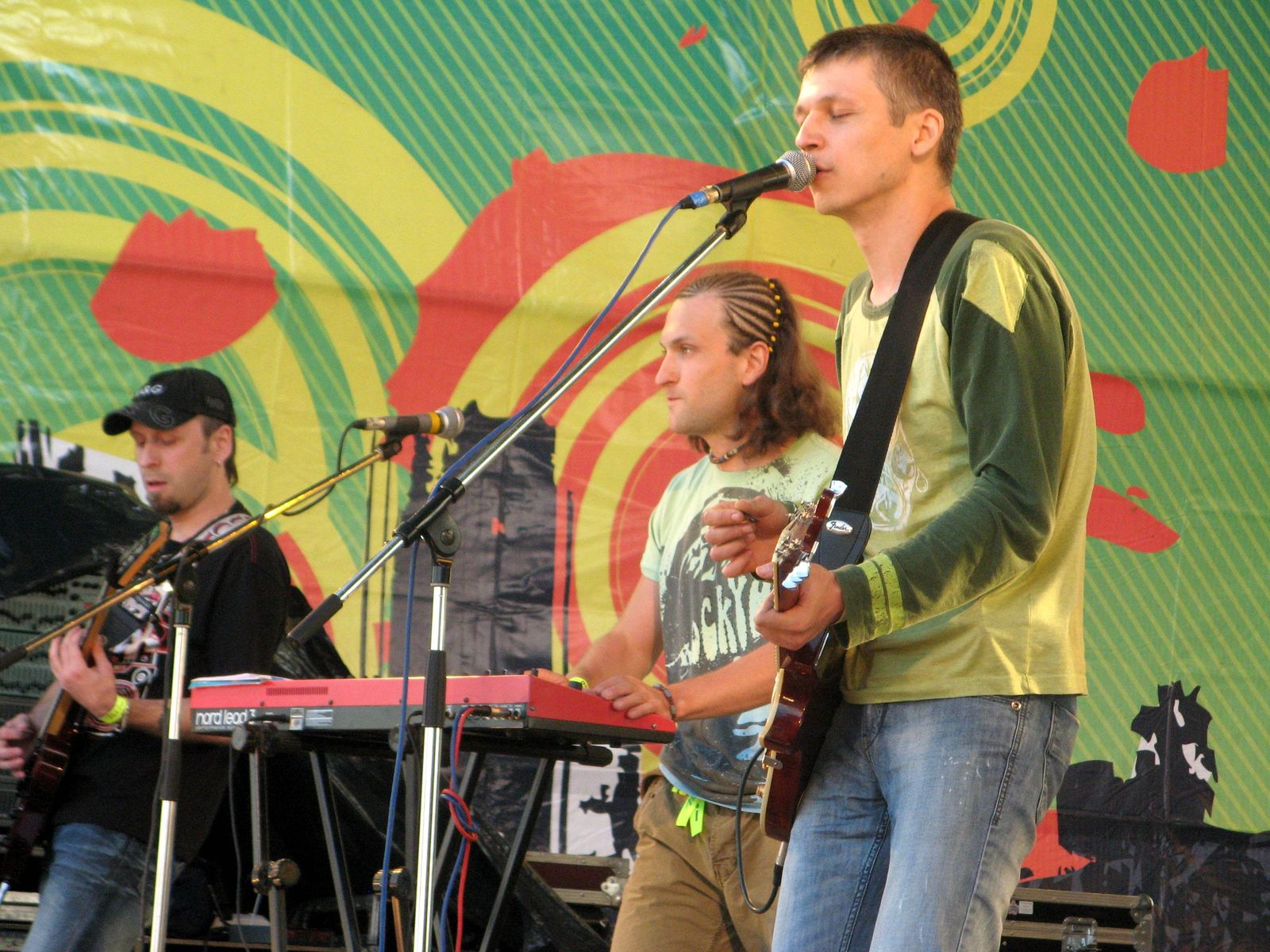
Znaki на «Rock-Line-2011»
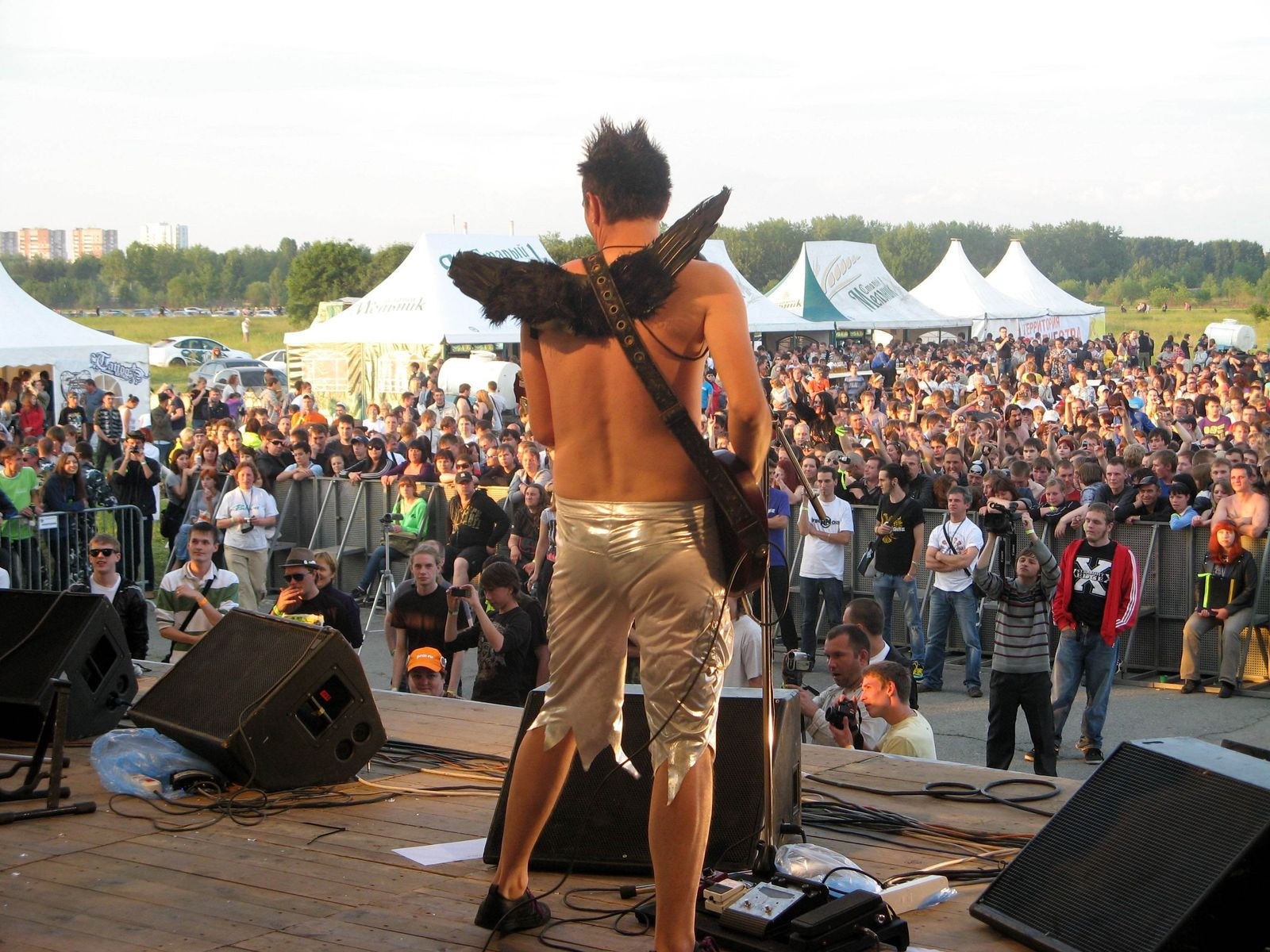
Скворцы Степанова и публика на «Rock-Line-2011»
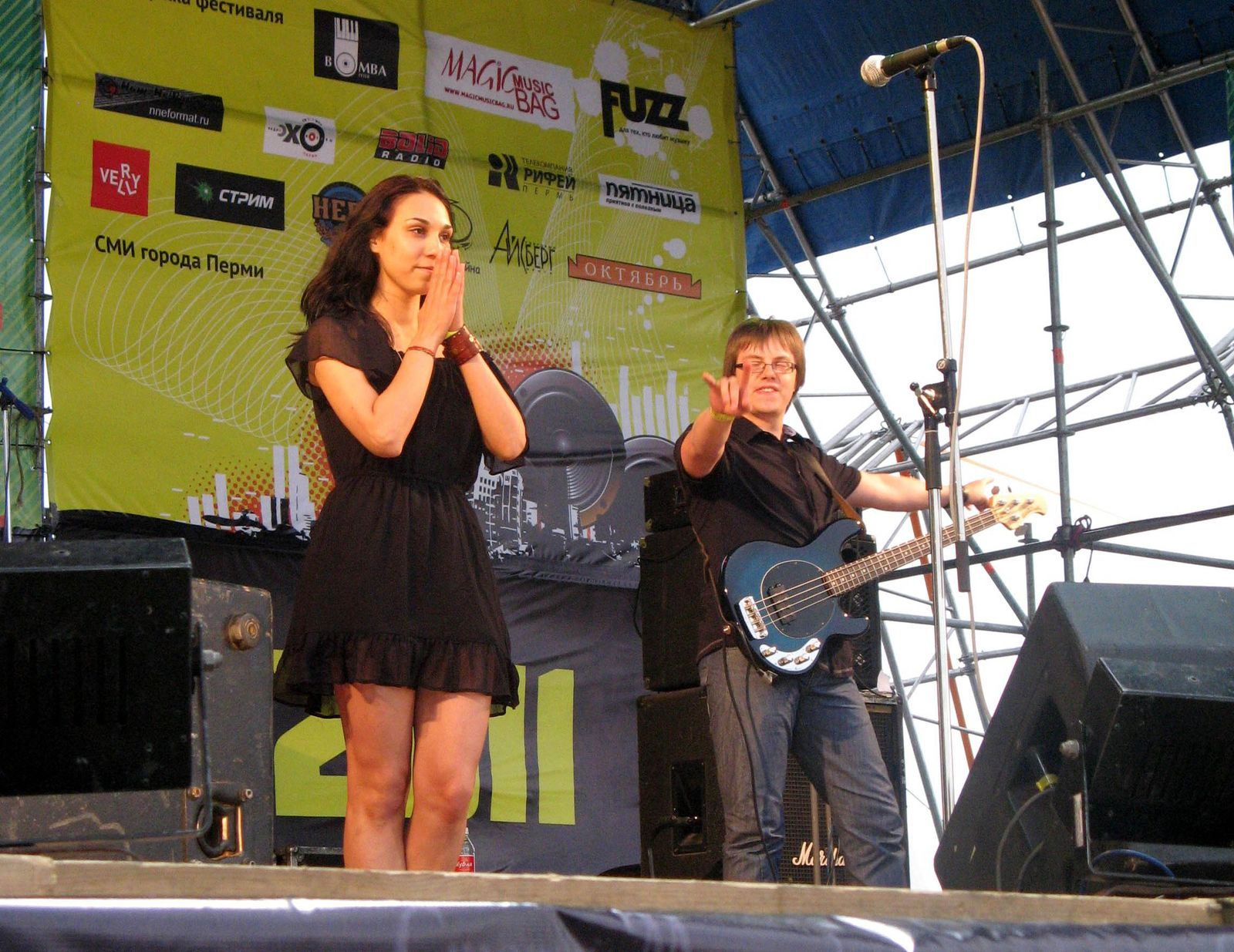
Мира на «Rock-Line-2011»
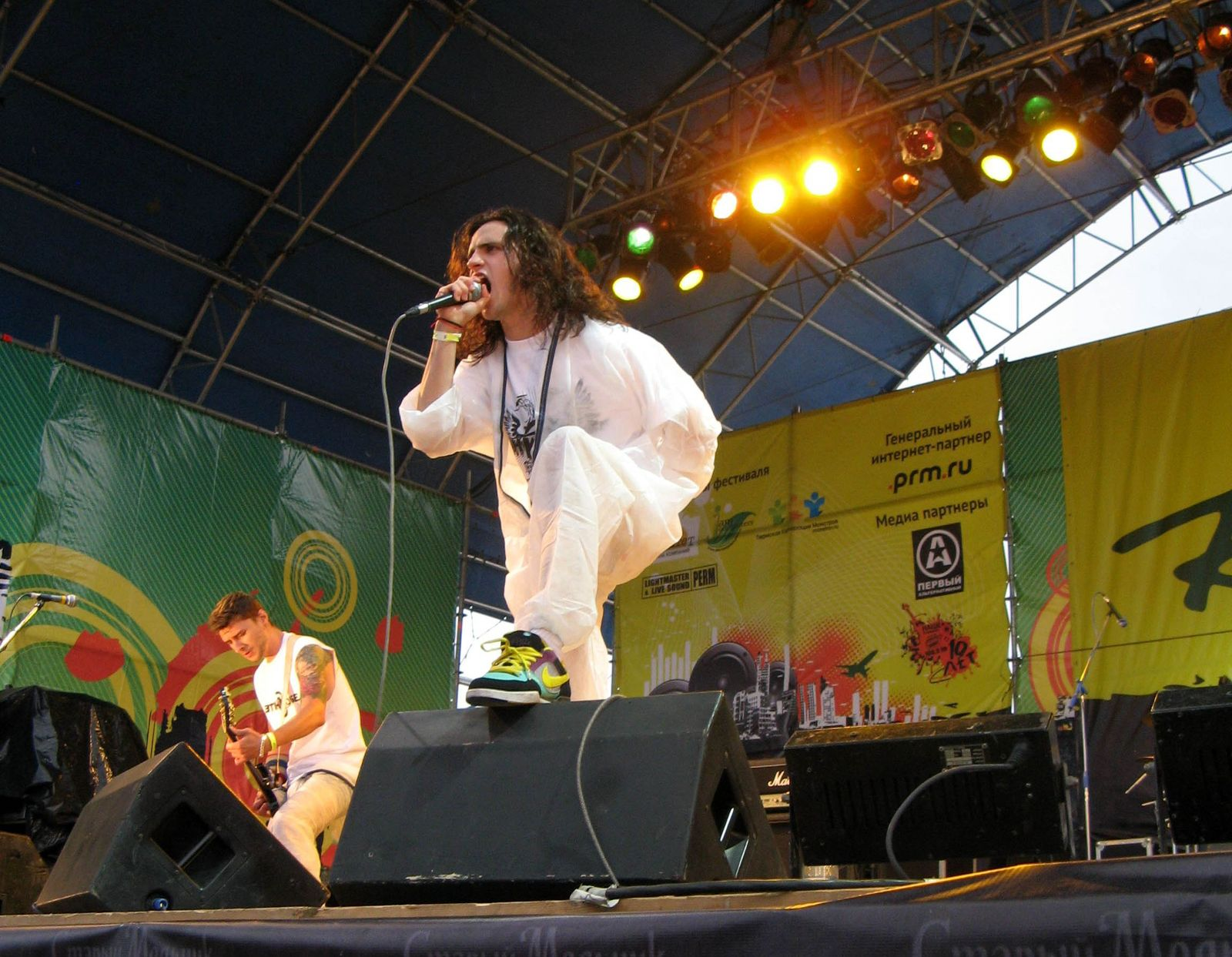
White Noise на «Rock-Line-2011»

### Rock-Line 2012
- Время проведения: 29 — 30 июня, 1 июля 2012 года
- Место проведения: Пермь, Верхняя Губаха
- Участники: BrassCore Band ValieDollz, GMO, InterState, Stockholm, The Four Slam!, Айра, Ансамбль Пятый Корпус, Бэнд’Р, Гоша Гиндис и группа ККС, Планета Людей, Стас Мутенин и группа 777 (все — Пермь), Branky (Самара), Coal (Москва), Codered (Санкт-Петербург), Groggy (Омск), Kelia (Санкт-Петербург), Prana (Москва), Reportage & Violin Duet Feeriya (Екатеринбург), Storm (Улан-Удэ), Stranger (Тюмень), The Fires on Tongue (Краснокамск), United Mind Club (Тверь), Аватара (Екатеринбург), Альтависта (Барнаул/Санкт-Петербург), Антре (Набережные Челны), Галия (Улан-Удэ), Джакор (Йошкар-Ола), Империя Снегов (Улан-Удэ), Крылья Осени (Москва), Лаборатория Ветра (Лысьва), Поиграем и Уйдем (Северодвинск), Скворцы Степанова (Санкт-Петербург), Ямайский и Островитяне (Санкт-Петербург)
- Участники из других стран: Thalamus, Bröselmaschine (оба — Дуйсбург, Германия), Underground Attack (Хельсинки, Финляндия), White Noise (Тель-Авив, Израиль), LeoGun (Лондон, Великобритания)
- Хэдлайнеры: Группа Александра Ф. Скляра, ТакиДа (Москва), Bröselmaschine, Animal ДжаZ
- Количество зрителей: около 24 тысяч в Перми и около 2 тысяч в Верхней Губахе
- Лауреаты премии «Латунный Винт»: Петер Бурш (музыкант, организатор фестиваля «EuroRock» — Дуйсбург, Германия), Игорь Йигиталиев (директор компании «Лайтмастер-Пермь» — Пермь), Сергей Ничков (музыкант, Ансамбль Пятый Корпус — Пермь), Александр Ф. Скляр (музыкант — Москва), Александр Чепарухин (арт-директор фестиваля «Сотворение мира» — Москва)

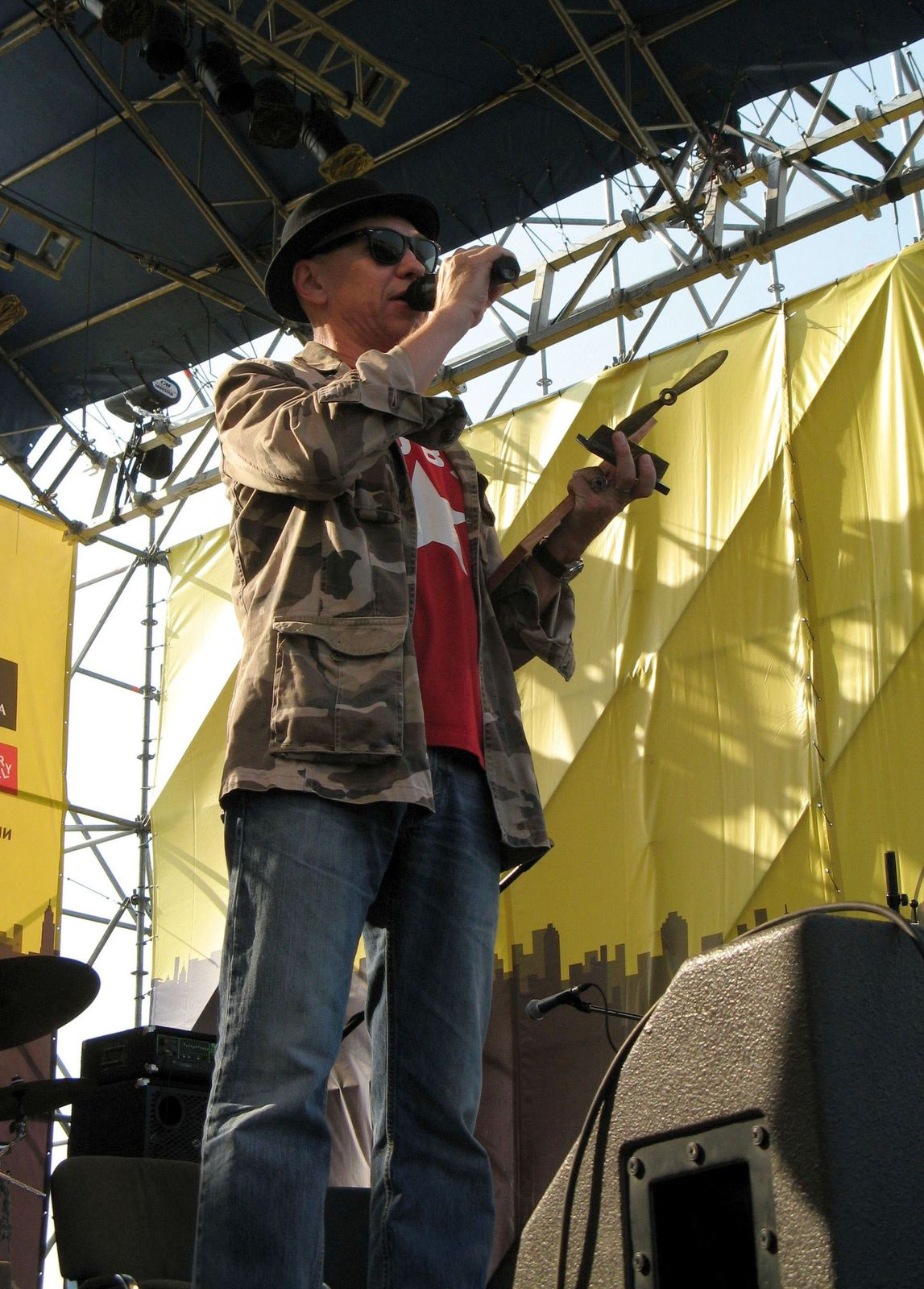
А. Ф. Скляр с премией «Латунный Винт» на «Rock-Line-2012»
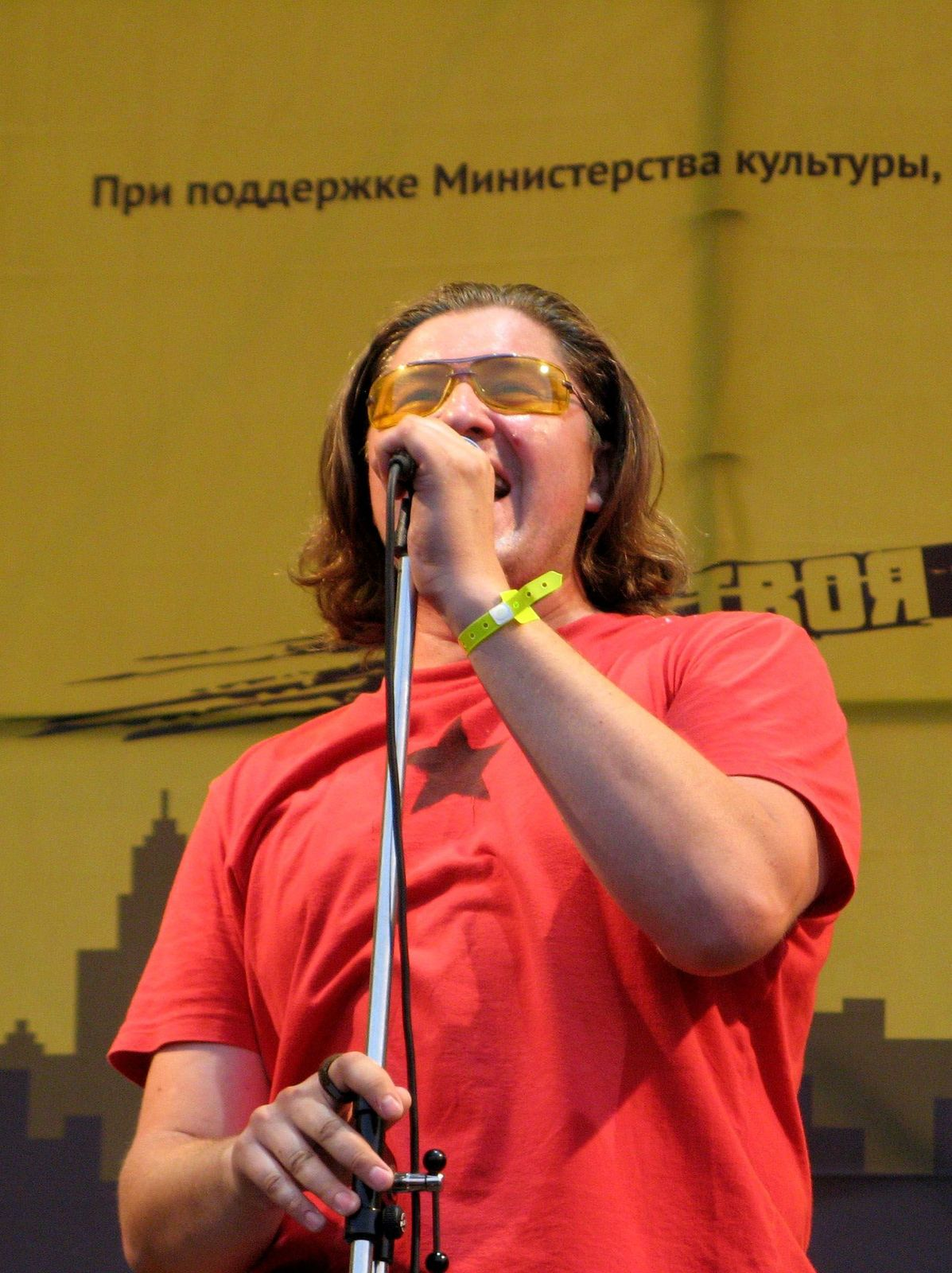
Сергей Ничков (Ансамбль Пятый Корпус) на «Rock-Line-2012»
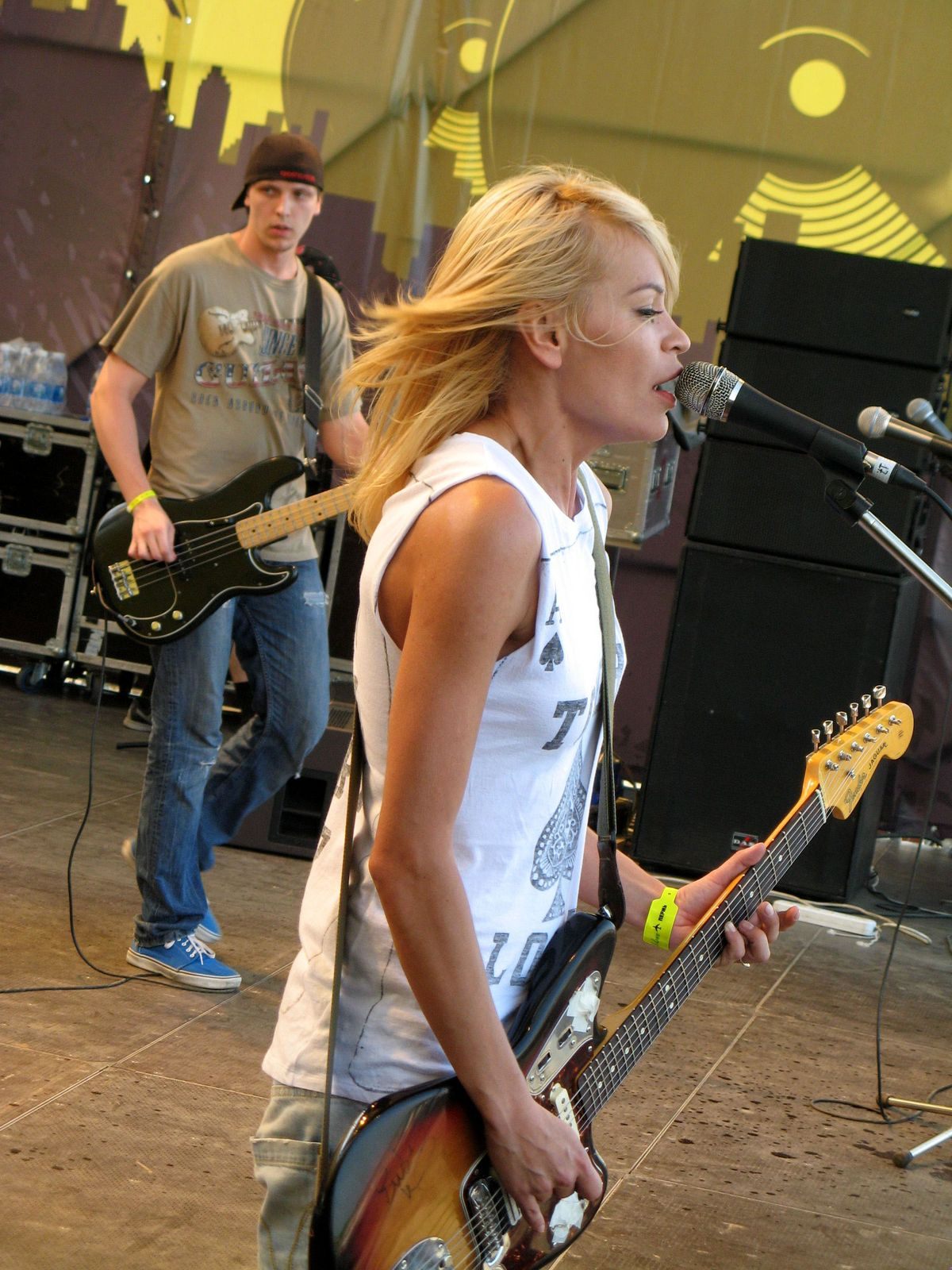
Prana на «Rock-Line-2012»
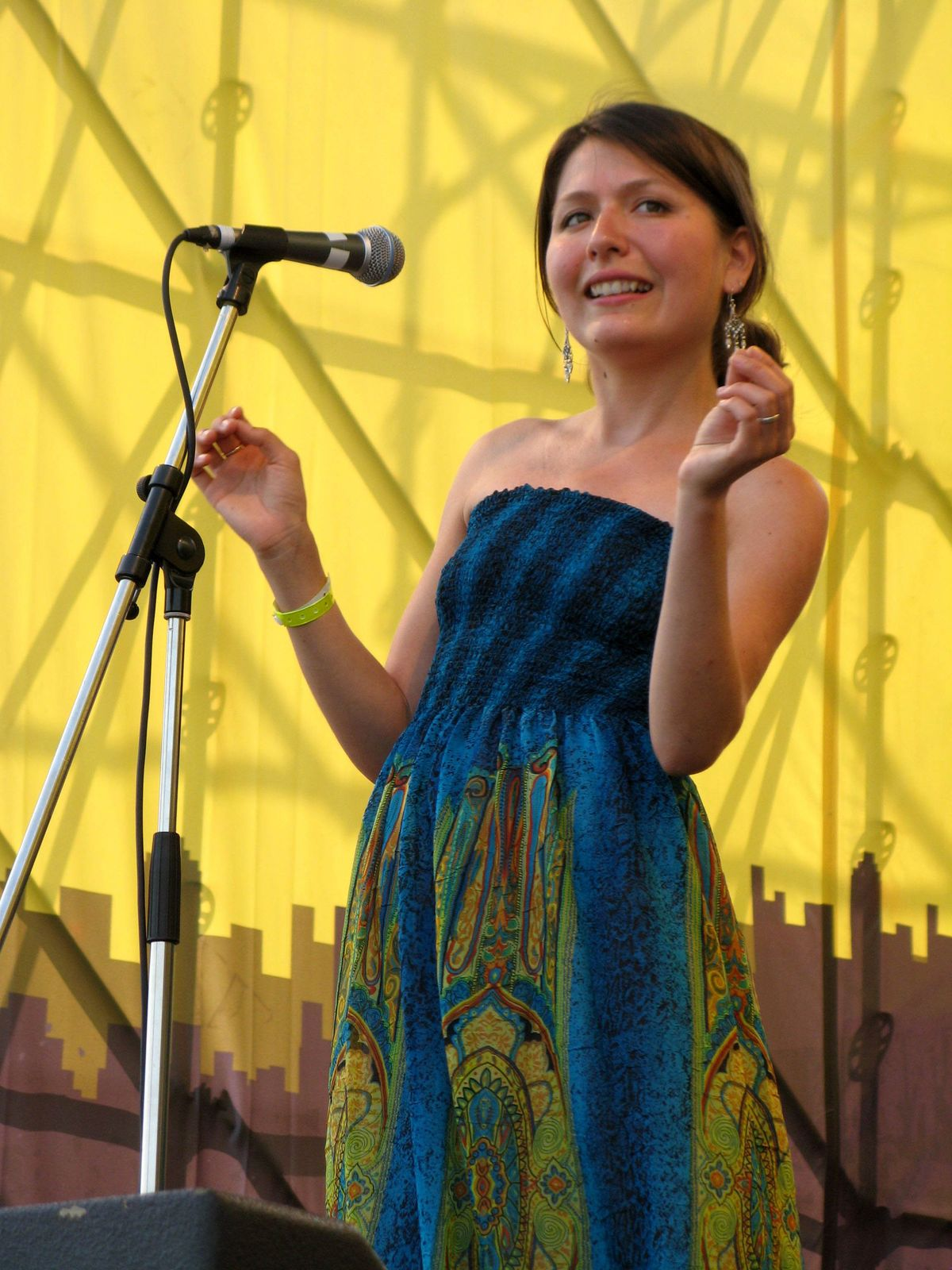
Галина Халитова (группа Галия) на «Rock-Line-2012»
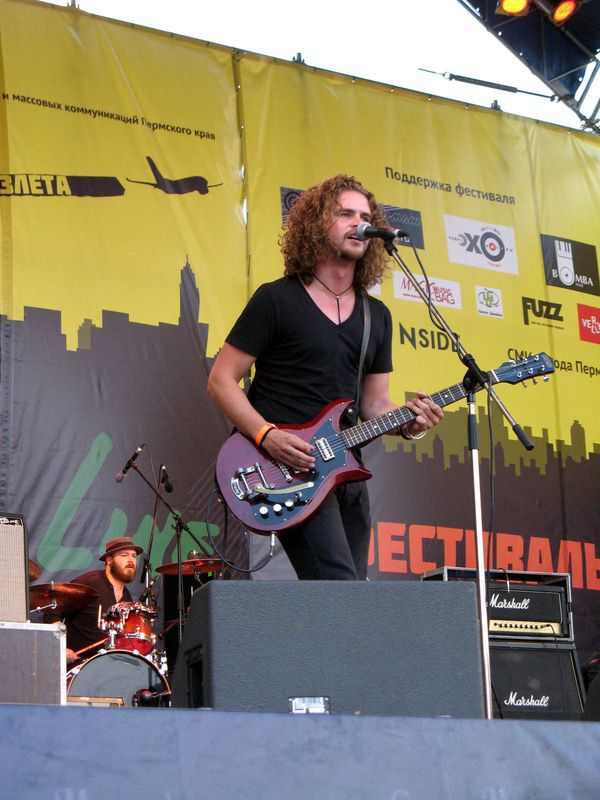
LeoGun на «Rock-Line-2012»
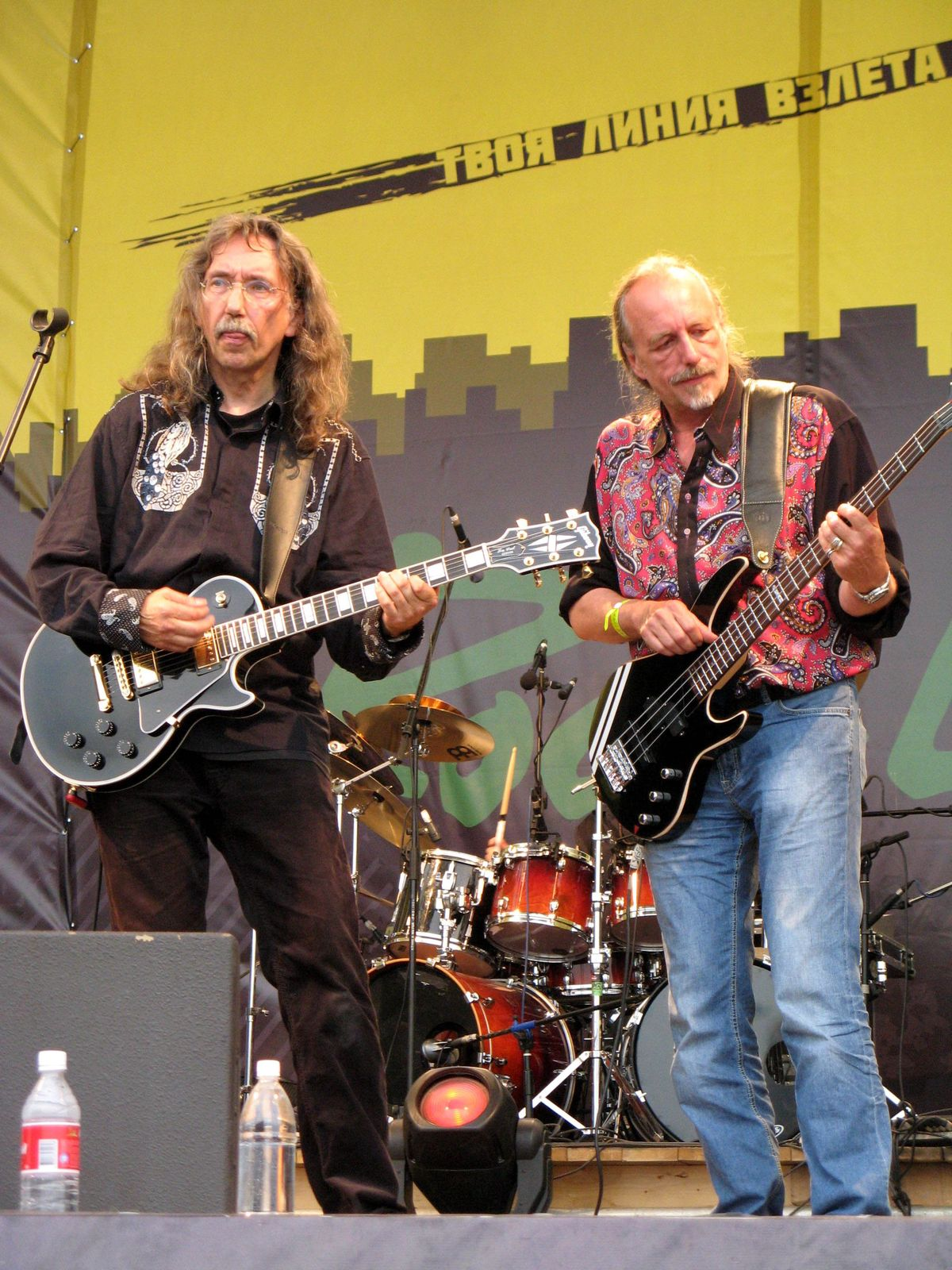
Bröselmaschine на «Rock-Line-2012»
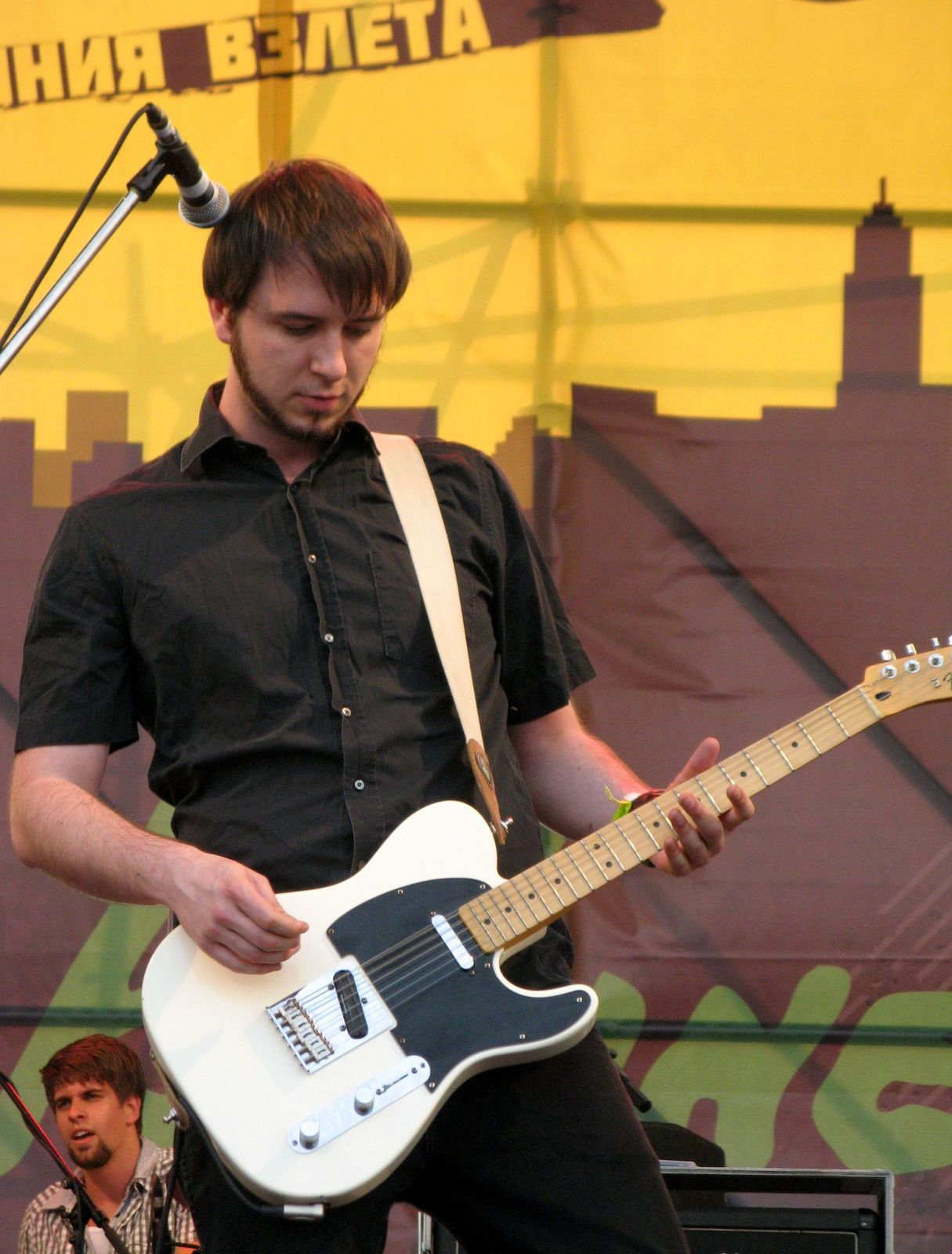
Thalamus на «Rock-Line-2012»
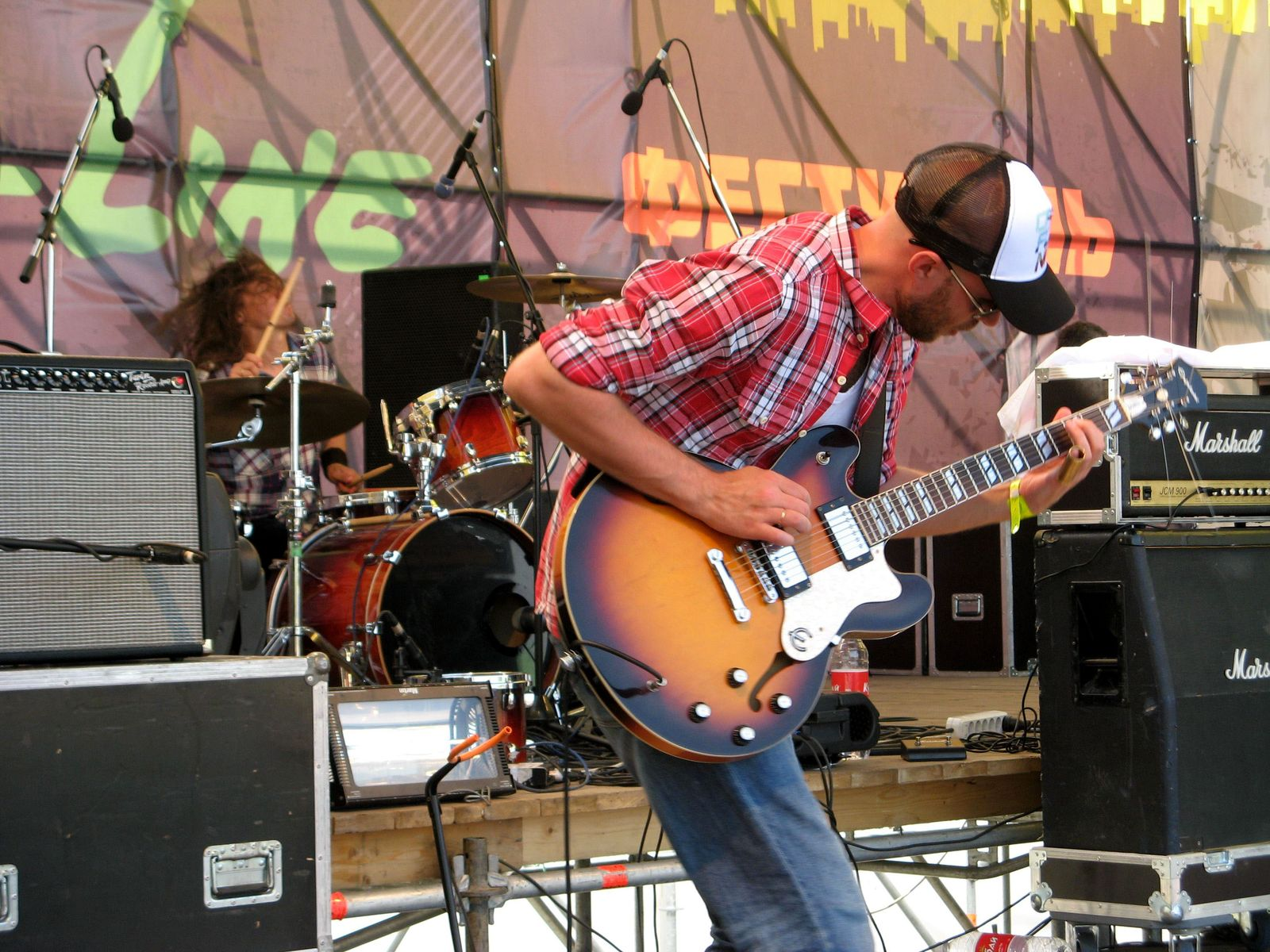
Groggy на «Rock-Line-2012»
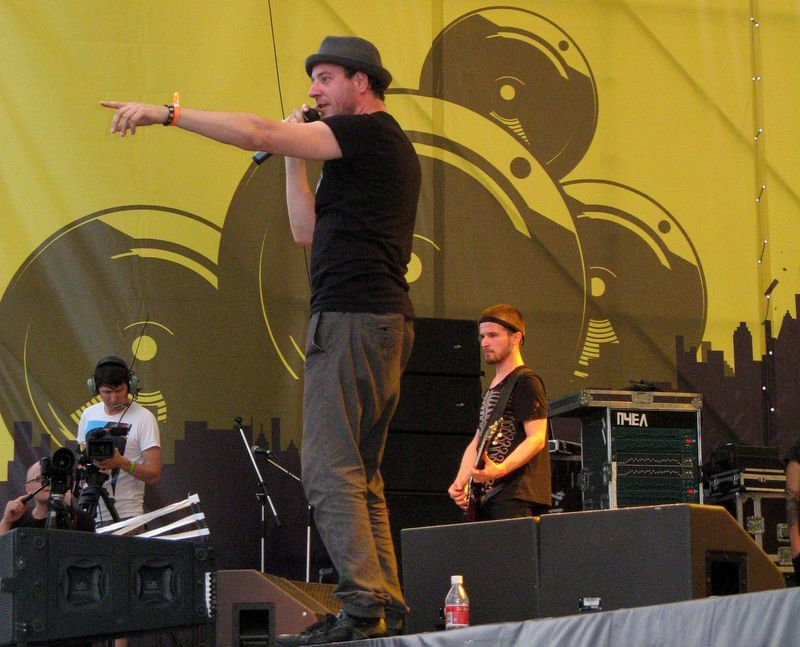
Animal ДжаZ на «Rock-Line-2012»
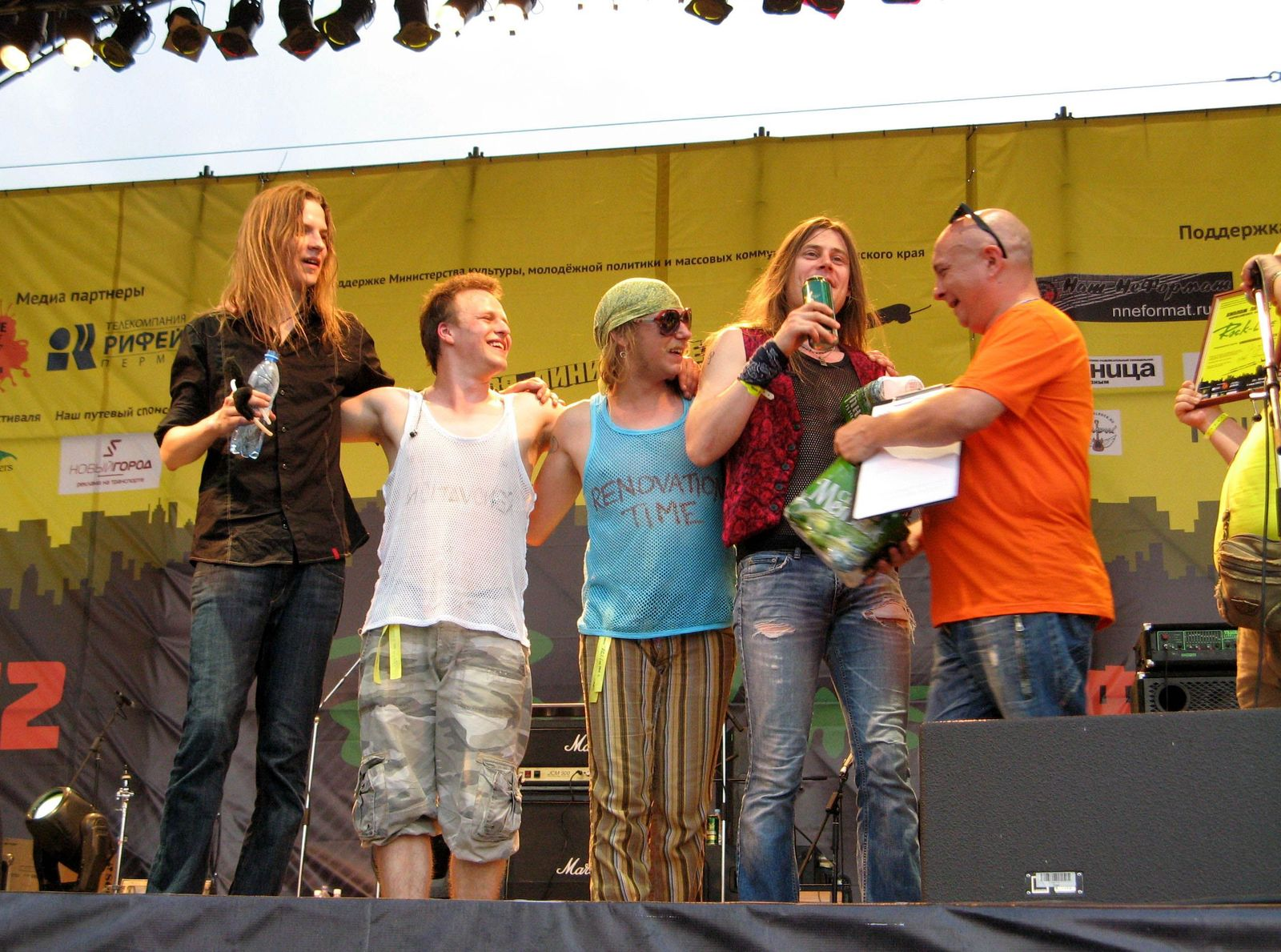
Underground Attack на «Rock-Line-2012»

### Rock-Line 2013
- Время проведения: 28 — 30 июня 2013 года
- Место проведения: Пермь, Березники
- Участники: BrassCore Band ValieDollz, Parentage, Rained, Revival Beer Band, Ultra, Альбион (все — Пермь), Silicon (Пермь/Москва), Лаос (Пермь/Соликамск), Antares (Омск), Baradj (Казань), Bloody Tomatoz (Архангельск), Dead Billy B. (Санкт-Петербург), From The Inside (Ухта), The Hypercube (Архангельск), Garuda (Средний Постол), RadioLife (Москва), Seagall (Москва), Tarantulo (Омск), Teenage Manager (Санкт-Петербург), АлоэВера (Екатеринбург/Москва), Ангел НеБес (Санкт-Петербург), Год Змеи (Уфа), Империя Снегов (Улан-Удэ), Ксения Федулова & Jam Duet (Москва), Марья (Череповец), Оверон (Нижний Тагил), Паприка (Краснокамск), Хогвартс (Челябинск), ЧК (Калининград)
- Участники из других стран: Dread Burden (Дуйсбург, Германия), Sound Religion (Рига, Латвия), Ultramarin (Экибастуз, Казахстан), Vanilla Sky (Италия), Ляпис Трубецкой (Минск, Белоруссия).
- Хэдлайнеры: Vanilla Sky, Ляпис Трубецкой, Ят-ха
- Количество зрителей: около 36 тысяч в Перми и около 4 тысяч в Березниках
- Лауреаты премии «Латунный Винт»: Николай Мейнерт (журналист, критик, руководитель проекта «Рок-культ» — Таллинн, Эстония), Андрей Феоктистов (продюсер фестиваля «Калининград In Rock» — Калининград), Виталий Пуртов (генеральный директор радиостанции «Наше Радио-Пермь»)

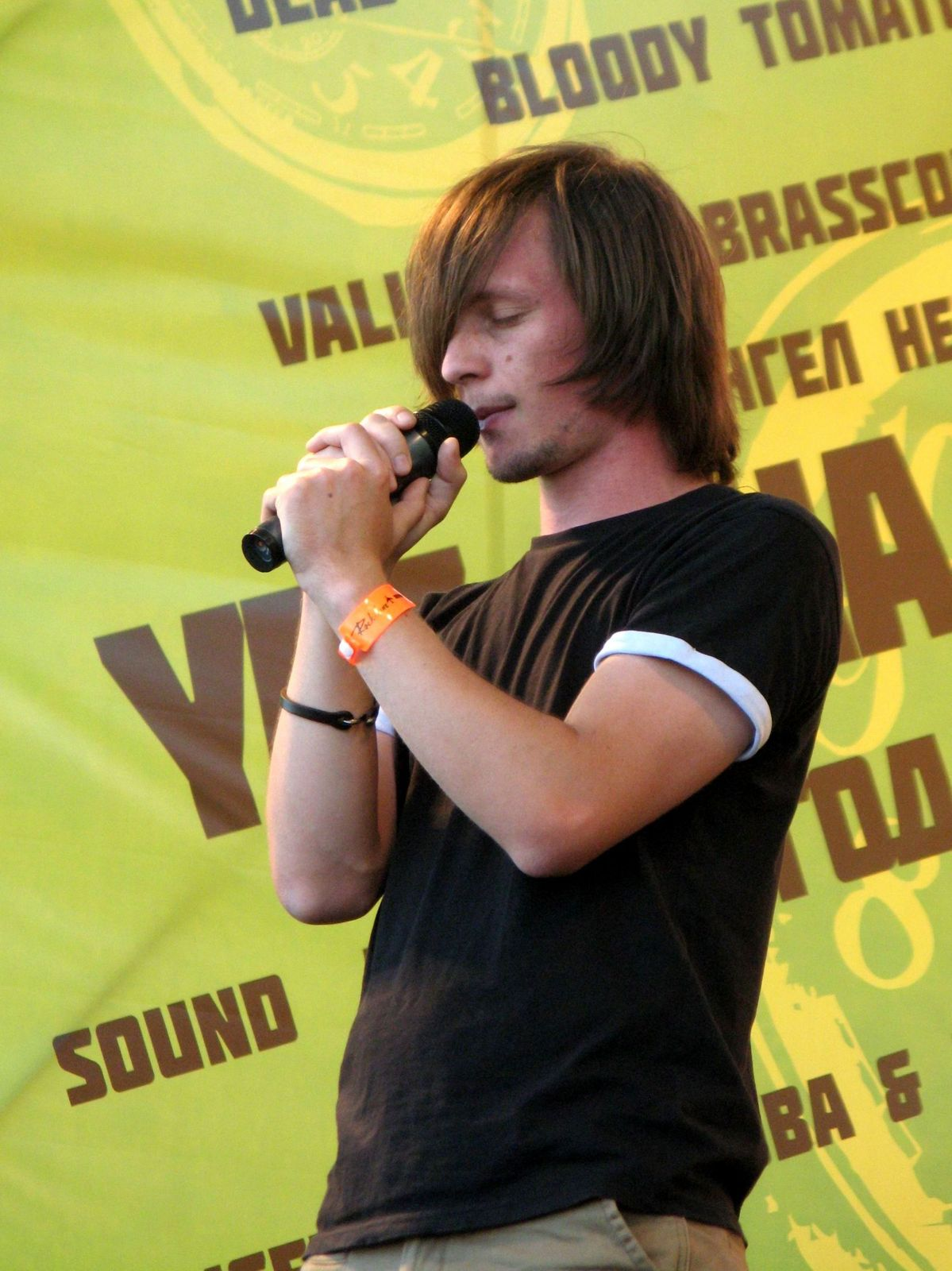
RadioLife на «Rock-Line-2013»
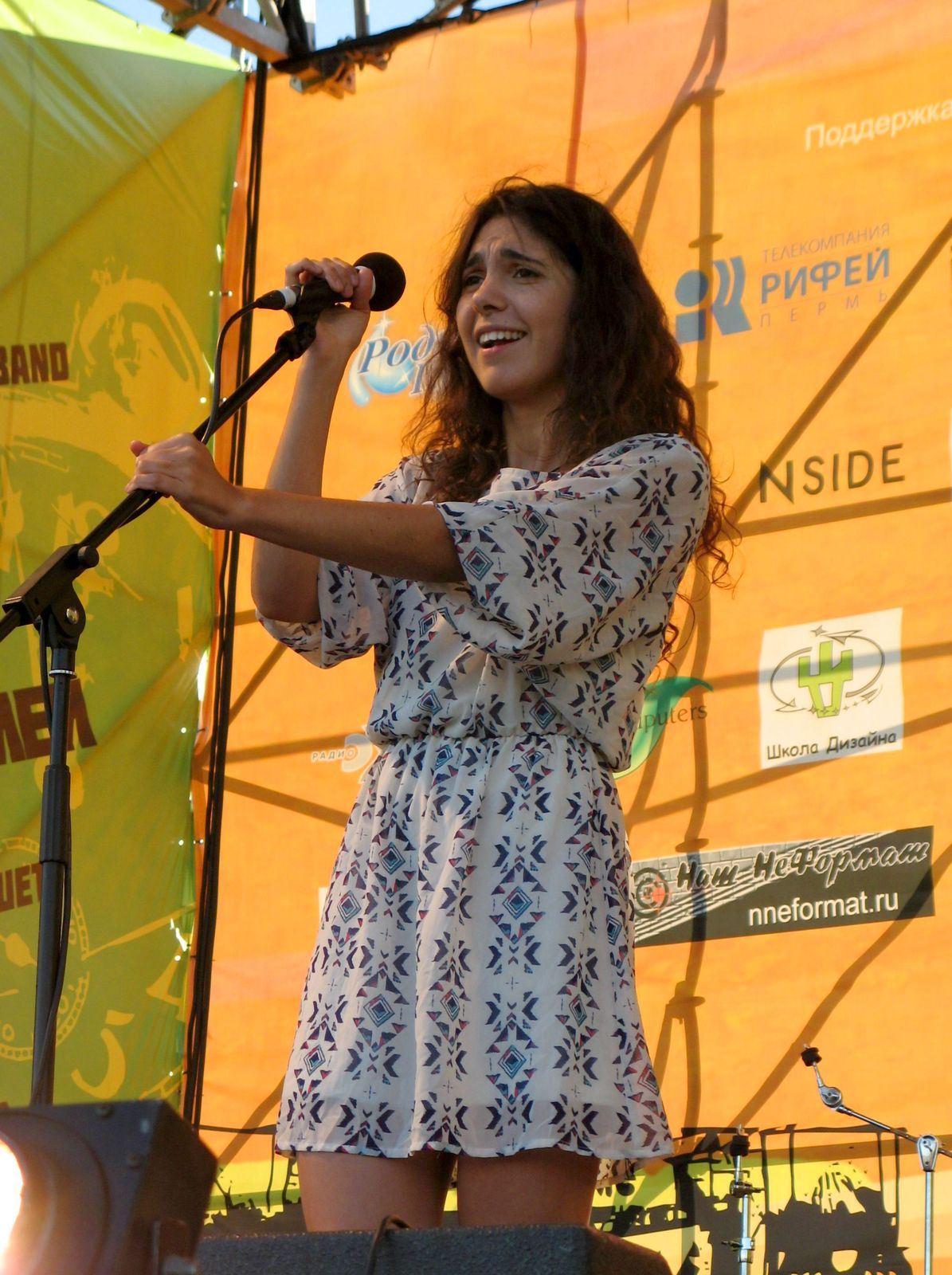
АлоэВера на «Rock-Line-2013»
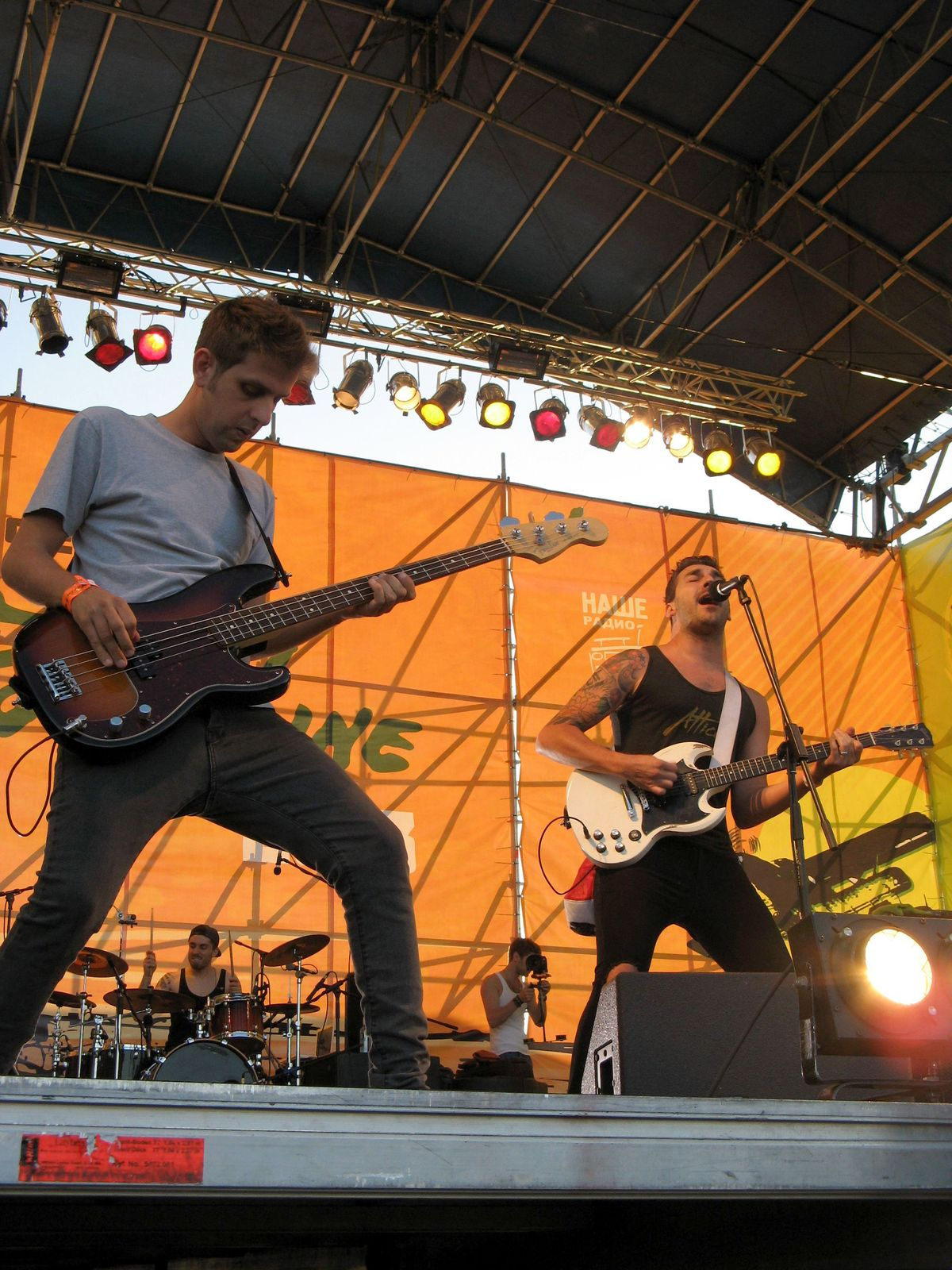
Vanilla Sky на «Rock-Line-2013»
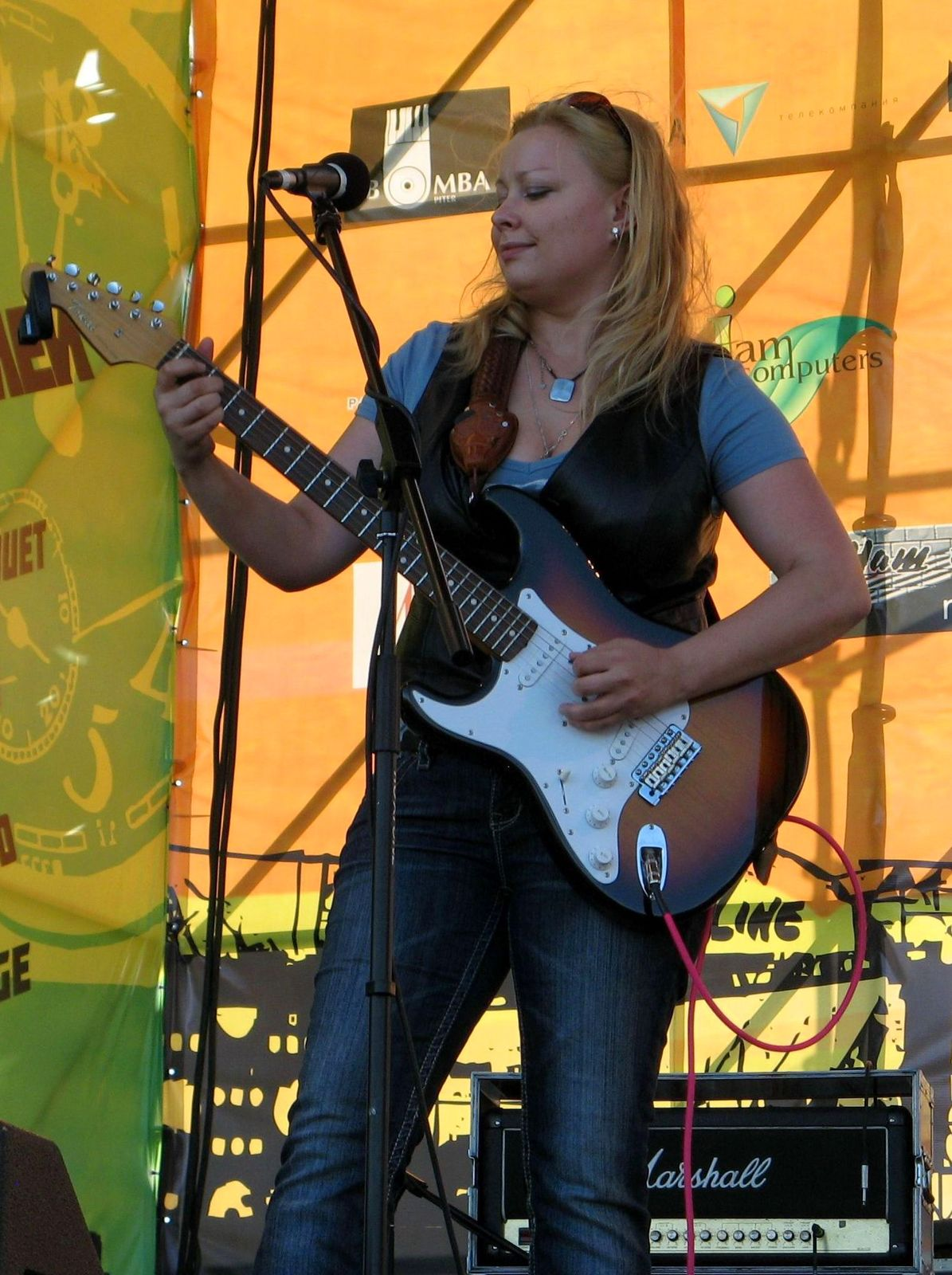
Ксения Федулова на «Rock-Line-2013»
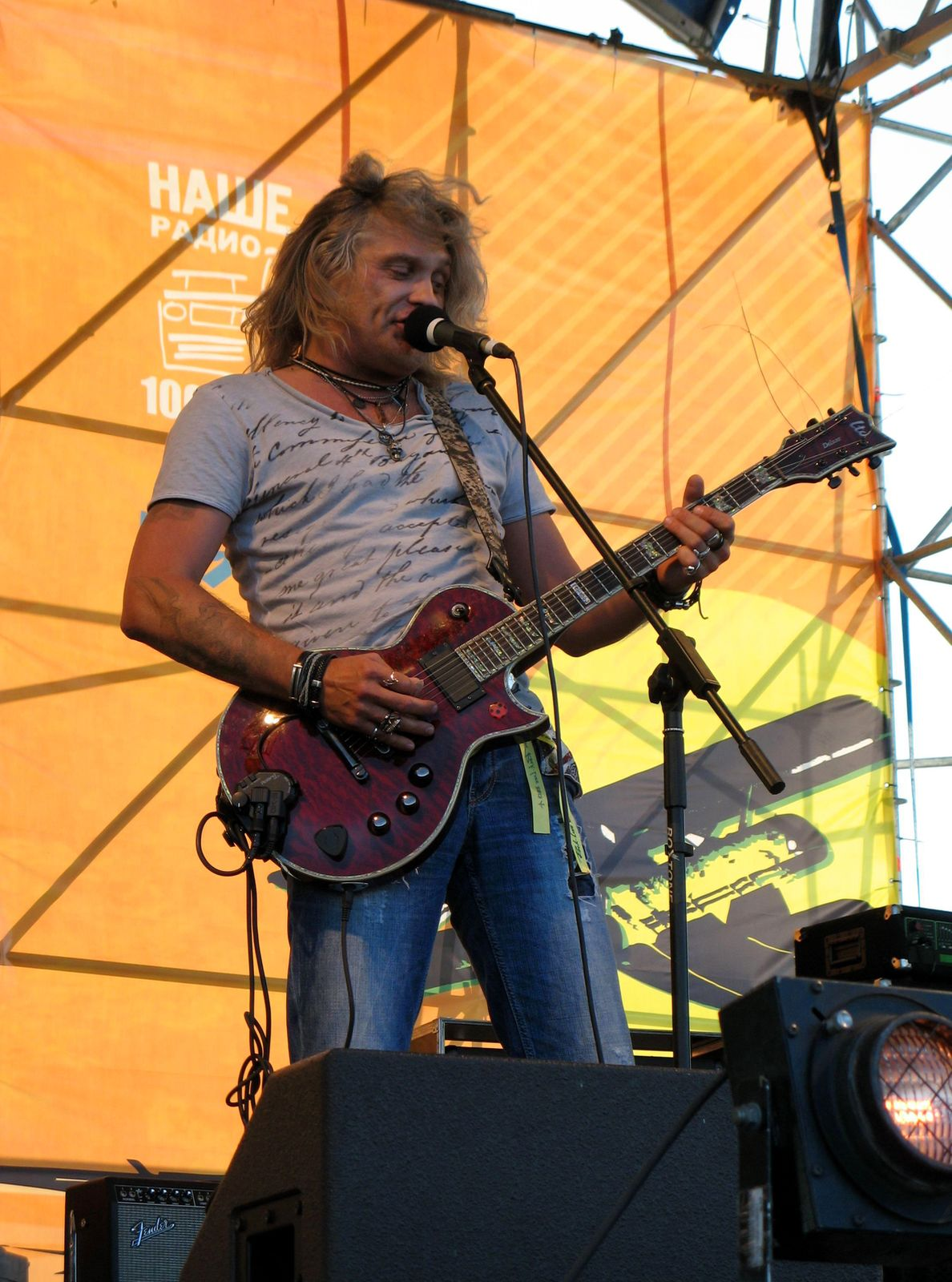
Год Змеи на «Rock-Line-2013»
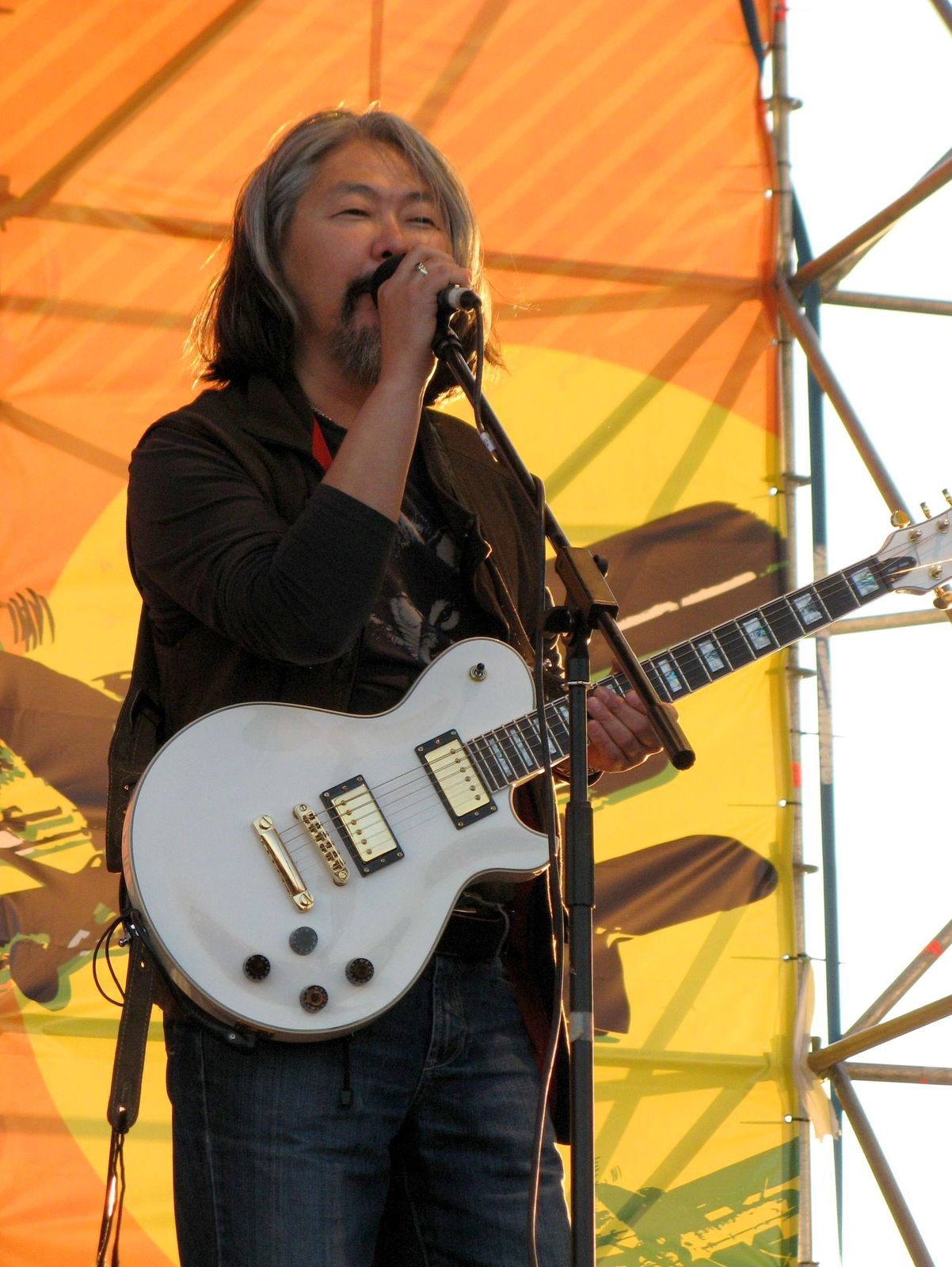
Альберт Кувезин (Ят-ха) на «Rock-Line-2013»
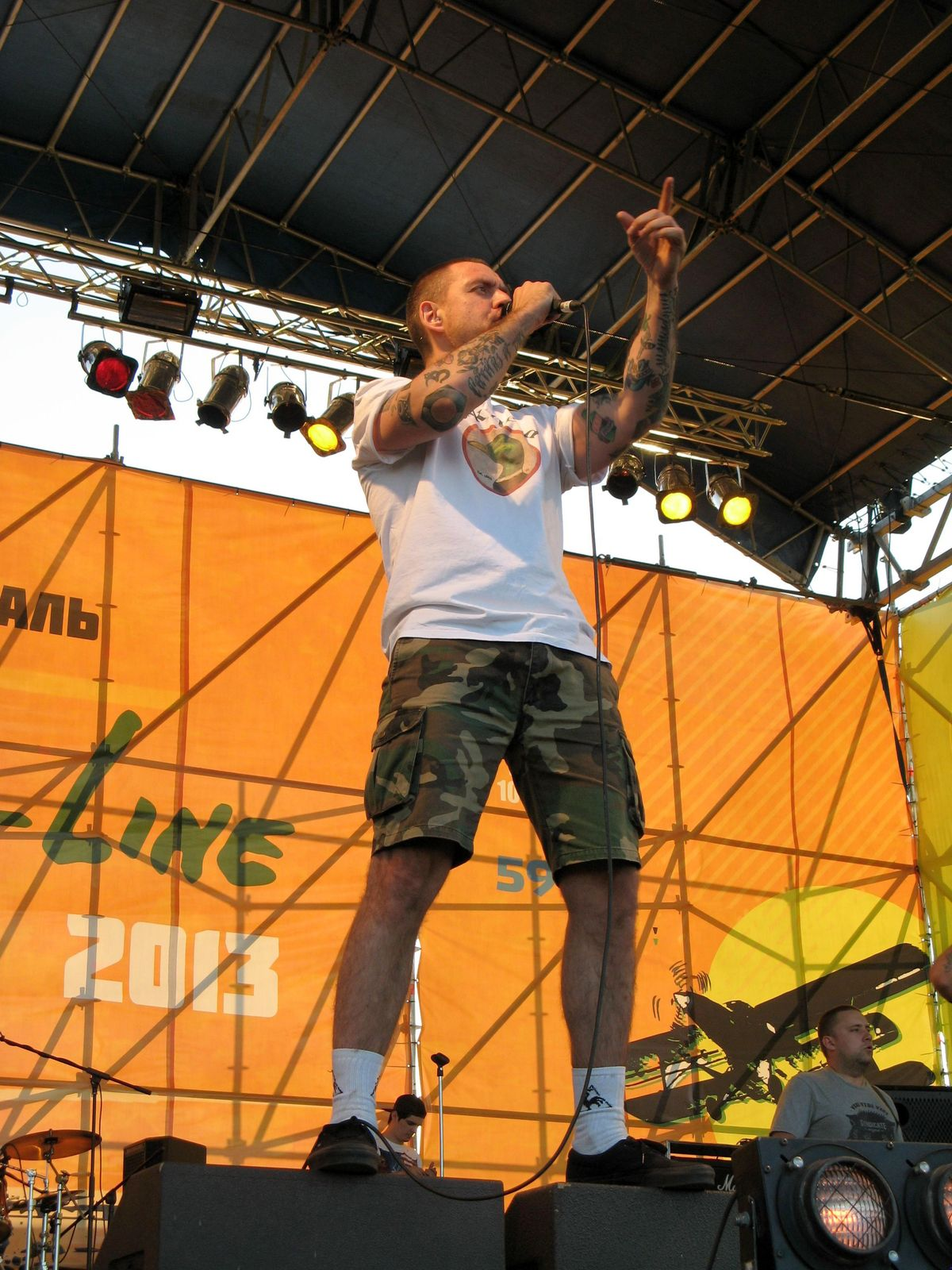
Сергей Михалок (Ляпис Трубецкой) на «Rock-Line-2013»
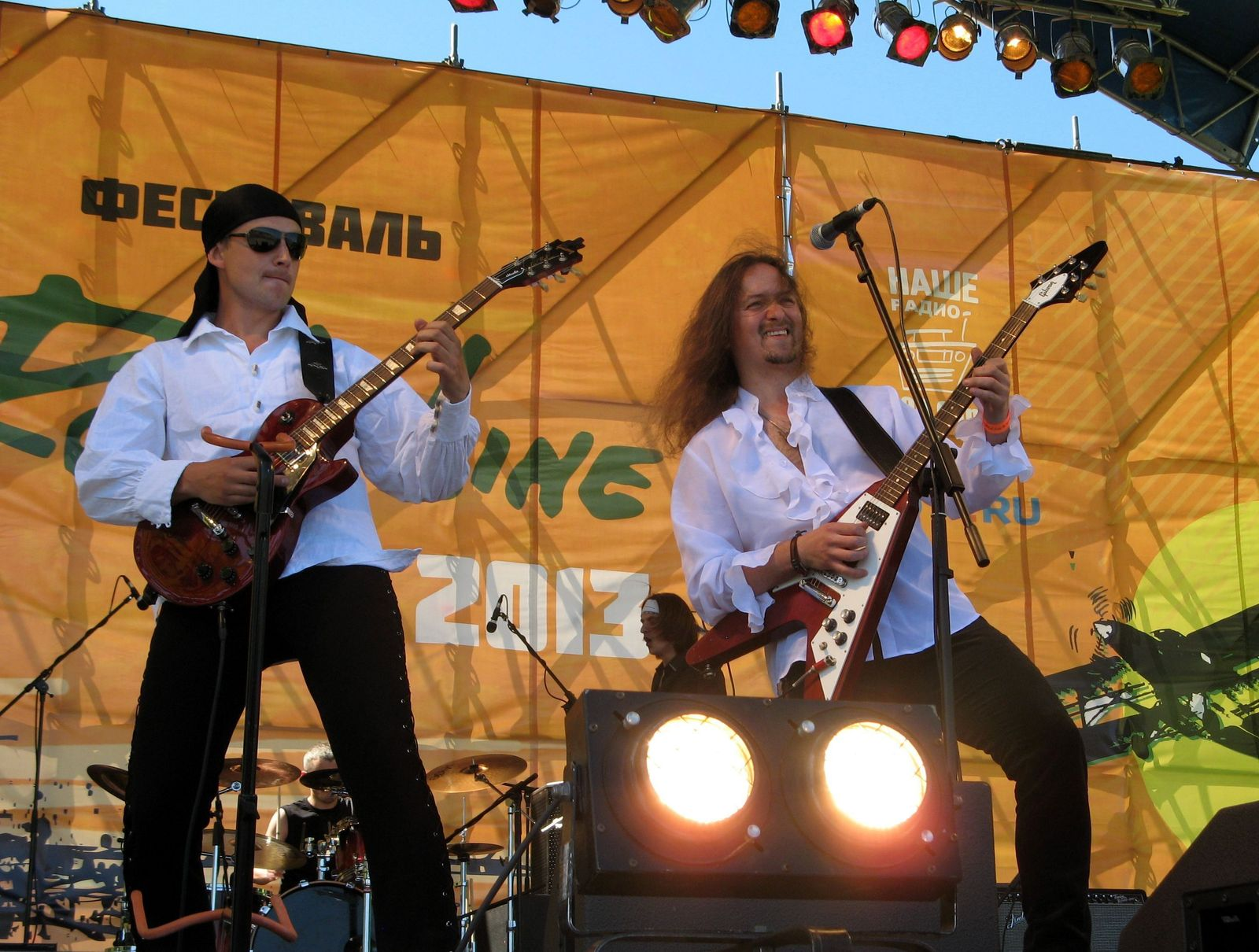
Альбион на «Rock-Line-2013»
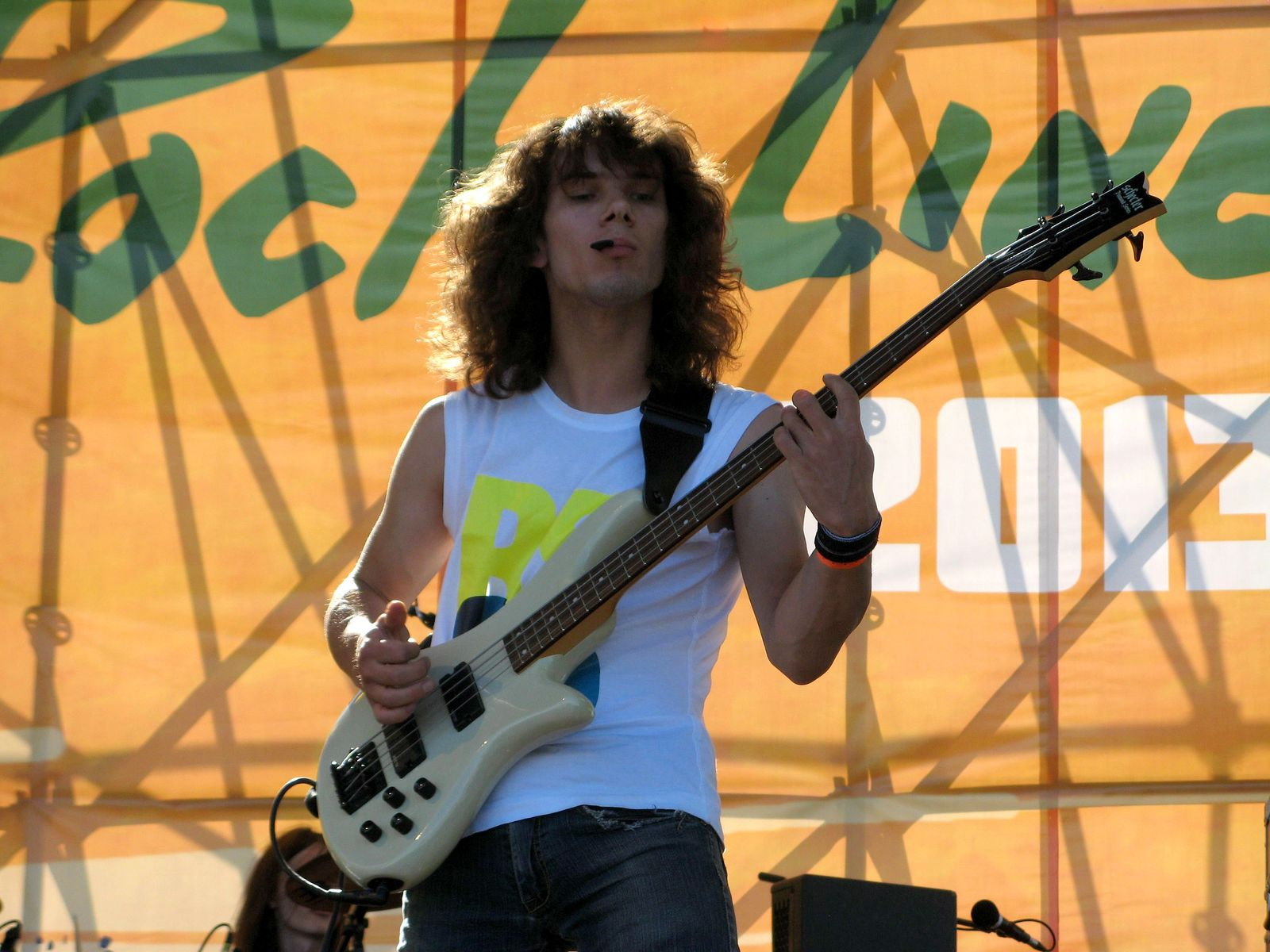
Baradj на «Rock-Line-2013»
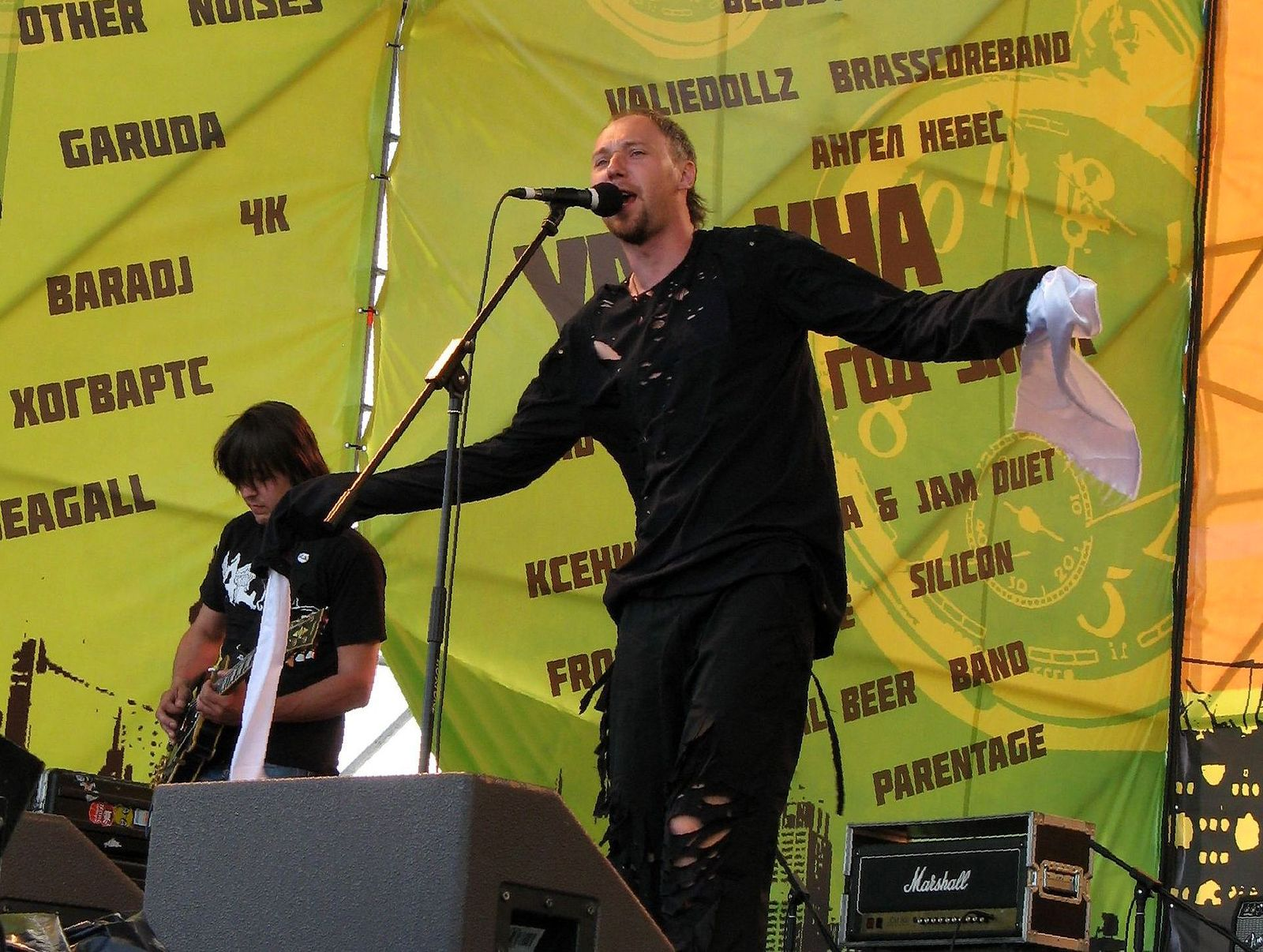
Ангел НеБес на «Rock-Line-2013»

### Rock-Line 2014
- Время проведения: 27 — 28 июня 2014 года
- Место проведения: Пермь, Березники
- Участники: Affect Х, Мachette, Горизонт Выше, ЛинZы, Ансамбль Пятый Корпус (все — Пермь), Argentum (Санкт-Петербург), Beat Boys (Сыктывкар), Cherokee (Екатеринбург), Crimson Blue (Москва), Default Sity (Москва), FM (Тольятти), Running Jump (Тюмень), Schiz (д. Вертеп, Республика Коми), Schweinemaschinen (Санкт-Петербург), SoulTrain (Краснокамск), The Tel (Санкт-Петербург), Znaki (Москва), Владимир Батурин (Улан-Удэ), Бобры (Москва), Ива Нова (Санкт-Петербург), Каспар Хаузер (Москва), Мураками (Казань), Ска’n’ворд (Иваново), Шива (Санкт-Петербург), Экслібрicъ (Березники)
- Участники из других стран: Sound Religion (Рига, Латвия), Thalamus (Дуйсбург, Германия), Walter Bob (Швеция)
- Хэдлайнеры: Пилот, Дельфин
- Количество зрителей: около 27 тысяч
- Лауреаты премии «Латунный Винт»: Илья «Чёрт» Кнабенгоф (музыкант, основатель группы «Пилот» — Санкт-Петербург), Евгений Колбашев (продюсер, организатор концертов, журналист — Барнаул/Санкт-Петербург), Наталия Шостина (директор международного фестиваля современных этнических культур «Kamwa» — Пермь)

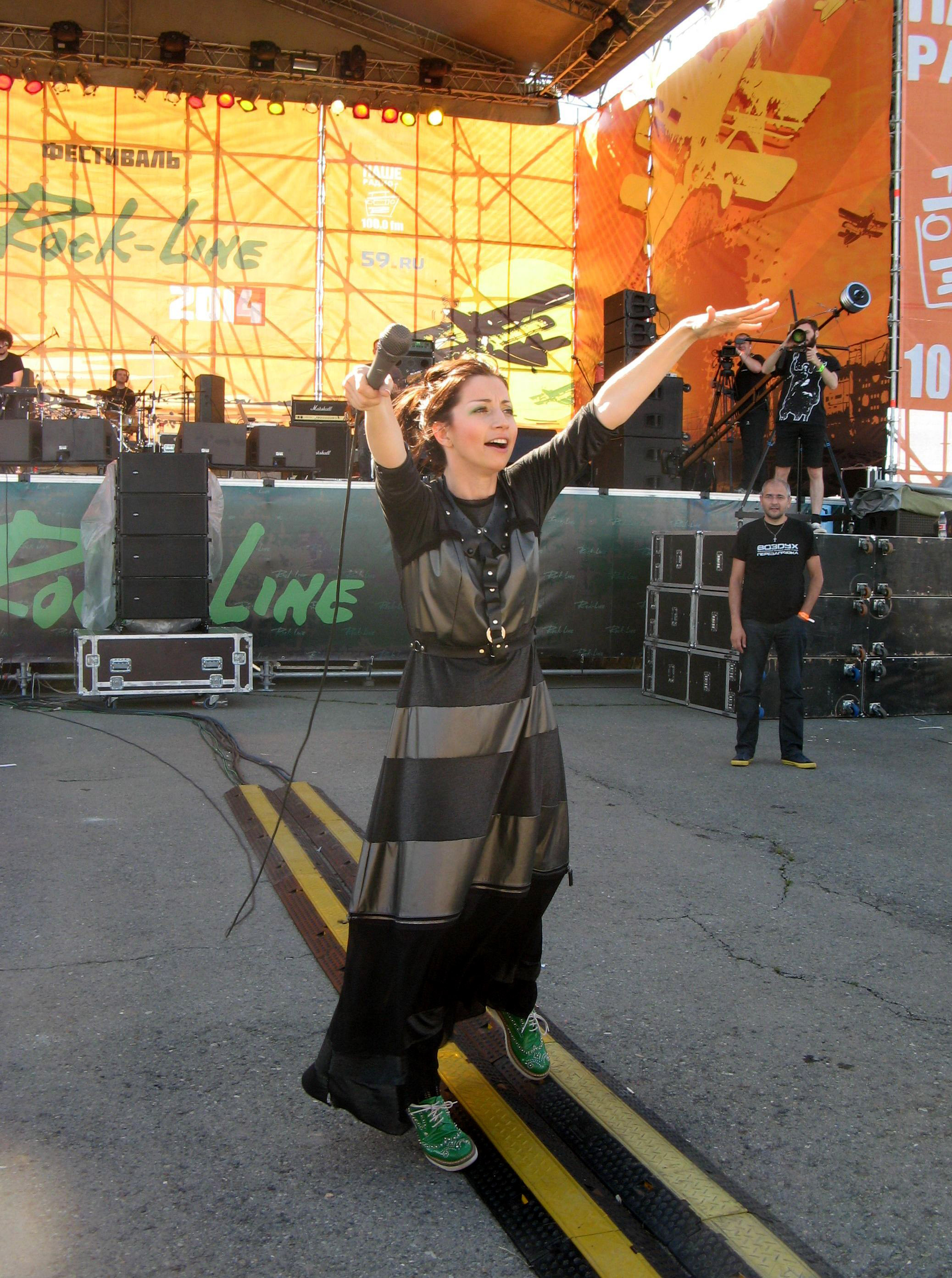
Мураками на «Rock-Line-2014»
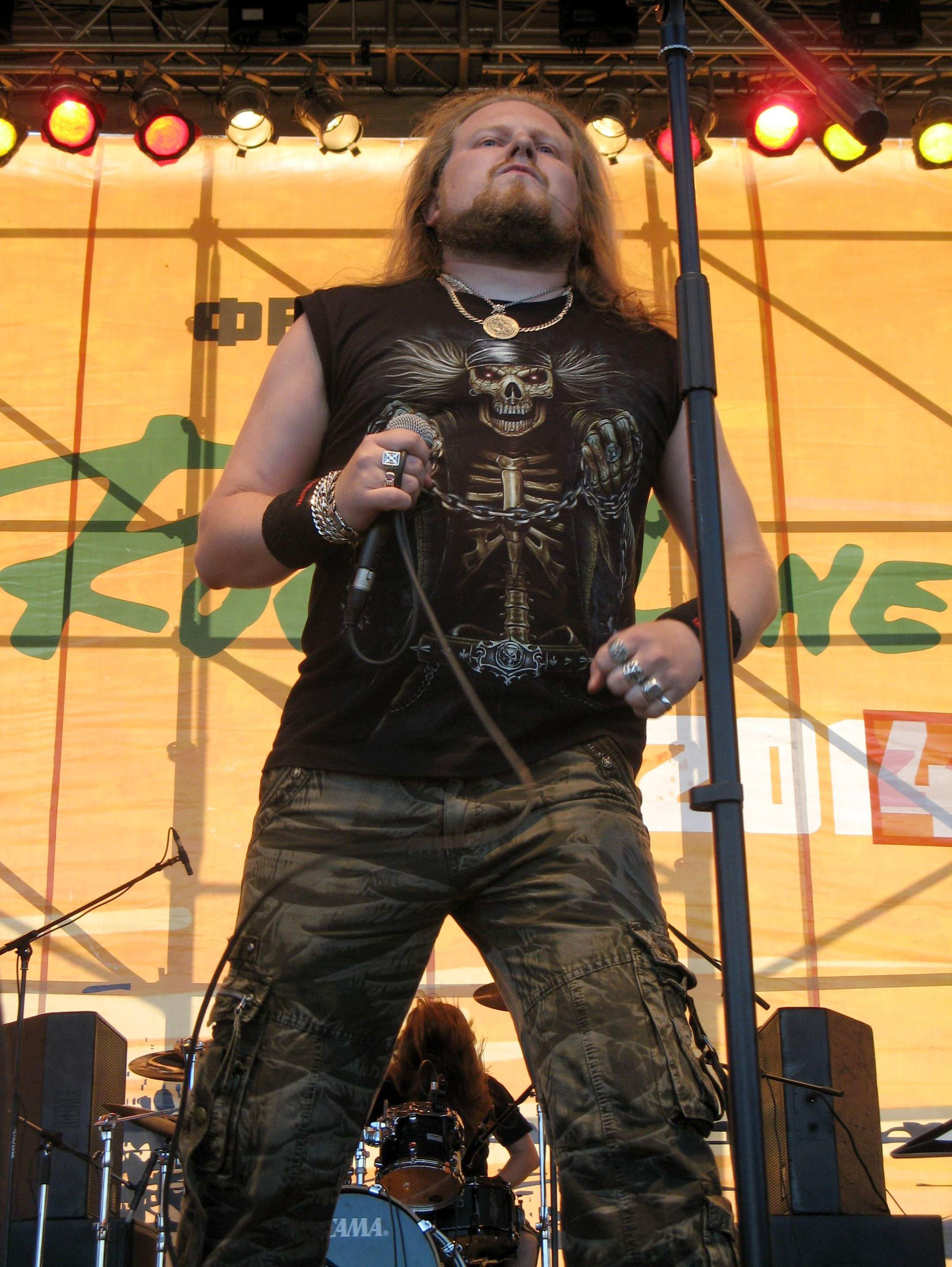
Machette на «Rock-Line-2014»
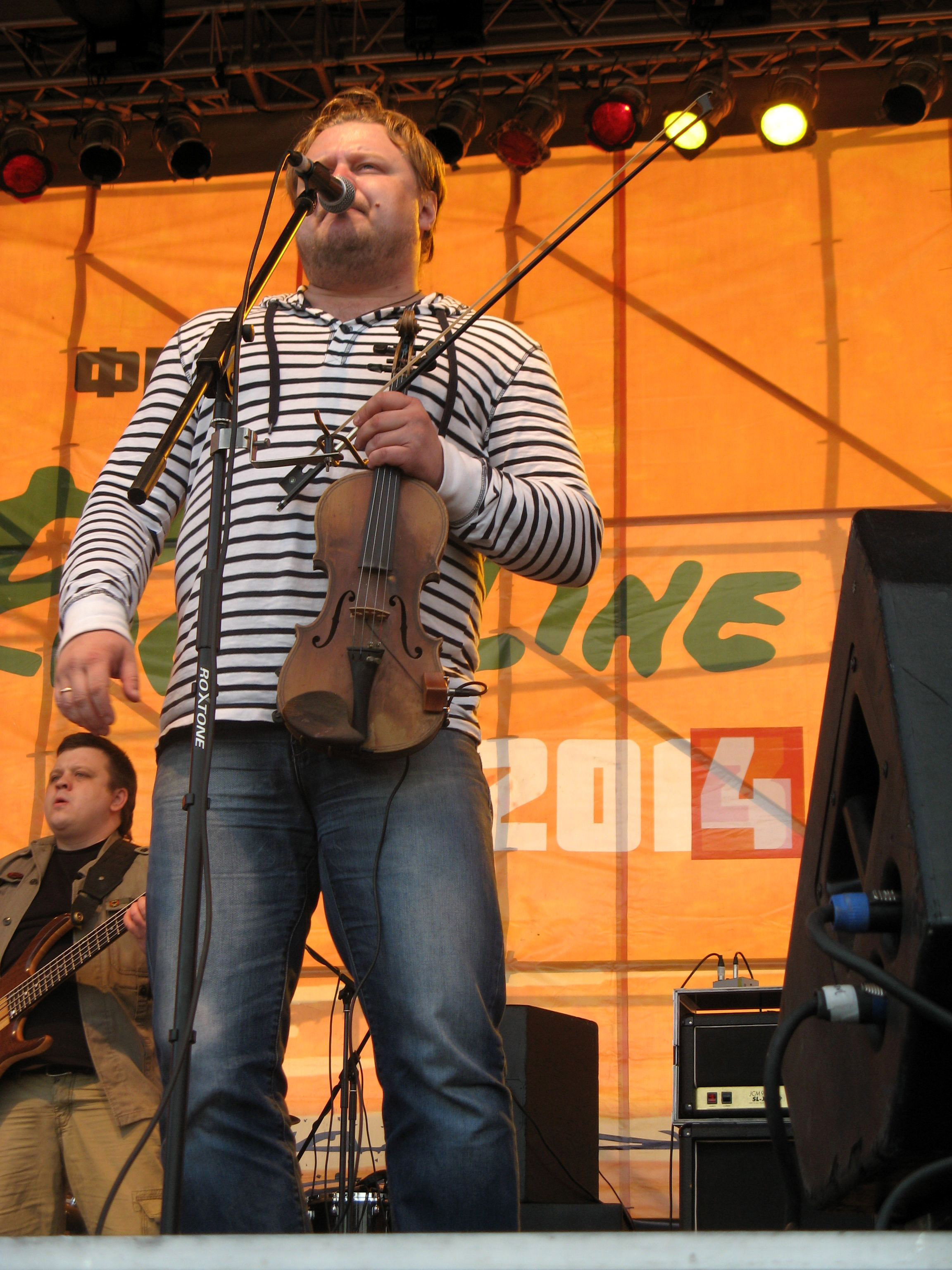
Бобры на «Rock-Line-2014»
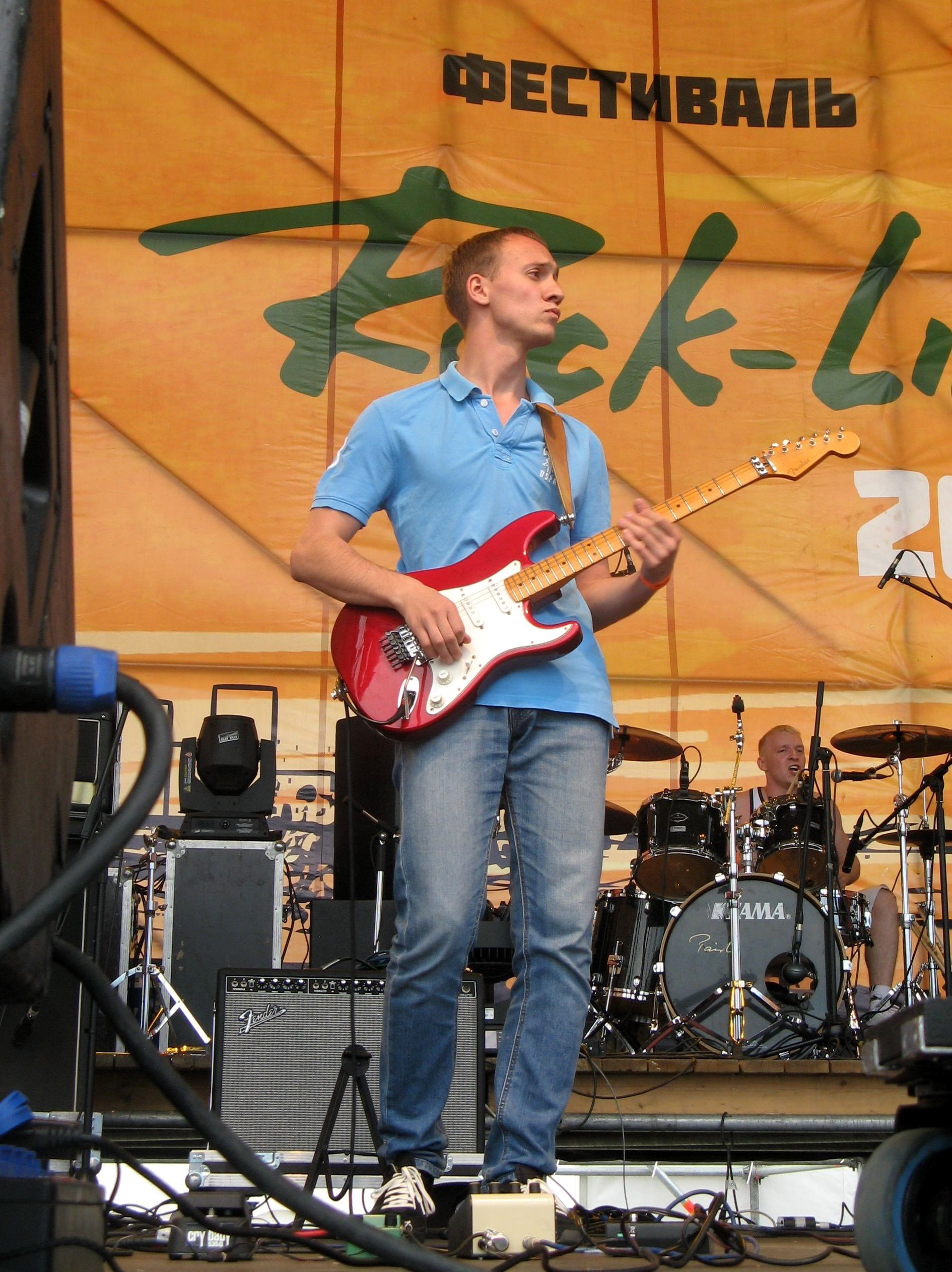
Running Jump на «Rock-Line-2014»
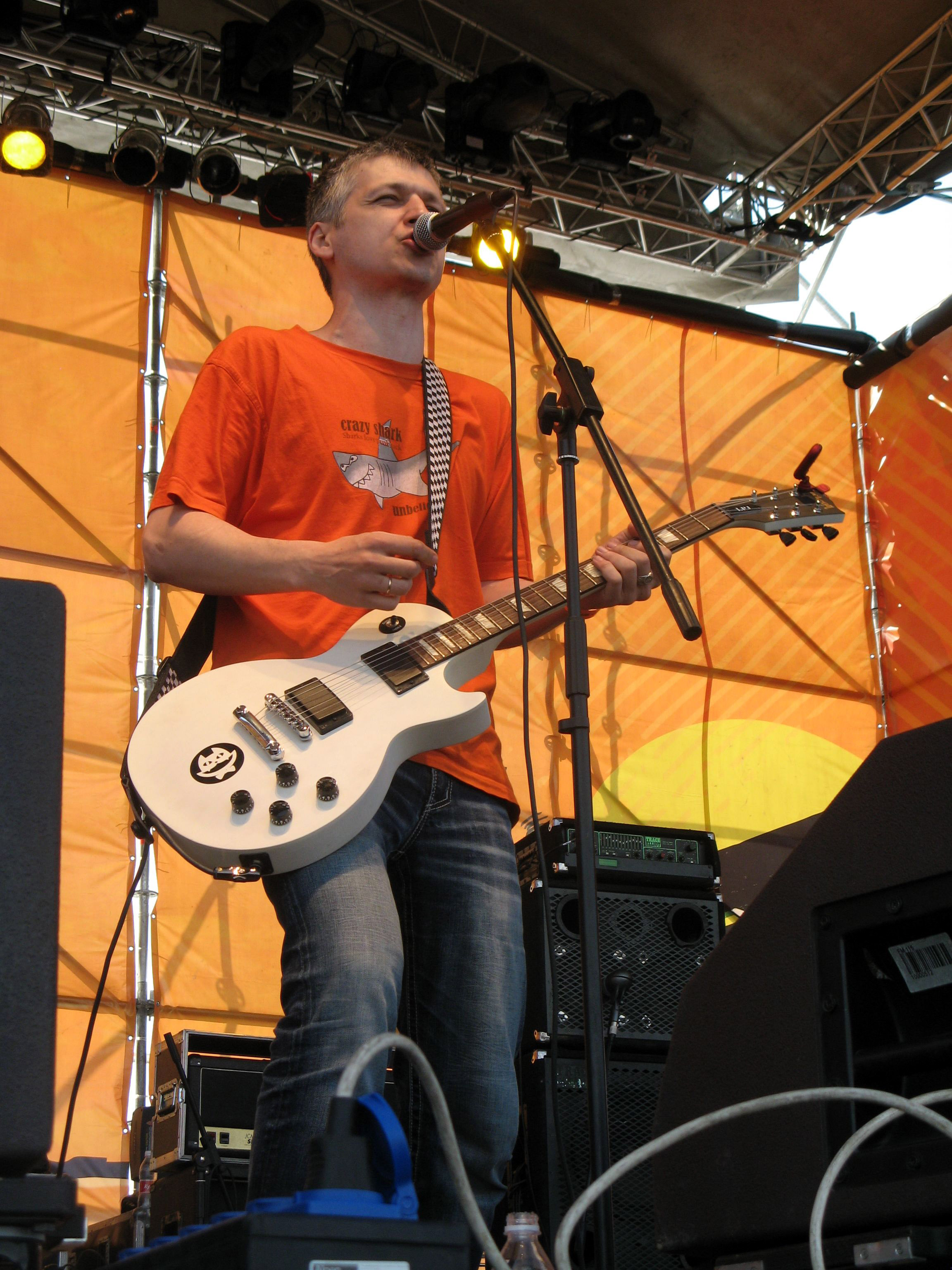
Znaki на «Rock-Line-2014»
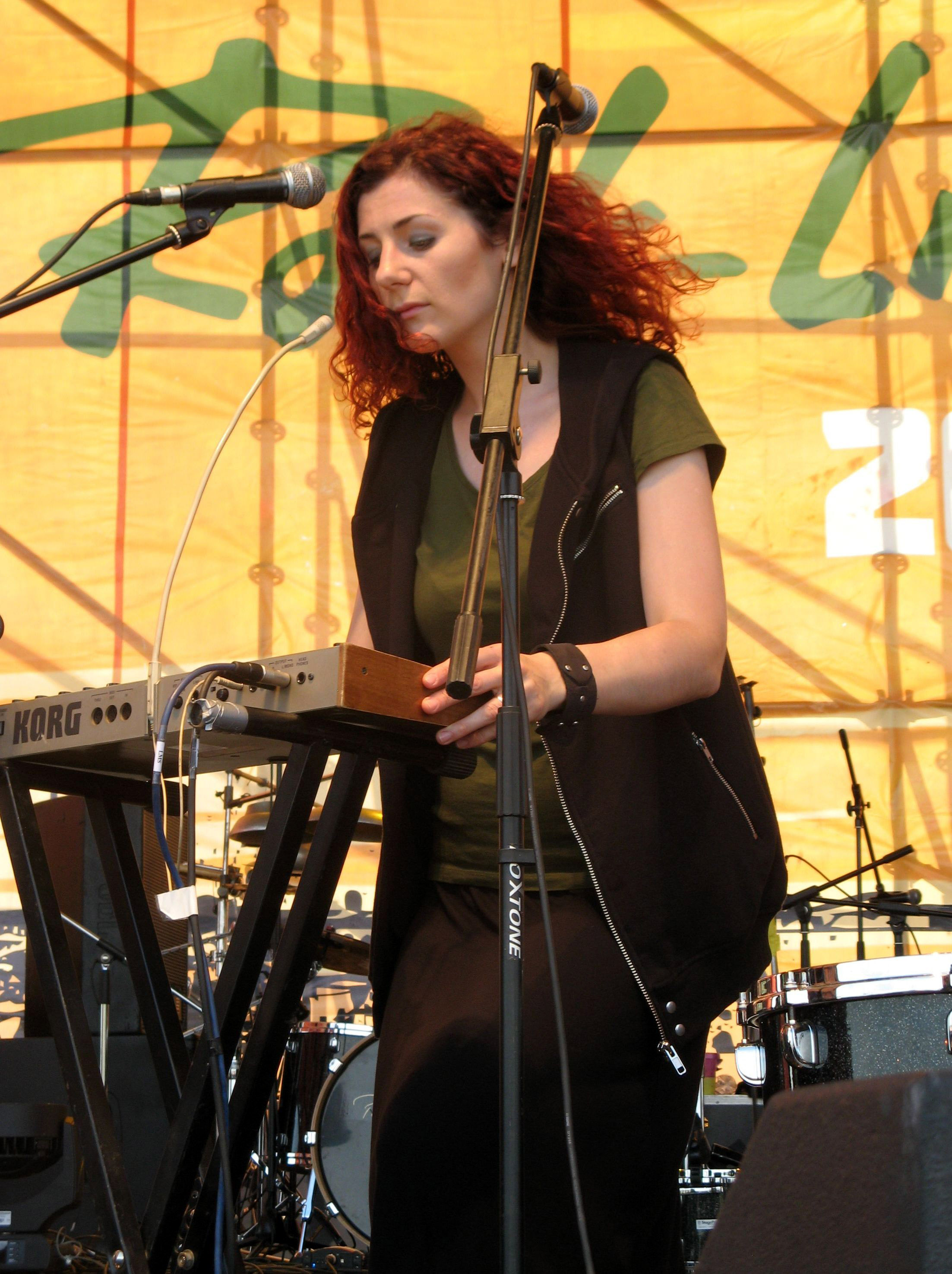
Ива Нова на «Rock-Line-2014»
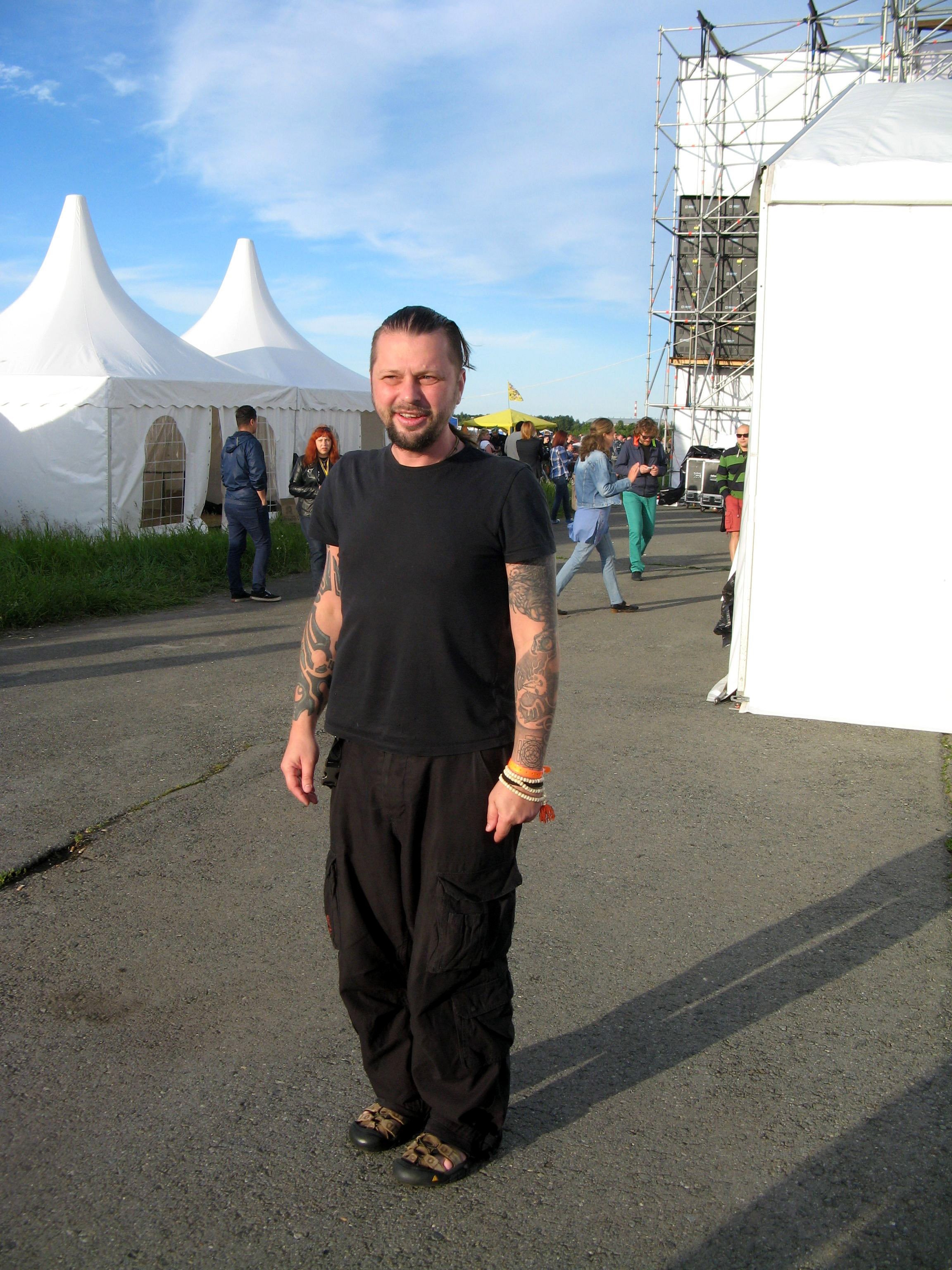
Илья Чёрт на «Rock-Line-2014»
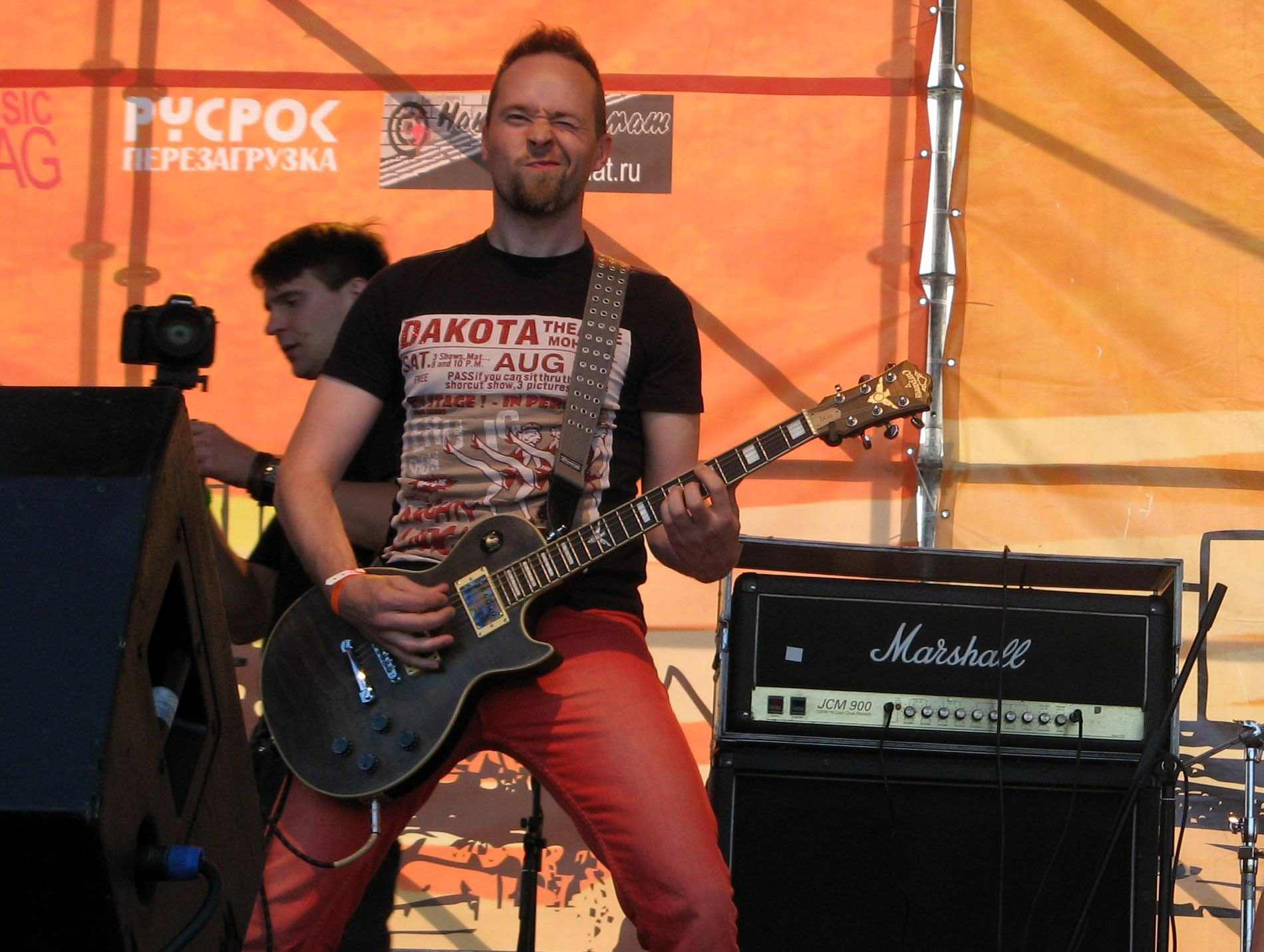
Ска'n'ворд на «Rock-Line-2014»
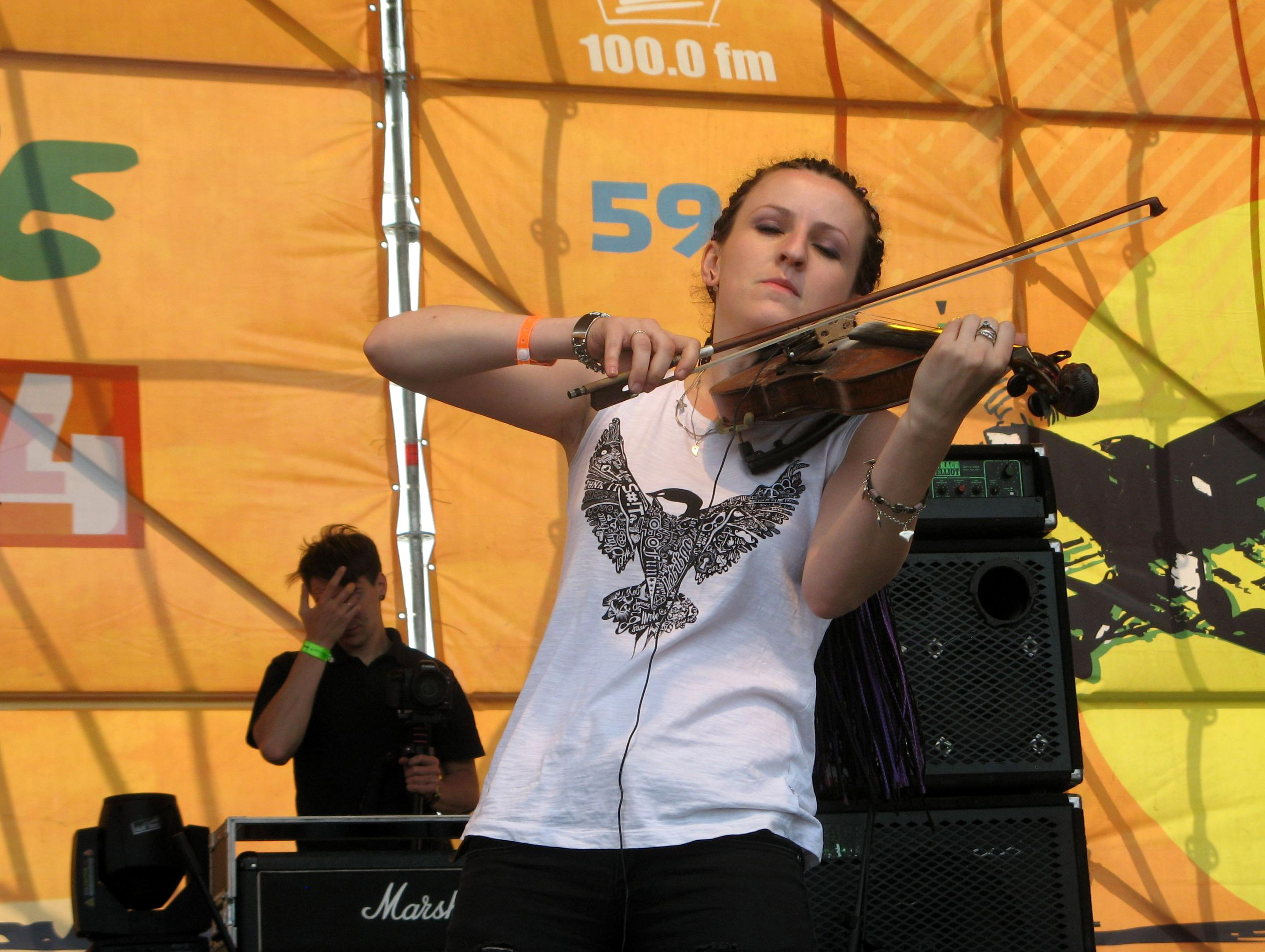
Argentum на «Rock-Line-2014»
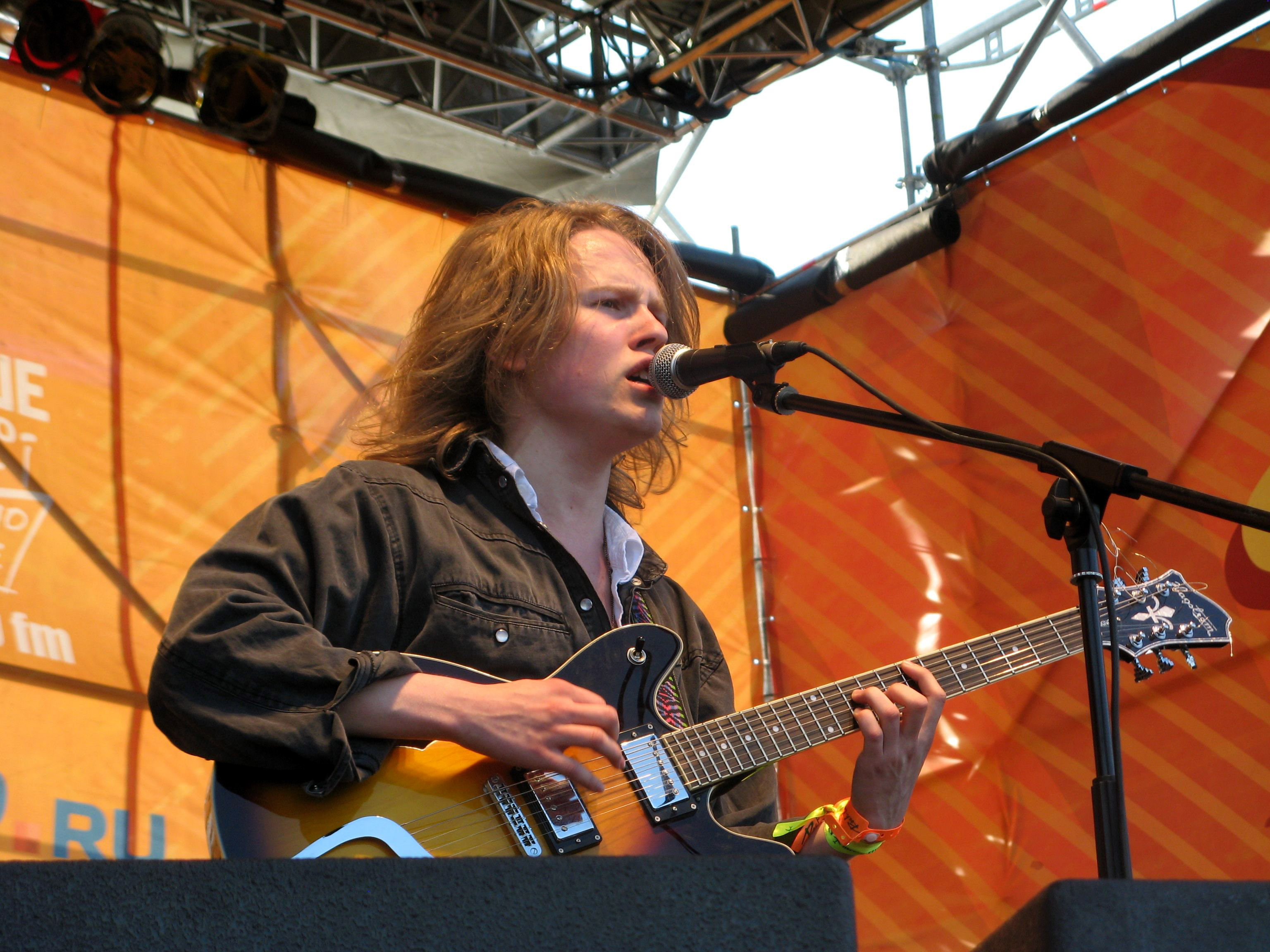
Walter Bob на «Rock-Line-2014»

### Rock-Line 2015
- Время проведения: 26 — 27 июня 2015 года
- Место проведения: Пермь
- Участники: The Aira, Rained, Sing Sing, Г. М. О., Джамахирия, Смирный и Товарищи, Т.Р.О.И.Н. (все — Пермь), Baradj (Казань), Casual (Москва), Cosmic Hurricane (Архангельск), DiscoRD (Москва), Indigo Diva (Челябинск), Prana (Москва), SoulTrane (Краснокамск), Storm (Улан-Удэ), Urbanisteria (Санкт-Петербург), Vandeя (Архангельск), Voltum (Череповец), АлоэВера (Екатеринбург/Москва), Владимир Батурин и К° (Улан-Удэ), Оверон (Нижний Тагил), Паровоз (Калининград), СубМарина (Санкт-Петербург), Чубака и Штурмовики (Новосибирск)
- Участники из других стран: Nitroforce 9 (Хельсинки, Финляндия), Motor-Roller (Алма-Ата, Казахстан), Princesse Angine (Вена, Австрия)
- Хэдлайнеры: Скворцы Степанова, Браво
- Количество зрителей: около 20 тысяч
- Лауреаты премии «Латунный Винт»: Николай Грахов (руководитель группы радиокомпаний, основатель радио «Альфа», создатель и экс-президент Свердловского рок-клуба — Екатеринбург), Алексей Мурашов (главный организатор фестиваля «Revolution», музыкант группы «Скворцы Степанова» — Санкт-Петербург), Евгений Хавтан (музыкант, основатель группы «Браво» — Москва), Елена Зорина-Новосёлова (продюсер фестиваля «Rock-Line» — Пермь) — специальная премия от оргкомитета фестиваля «Rock-Line».

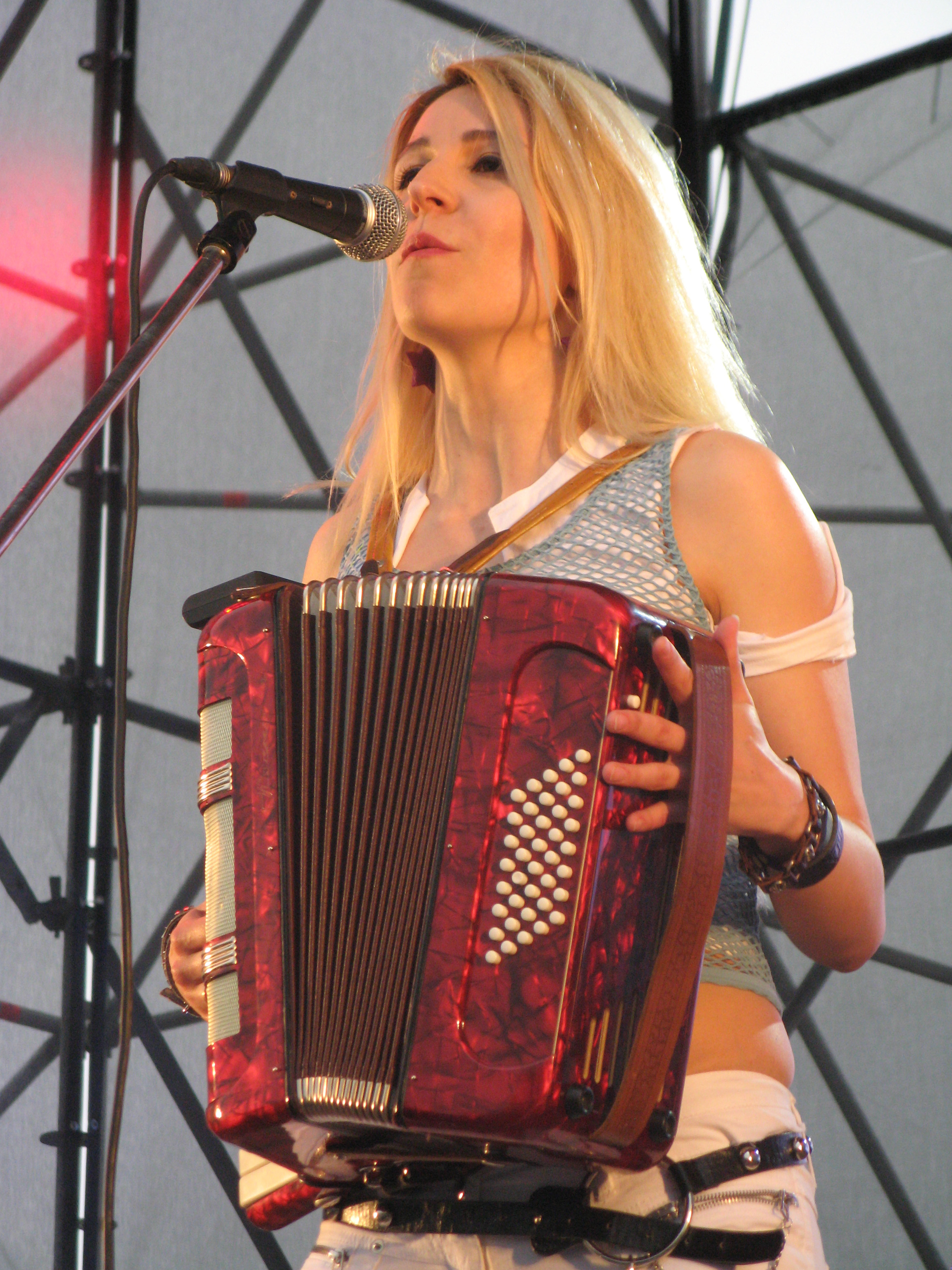
Субмарина на «Rock-Line-2015»
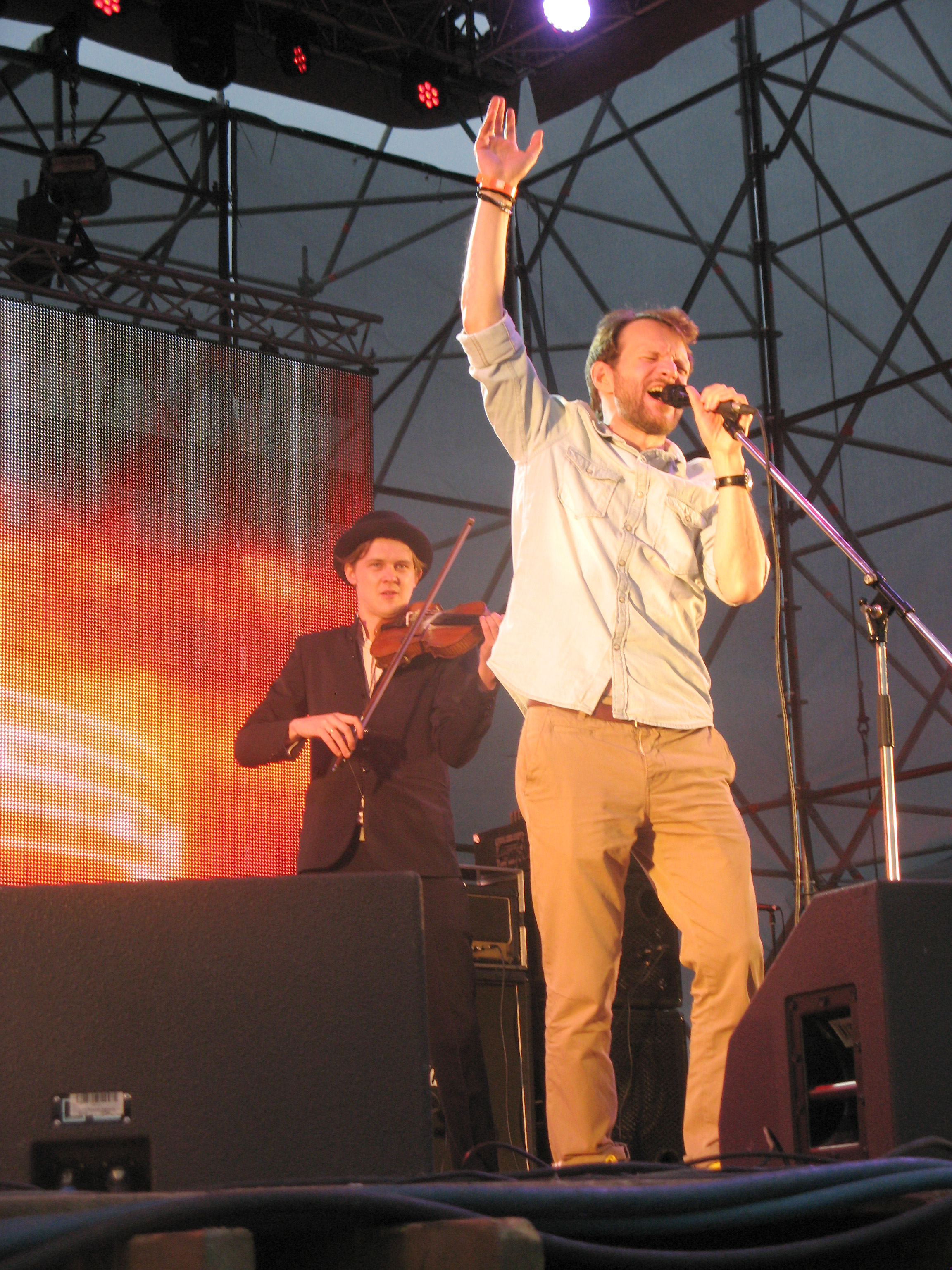
Смирный и Товарищи на «Rock-Line-2015»
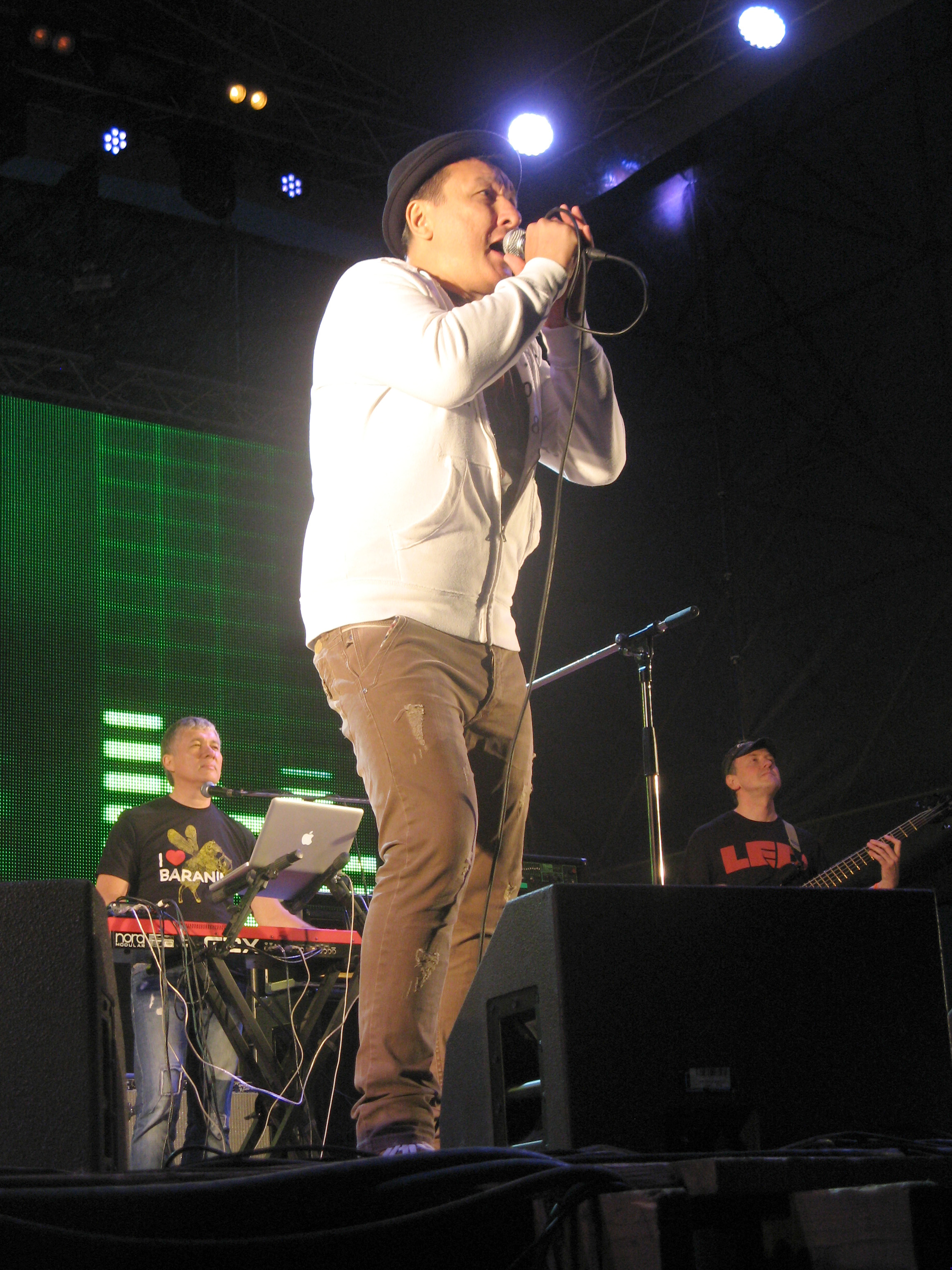
Motor-Roller на «Rock-Line-2015»
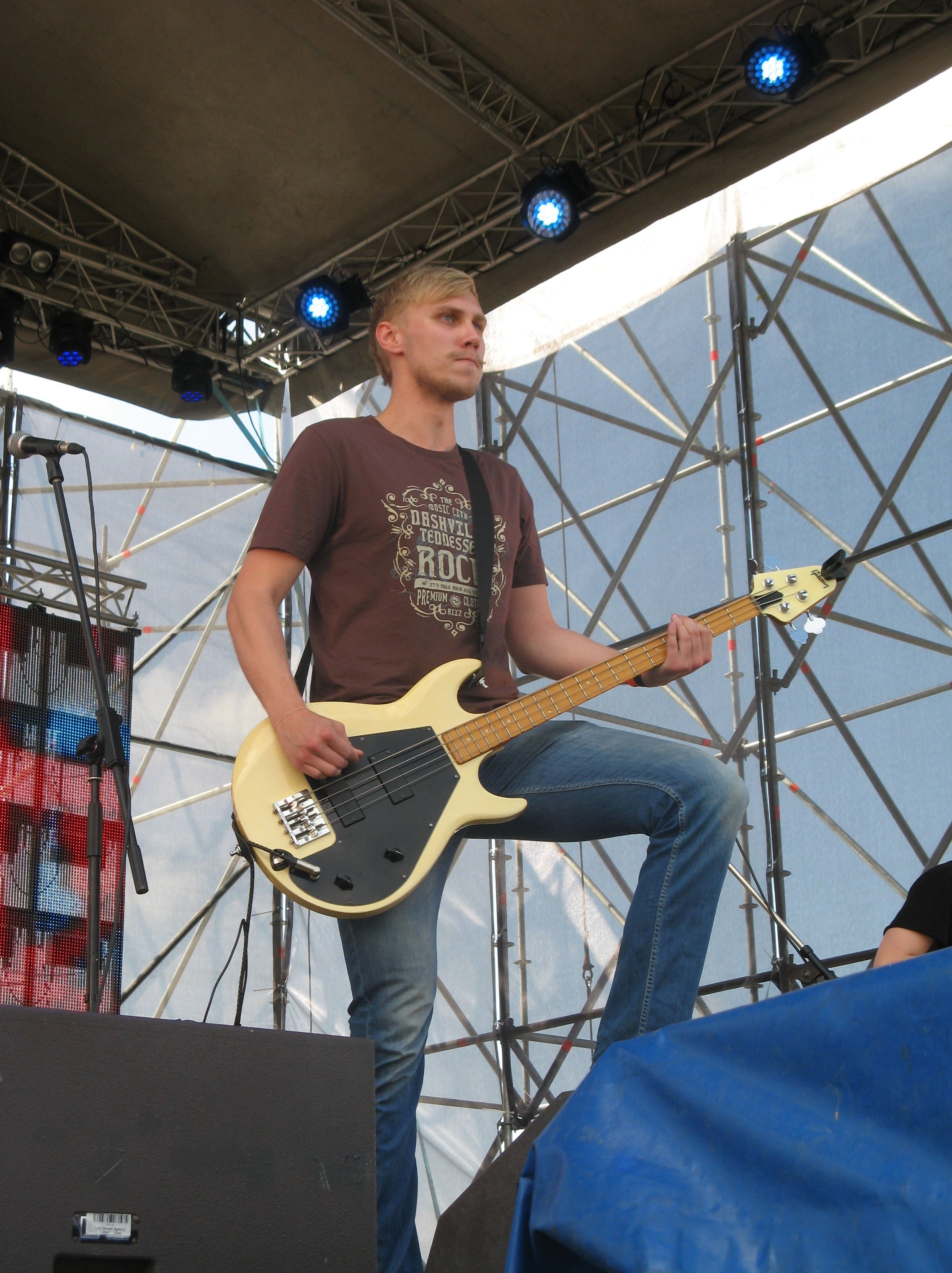
Cosmic Hurricane на «Rock-Line-2015»
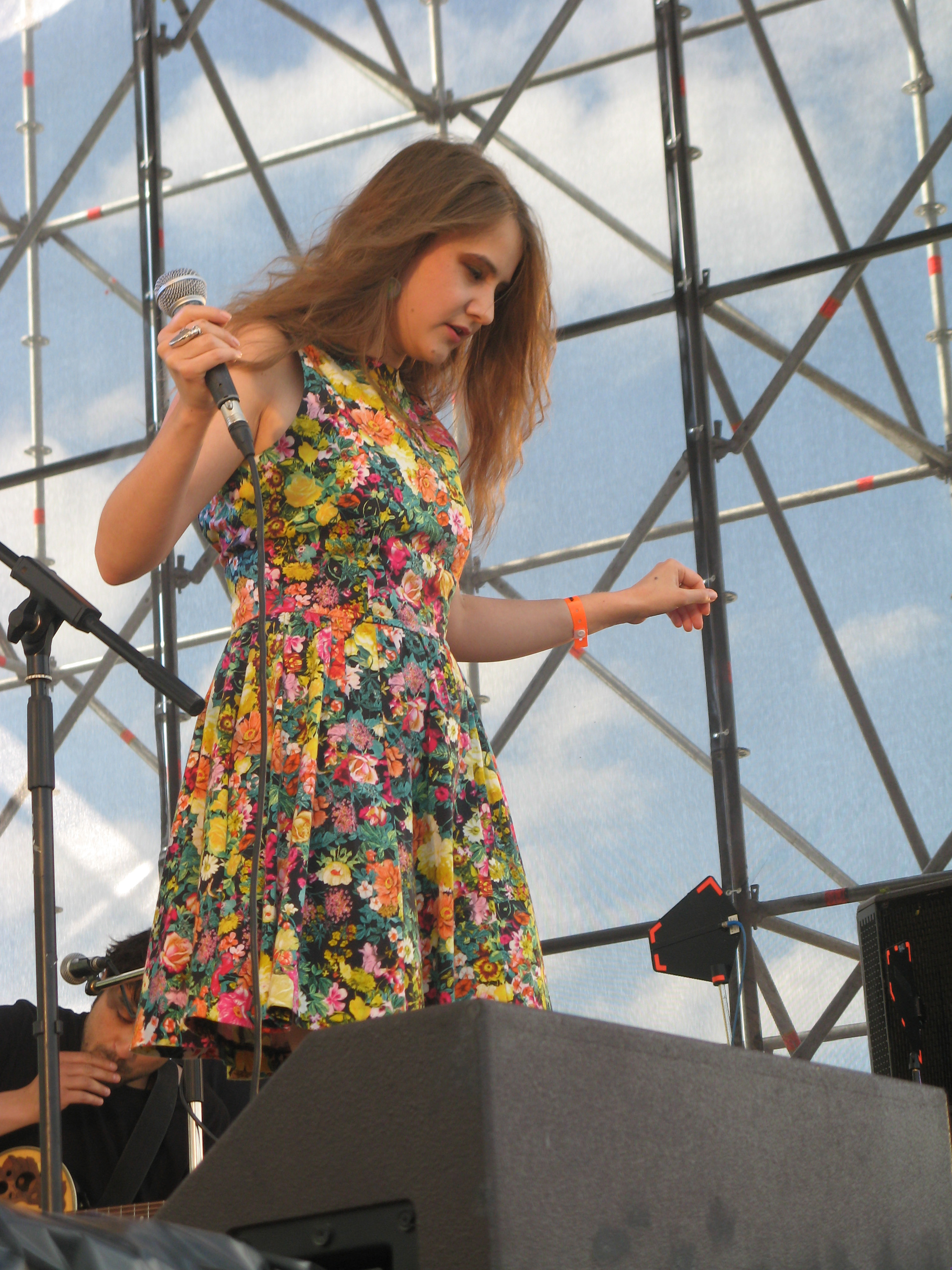
Princesse Angine на «Rock-Line-2015»
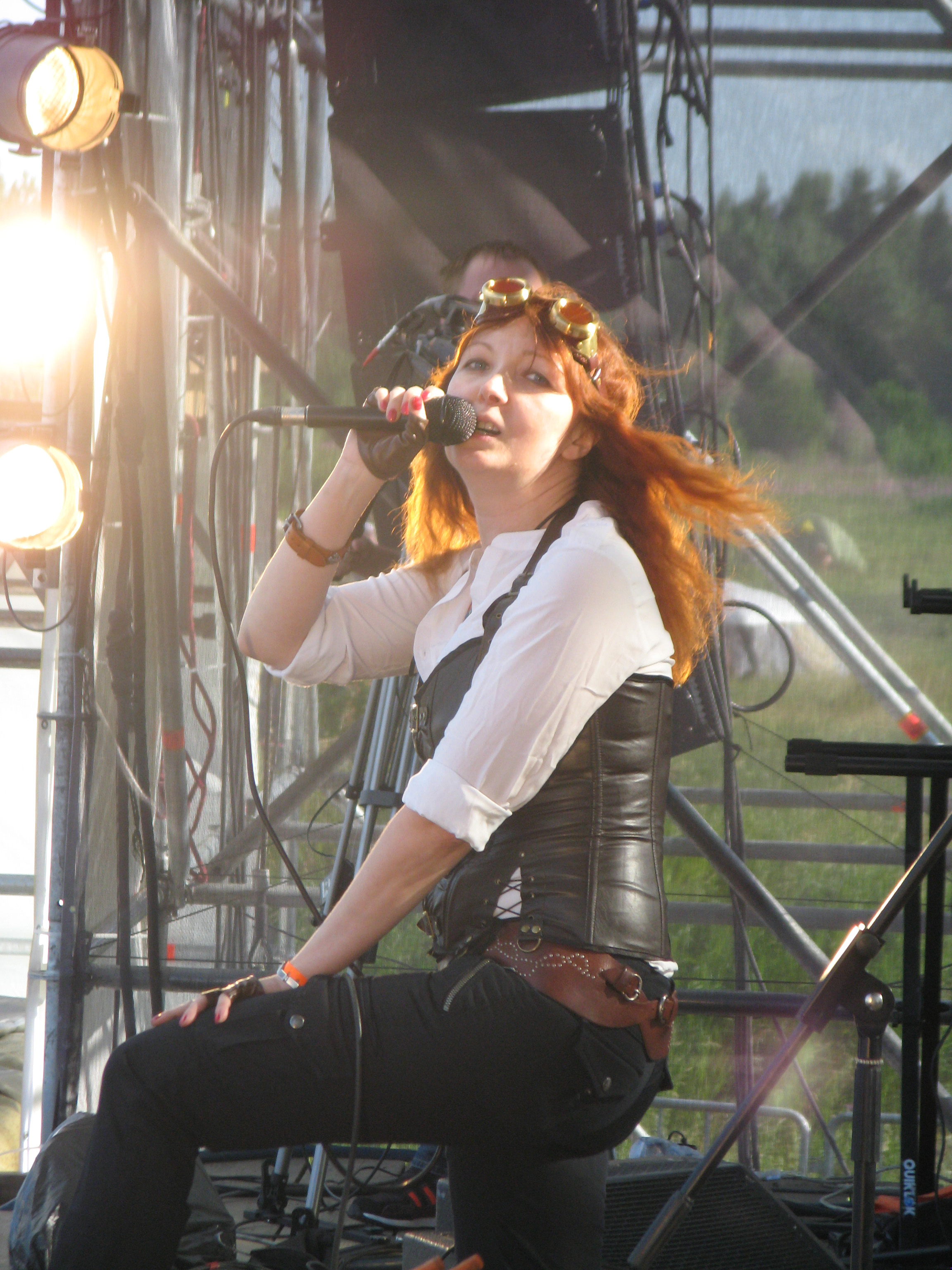
Indigo Diva на «Rock-Line-2015»
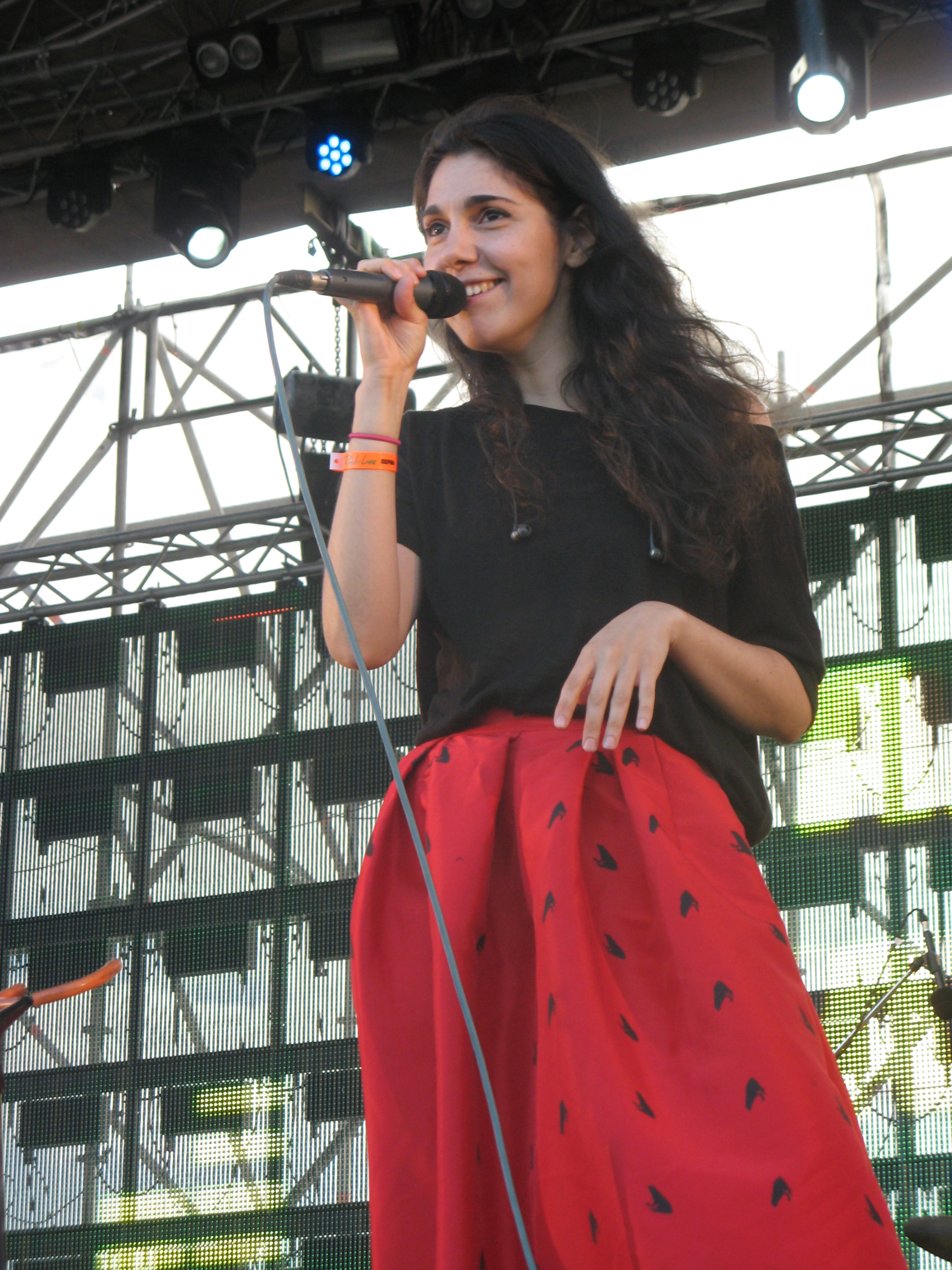
АлоэВера на «Rock-Line-2015»
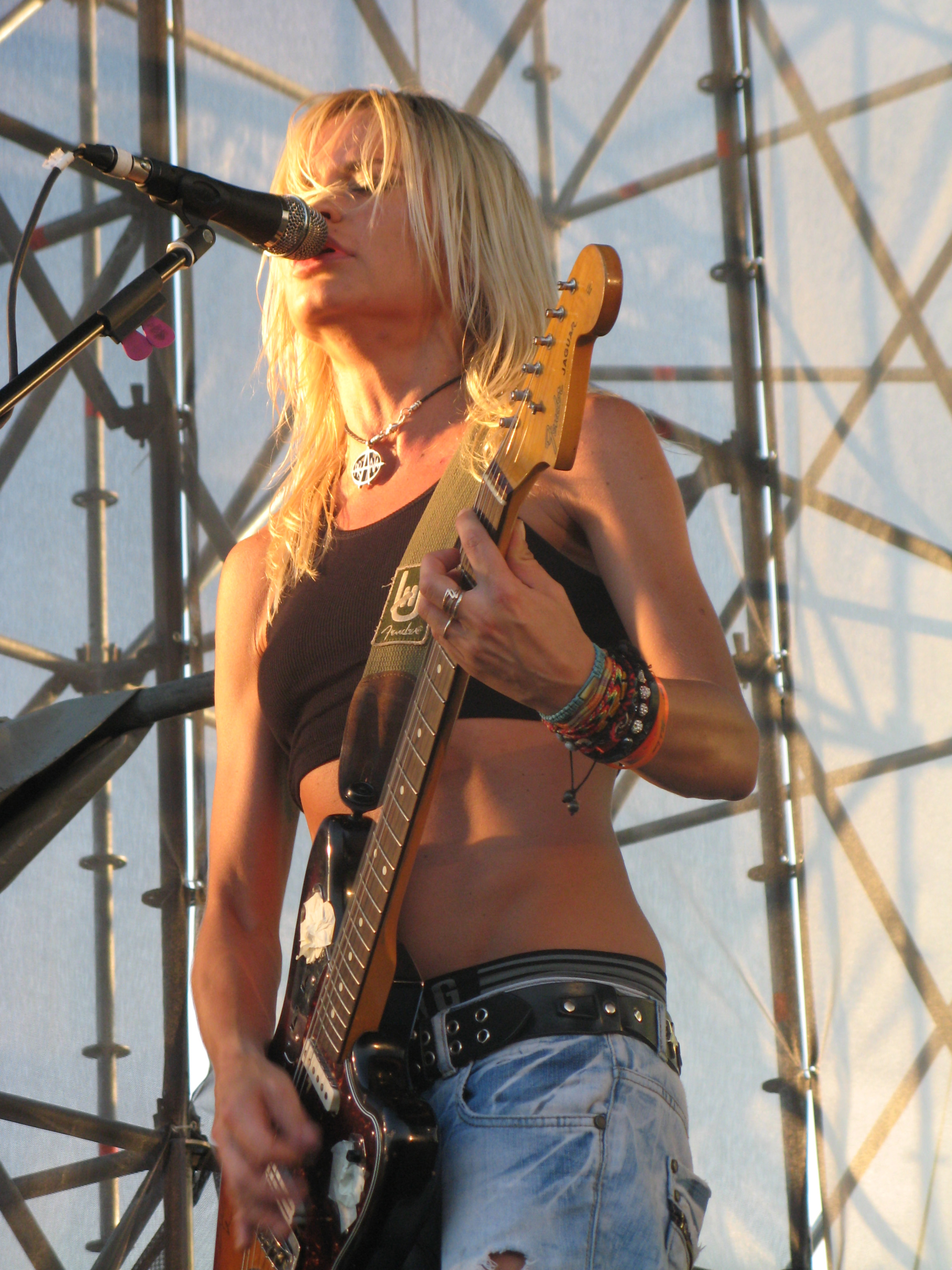
Prana на «Rock-Line-2015»
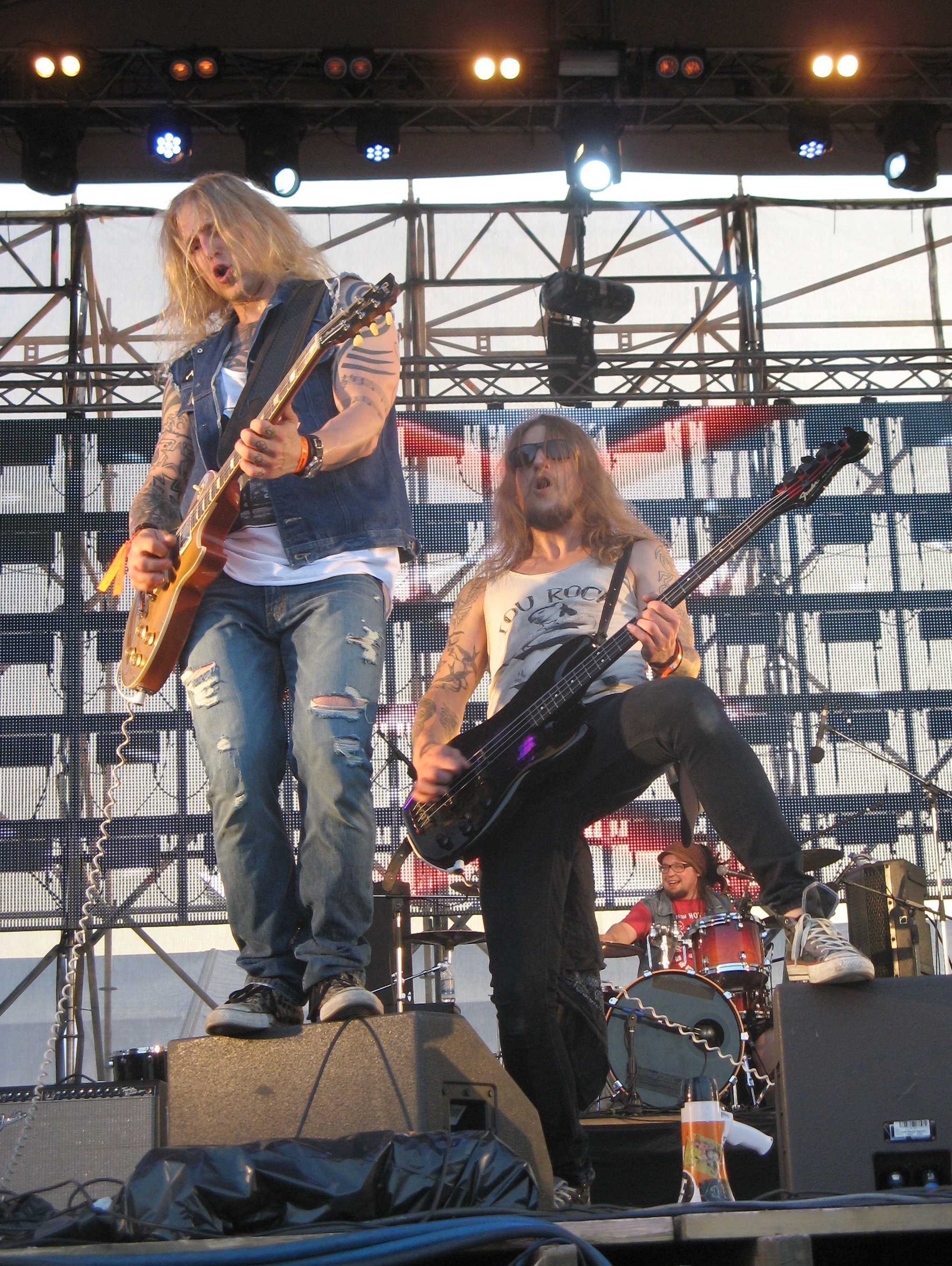
Nitroforce 9 на «Rock-Line-2015»
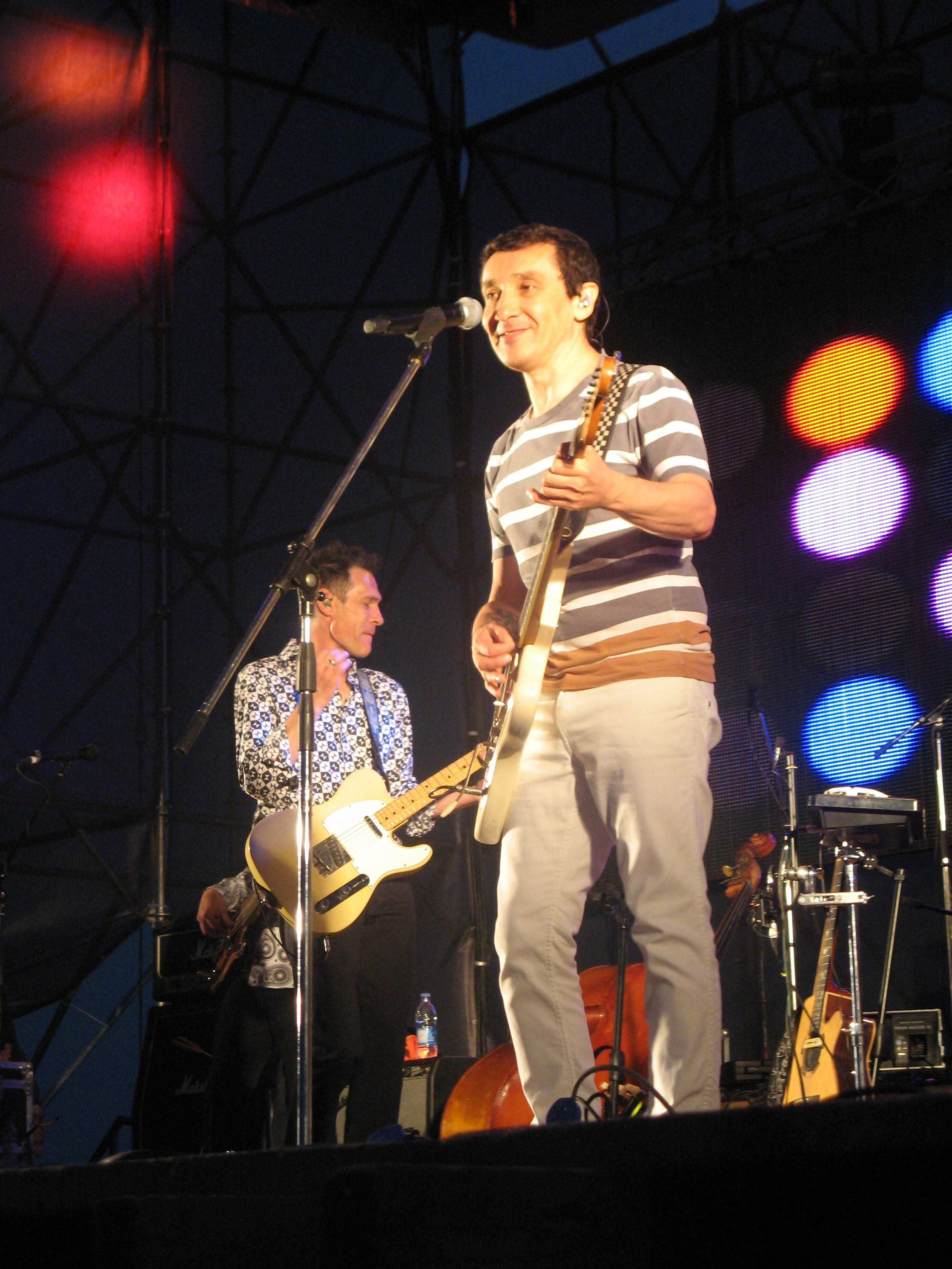
Браво на «Rock-Line-2015»

### Rock-Line 2016
- Время проведения: 24 — 25 июня 2016 года
- Место проведения: Пермь
- Участники: Big Fucking Gun, N&B, Rained, Rust, Ultra, Ансамбль Пятый Корпус (все — Пермь), Beretta (Киров), #diskapartyzany (Новосибирск), Good Times (Кострома), Groggy (Омск), The Img (Петрозаводск), The Meantraitors (Санкт-Петербург), Melancholy (Электросталь), NeXtage (Тольятти), Rau.Di (Санкт-Петербург), Scary Tale (Москва), St.Art (Калининград), Trawler (Архангельск), Urbanisteria (Санкт-Петербург), Балтийская Чайная Партия (Москва), Владимир Батурин и К° (Улан-Удэ), Егор Белкин и Р-Клуб (Екатеринбург/Санкт-Петербург), Лаборатория Ветра (Лысьва), Неизвестный Композитор (Архангельск), Елена Сигалова (Москва), Солнечные Фрукты (Екатеринбург)
- Участники из других стран: Thalamus (Дуйсбург, Германия), Адаптация (Актобе, Казахстан)
- Хэдлайнеры: Скворцы Степанова, Саша Самойленко & Tomas Band, Крематорий
- Количество зрителей: около 15,5 тысяч человек
- Лауреаты премии «Латунный Винт»: Евгений Горенбург (основатель и директор Всероссийского фестиваля «Старый новый рок» — Екатеринбург), Егор Белкин (музыкант группы Настя, легенда Свердловского рок-клуба — Санкт-Петербург), Александр Коротич (художник, писатель и педагог, ведущий дизайнер «Первого канала», арт-директор детского проекта «Жужа» — Москва), Елена Сигалова (создатель инструментального коллектива Seagall, гитаристка, композитор, аранжировщик, учредитель Независимого фестиваля гитарной музыки «GuitarPlayer Party» — Москва)

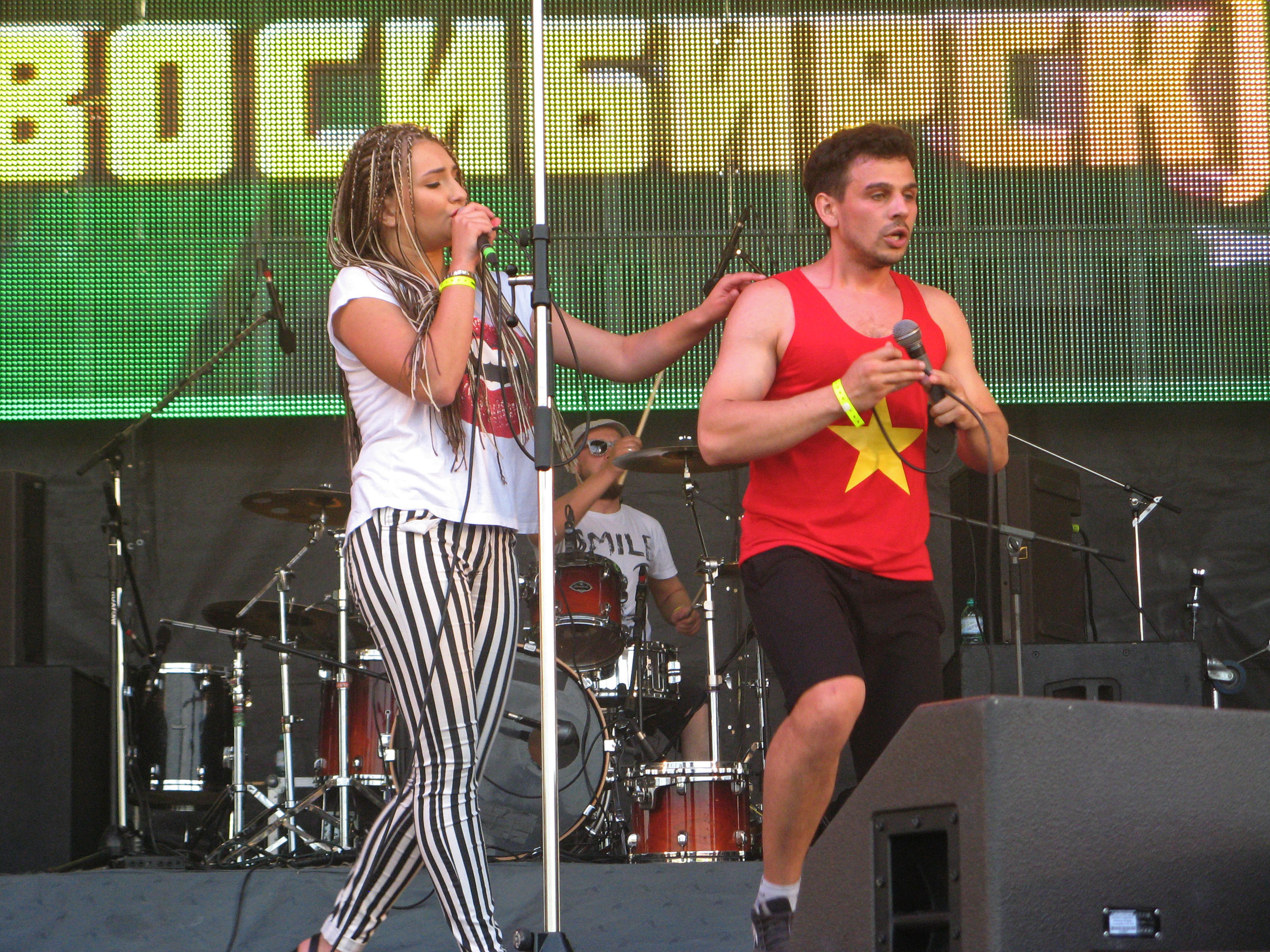
diskapartyzany на «Rock-Line-2016»
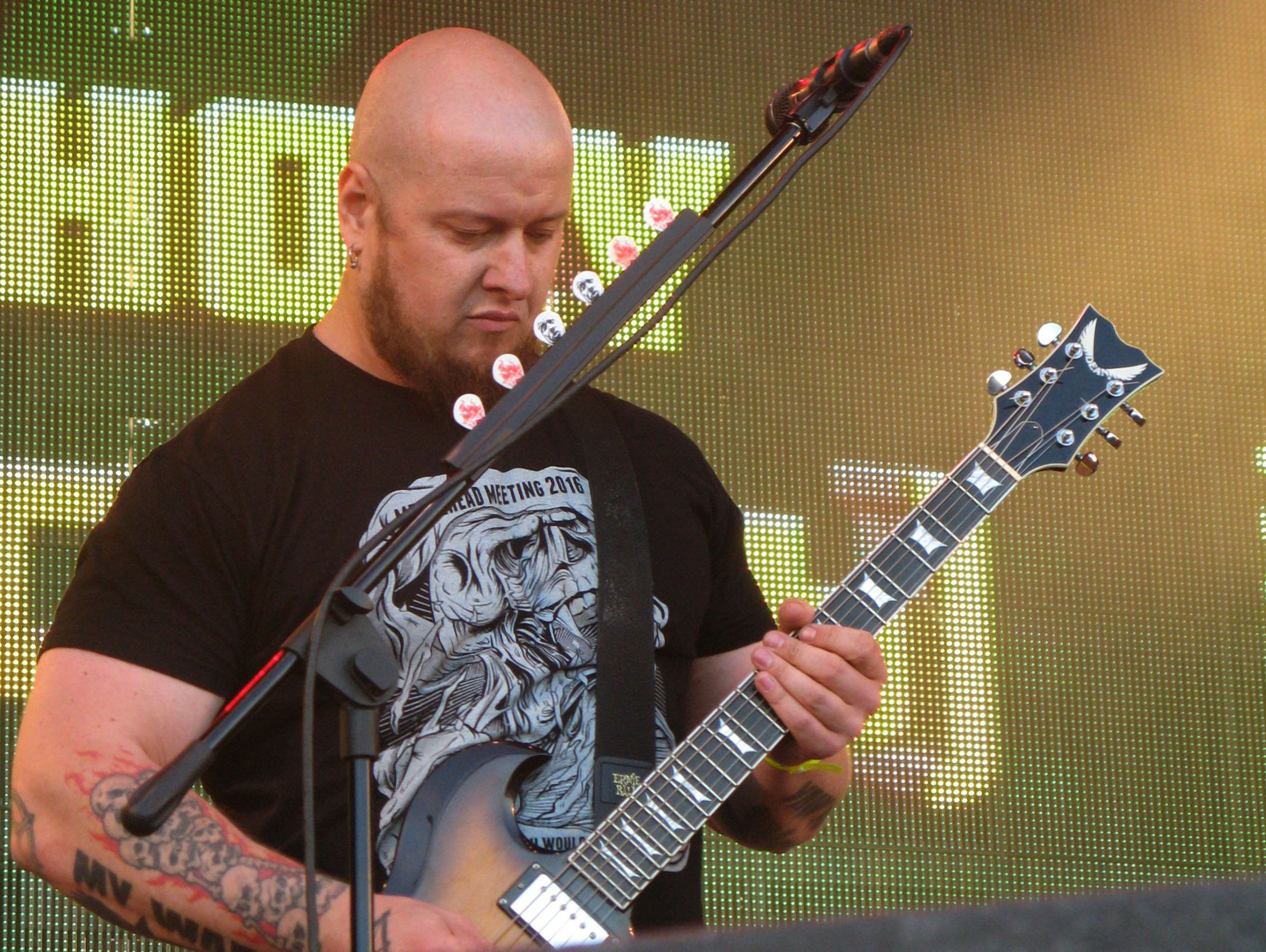
Melancholy на «Rock-Line-2016»
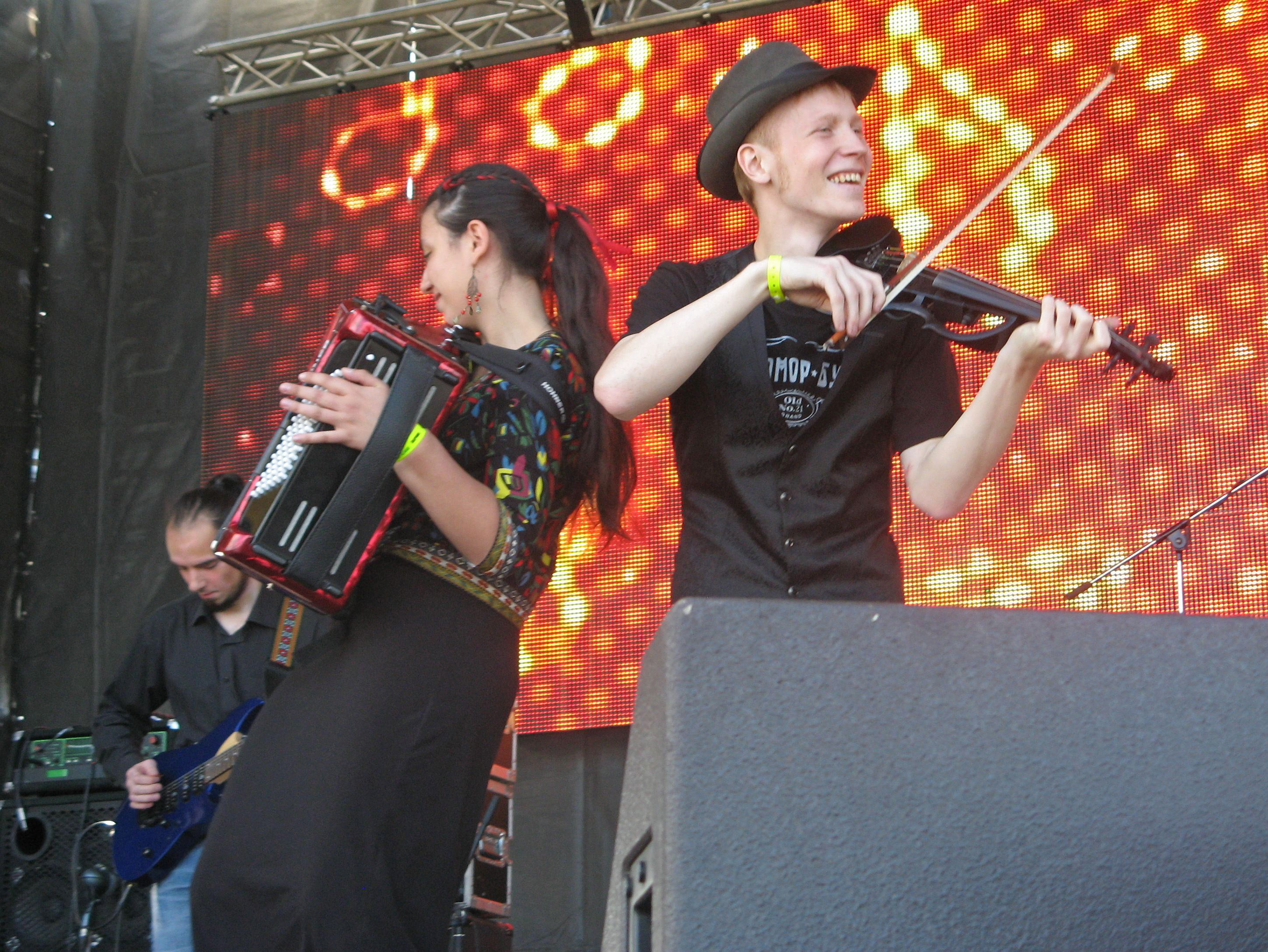
Неизвестный Композитор на «Rock-Line-2016»
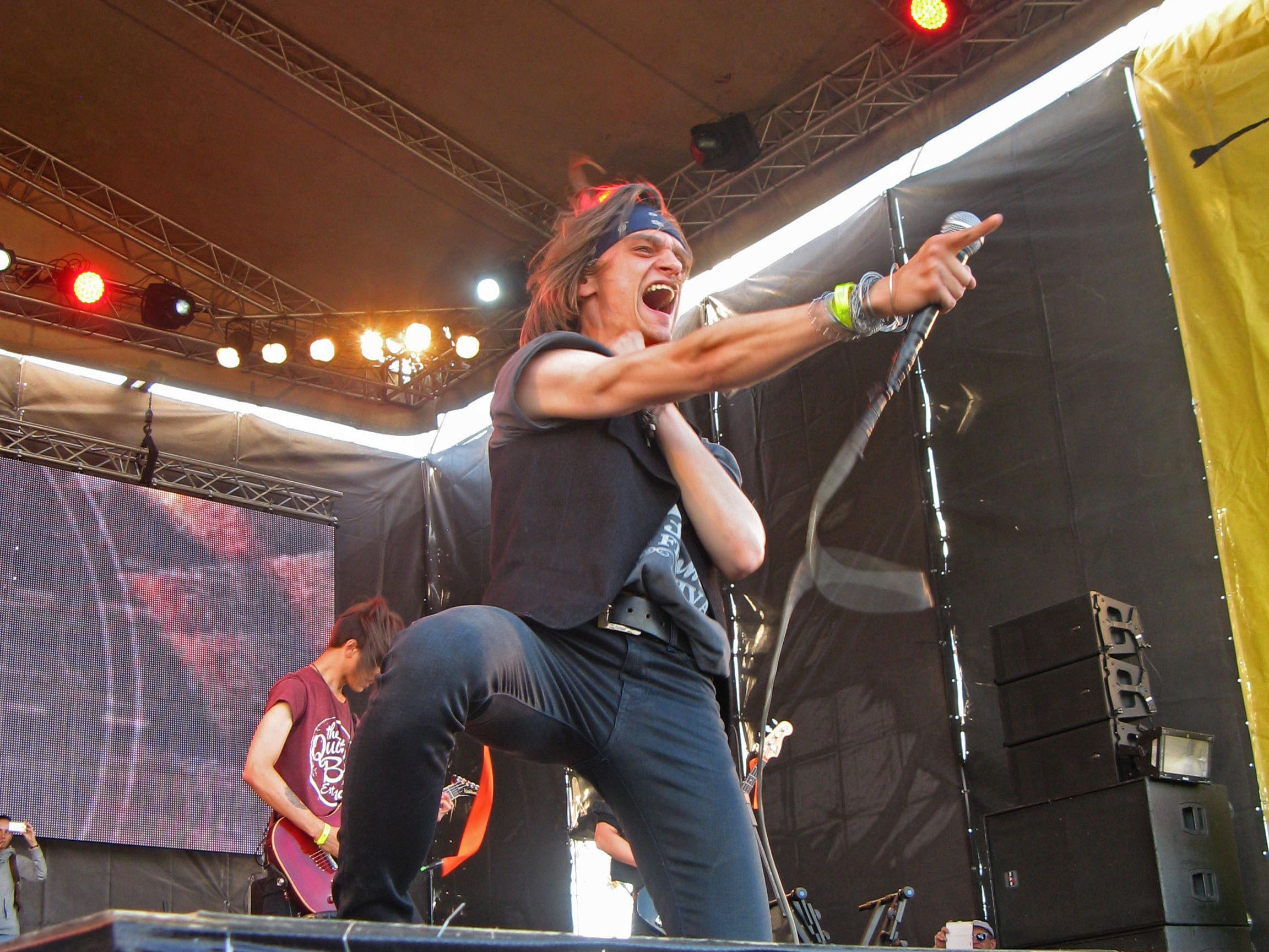
Scary Tale на «Rock-Line-2016»
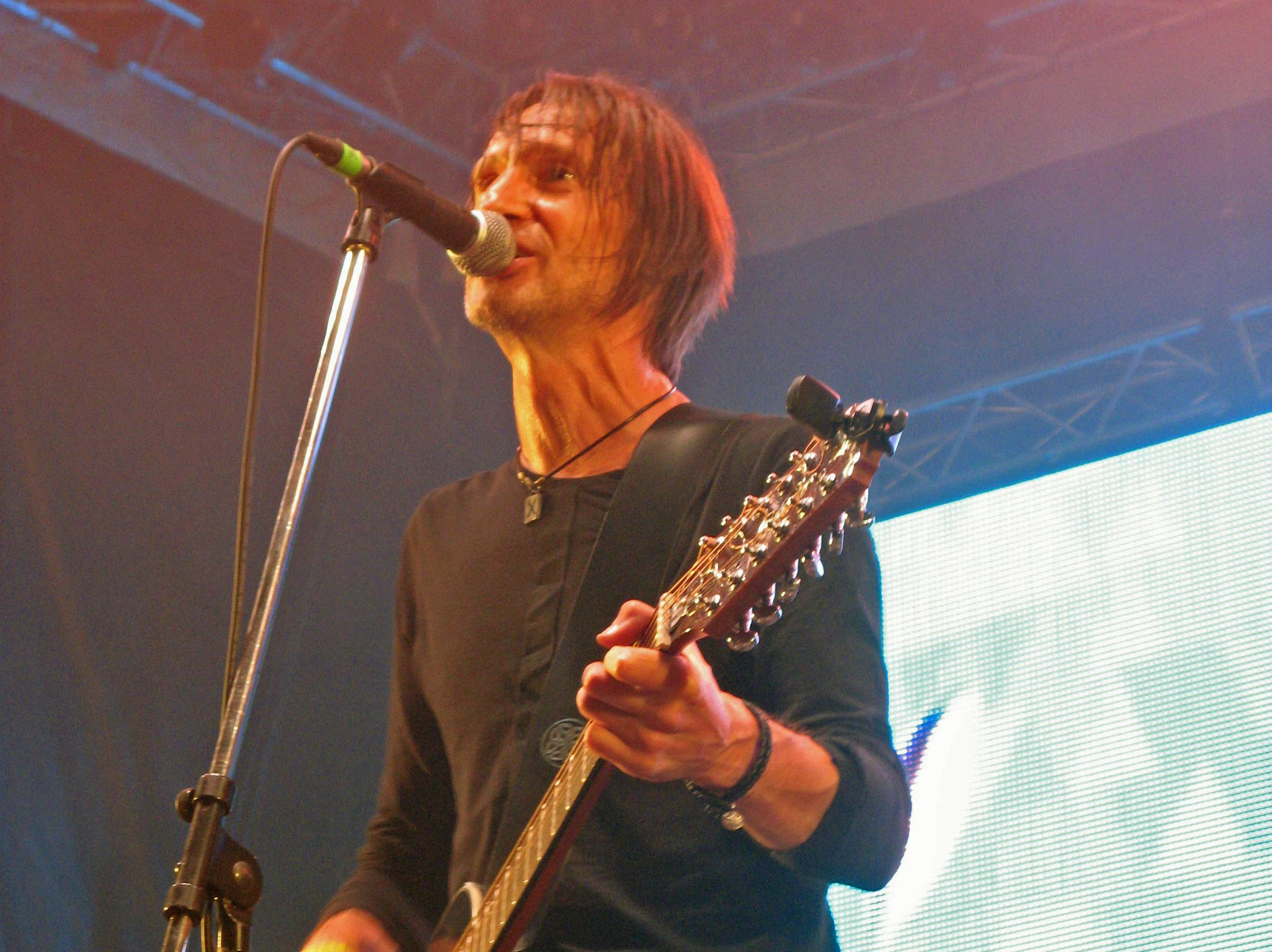
Саша Самойленко & Tomas Band на «Rock-Line-2016»
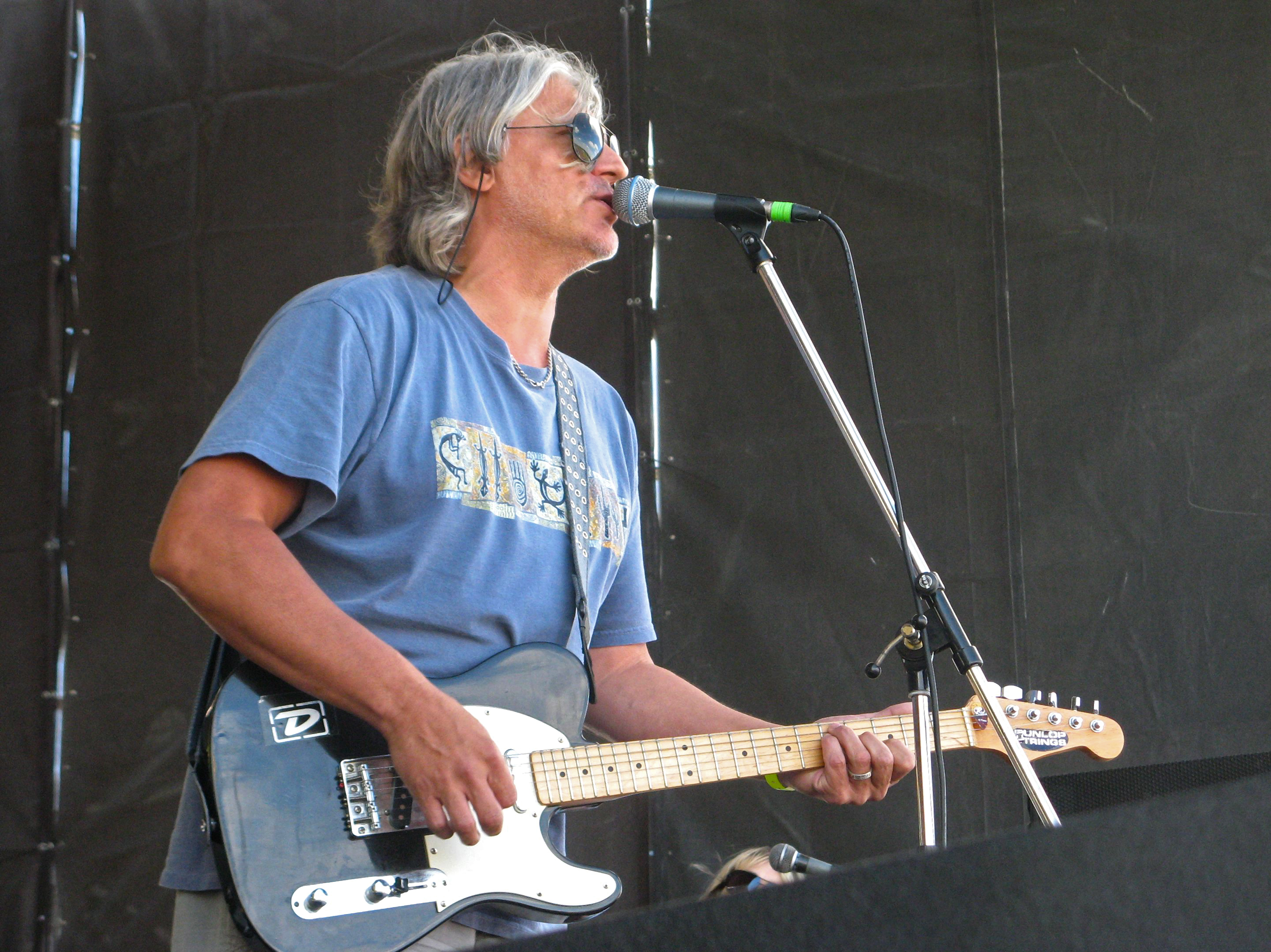
Егор Белкин на «Rock-Line-2016»
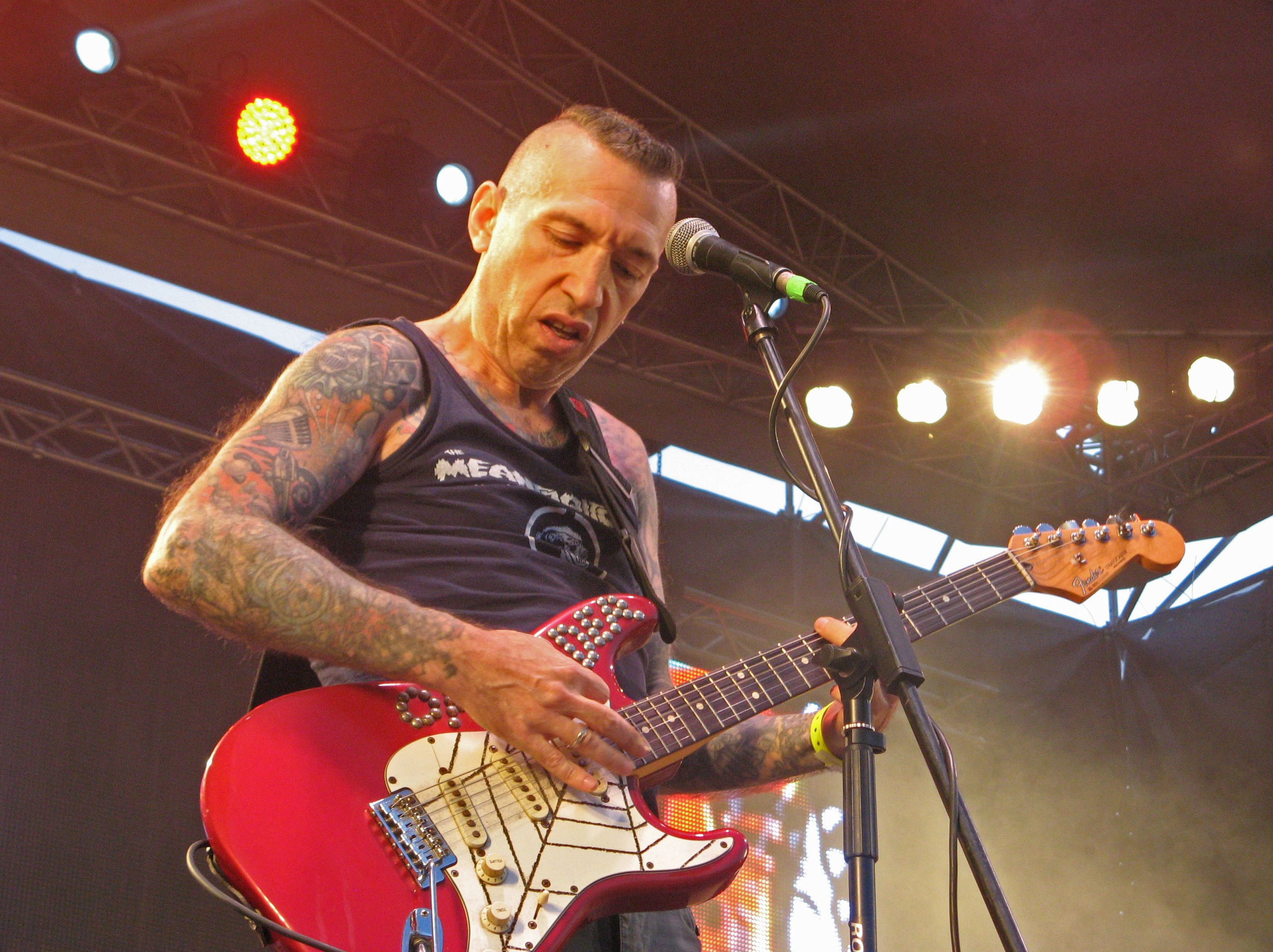
The Meantraitors на «Rock-Line-2016»
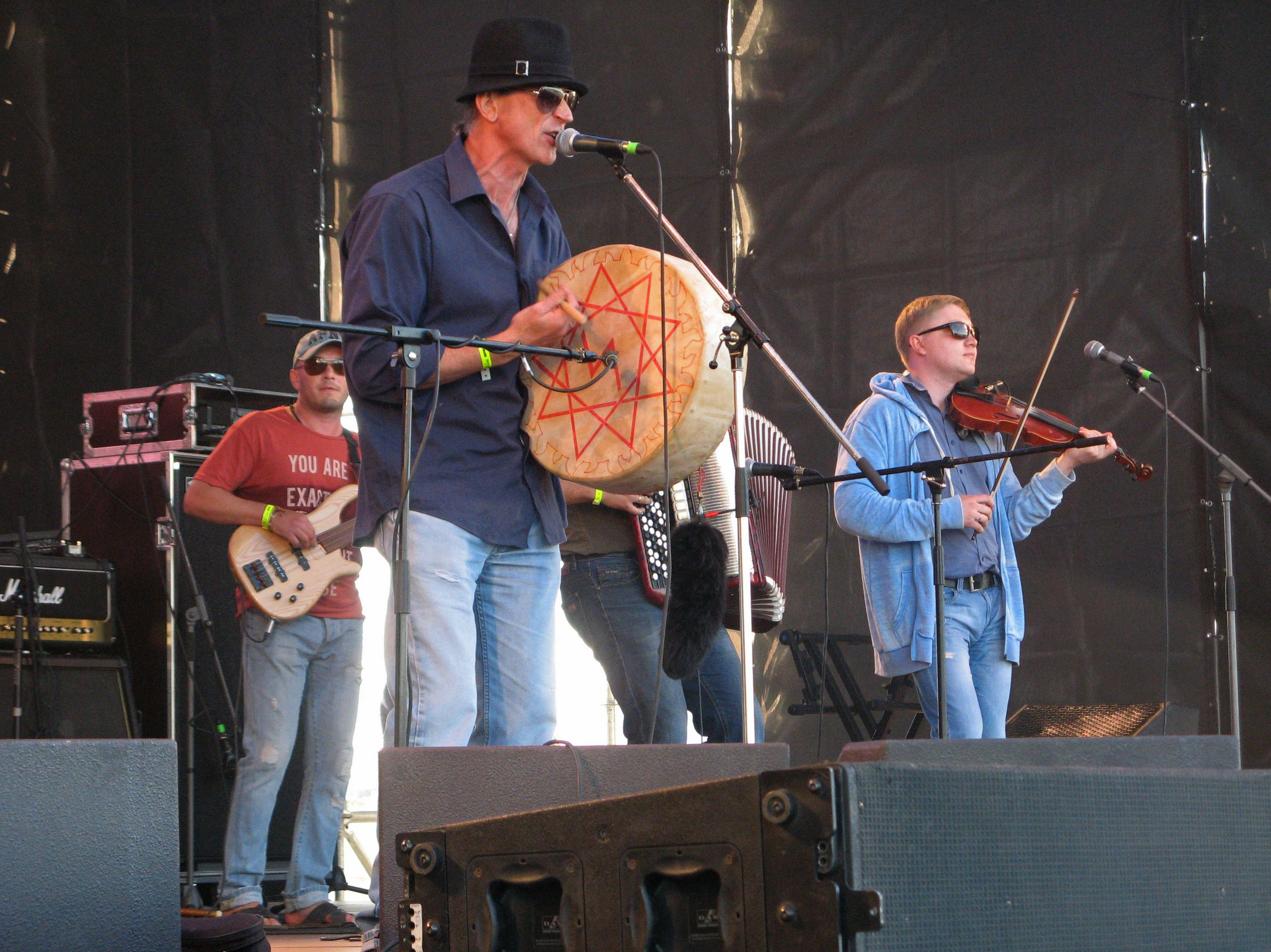
Лаборатория Ветра на «Rock-Line-2016»
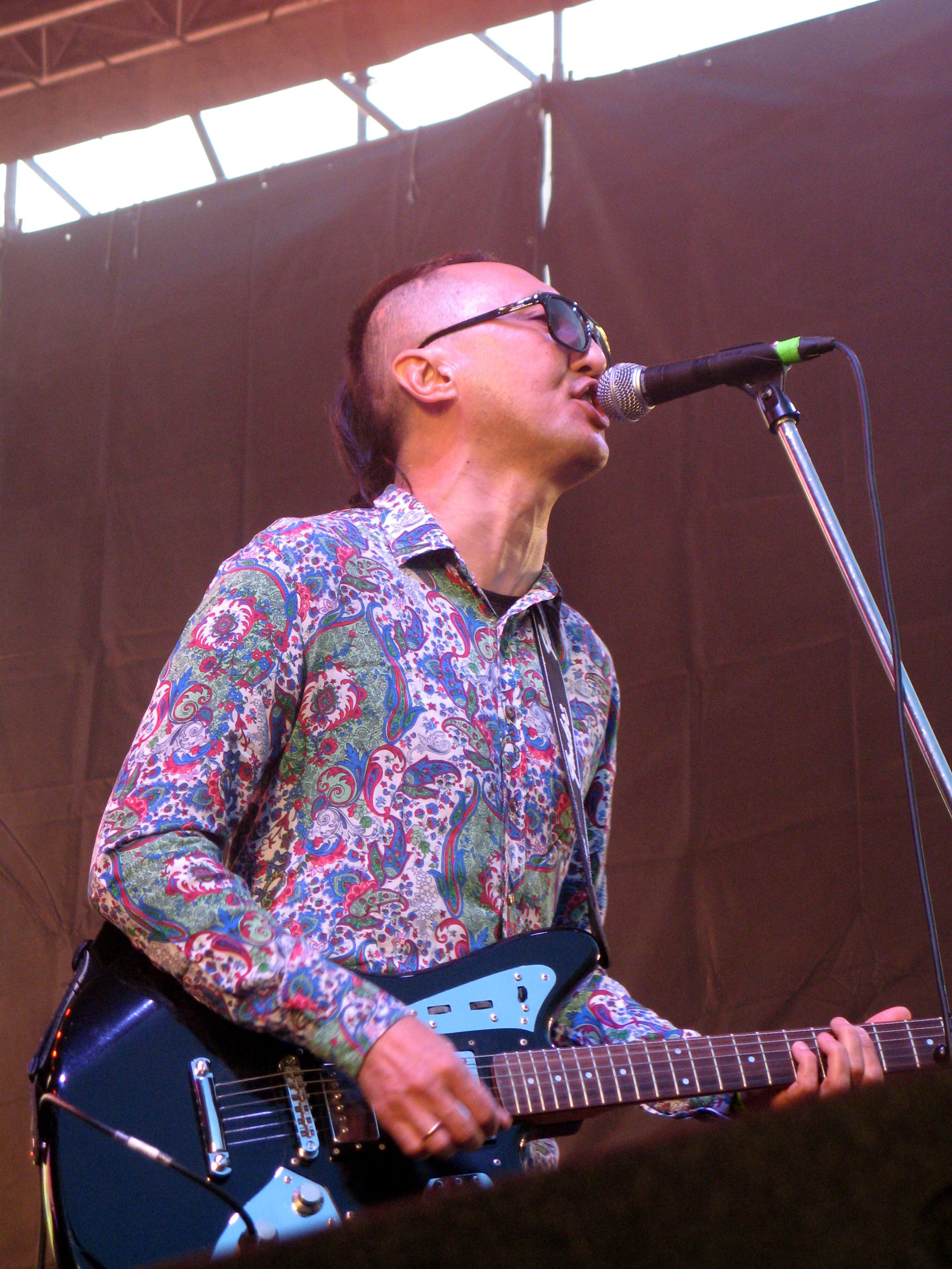
Адаптация на «Rock-Line-2016»
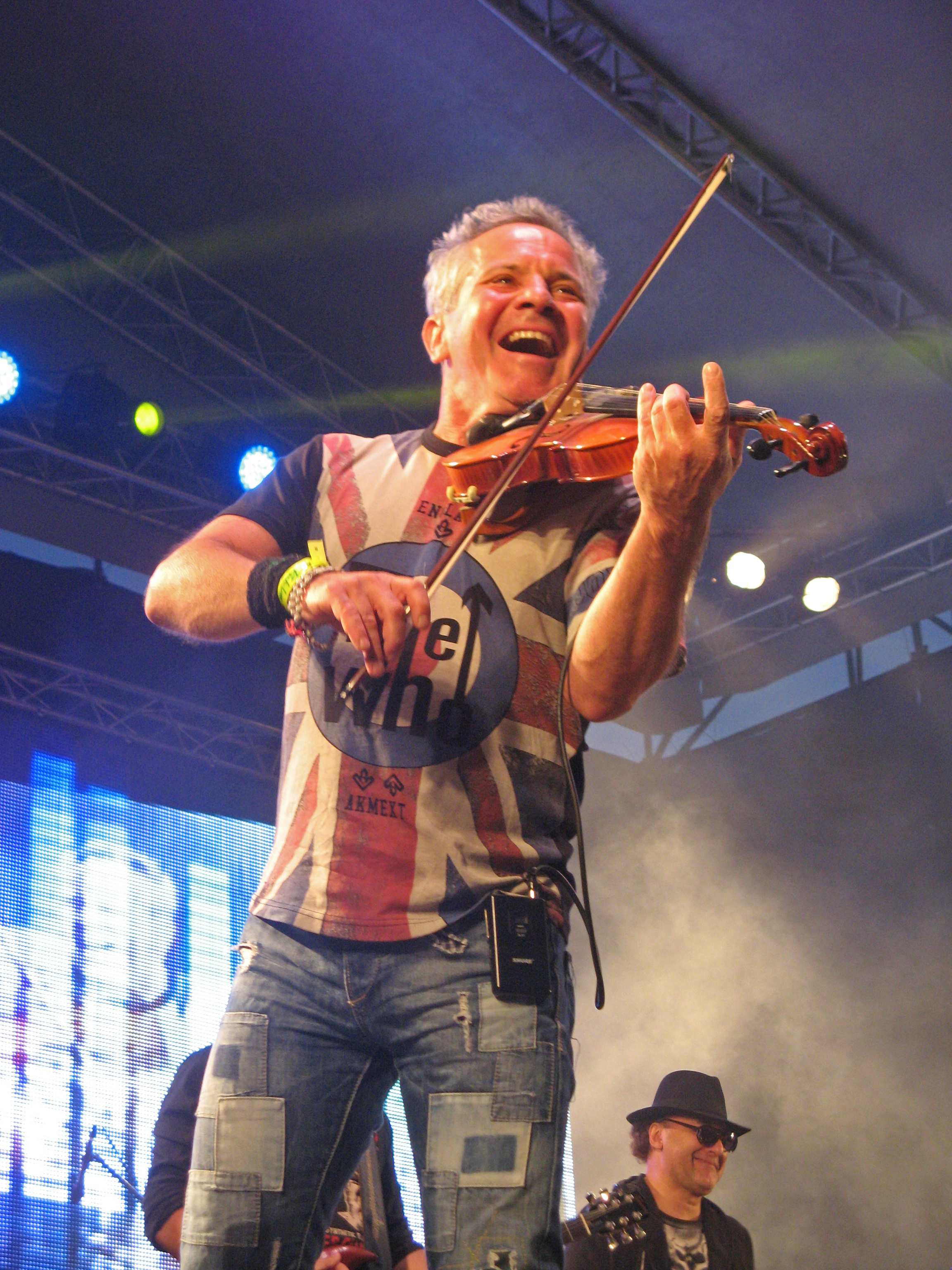
Крематорий на «Rock-Line-2016»

### Rock-Line 2017
- Время проведения: 30 июня — 1 июля 2017 года
- Место проведения: Лысьва
- Участники: Сhoos of Voice, Rained, Планетарий, Ансамбль Пятый Корпус, Т.Р.О.И.Н. (все — Пермь), Abbat Santos (Красноярск/Санкт-Петербург), Helloday (Калининград), Merry-Go-Round (Великий Новгород/Санкт-Петербург), Other Noises (Томск), Ritmens (Орёл), Seagall (Москва), Zansky (Санкт-Петербург), А-Симметрия (Кемерово), Ангел НеБес (Санкт-Петербург), Джин (Екатеринбург), !Без компромиссов! (Москва), Кардио (Екатеринбург), Кирпичи (Санкт-Петербург), Лаборатория Ветра (Лысьва), Неизвестный Композитор (Архангельск), Егор Белкин и Р-Клуб (Екатеринбург/Санкт-Петербург), Пётр Термен и Трибархана (Москва), Трали-Вали (Ижевск)
- Участники из других стран:  Princesse Angine (Вена, Австрия), SonuVabitch (Росток, Германия), White Noise (Тель-Авив, Израиль)
- Хэдлайнеры: Настя, Ундервуд
- Количество зрителей: около 7 тысяч
- Лауреаты премии «Латунный Винт»: Ирина Валентиновна Ивенских (заместитель председателя правительства Пермского края по вопросам образования, культуры, спорта и туризма — Пермь), коллектив АНО «Крылья Лысьвы» (Лысьва)

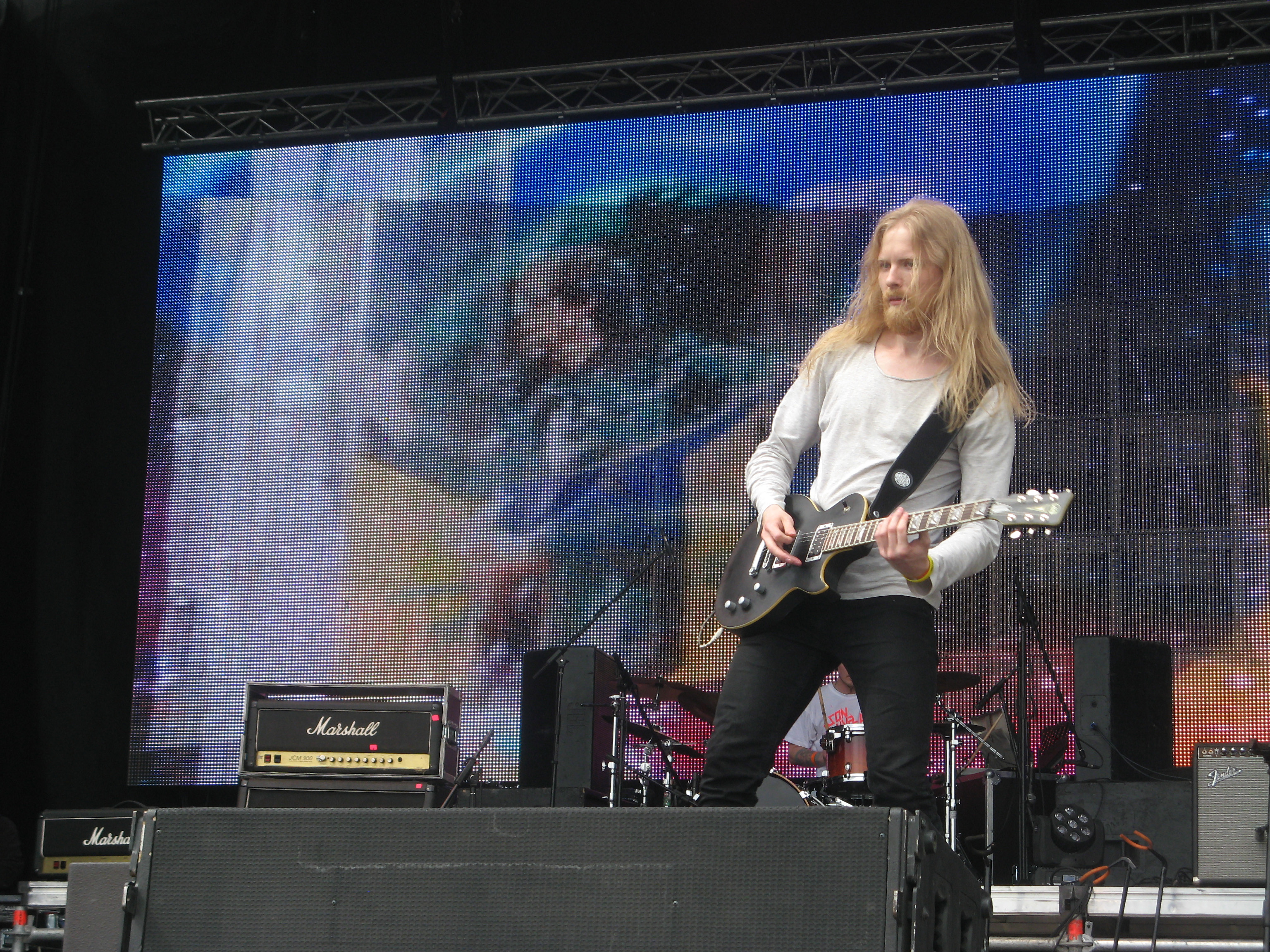
Rained на «Rock-Line-2017»
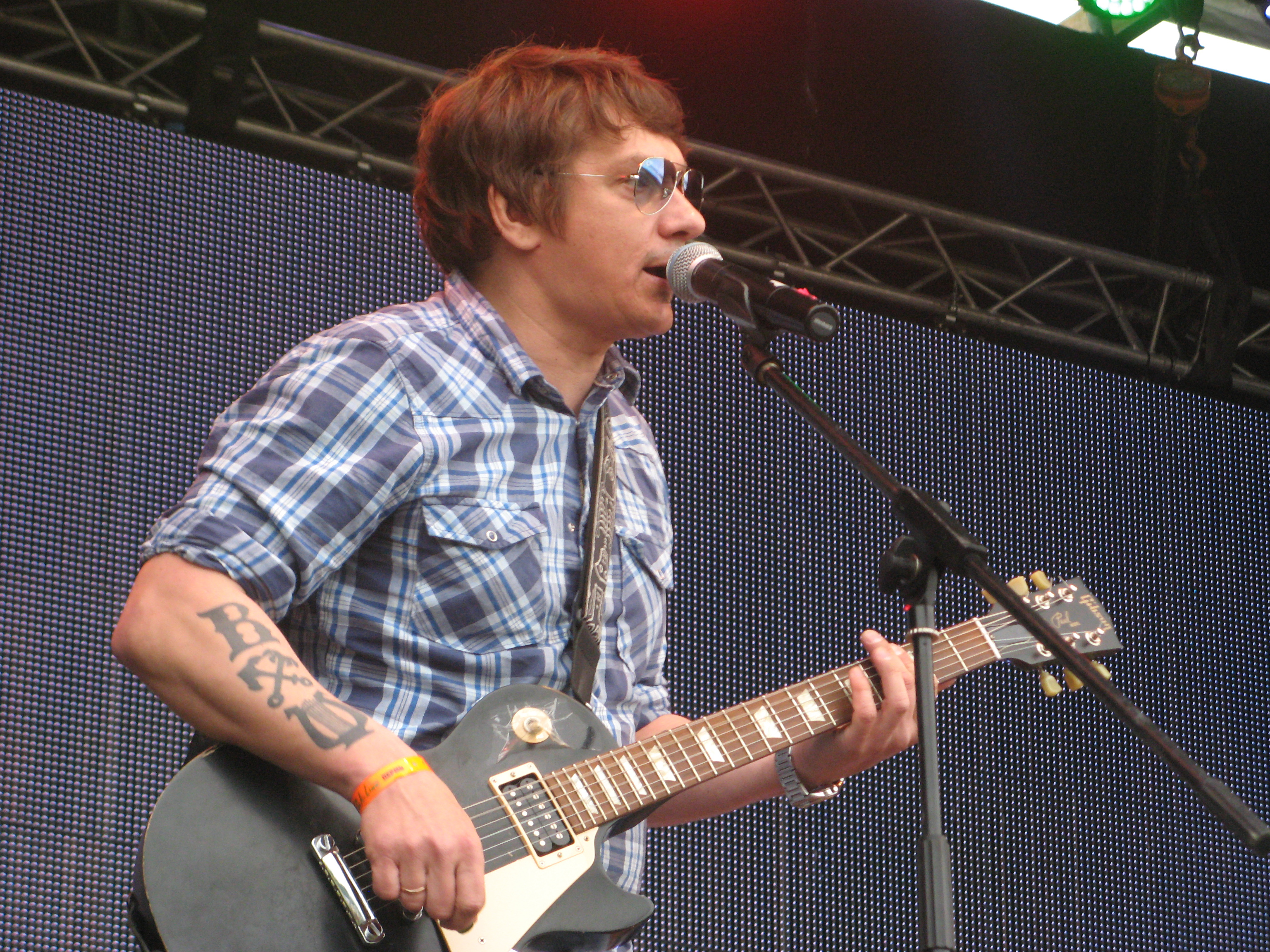
Вася Васин (Кирпичи) на «Rock-Line-2017»
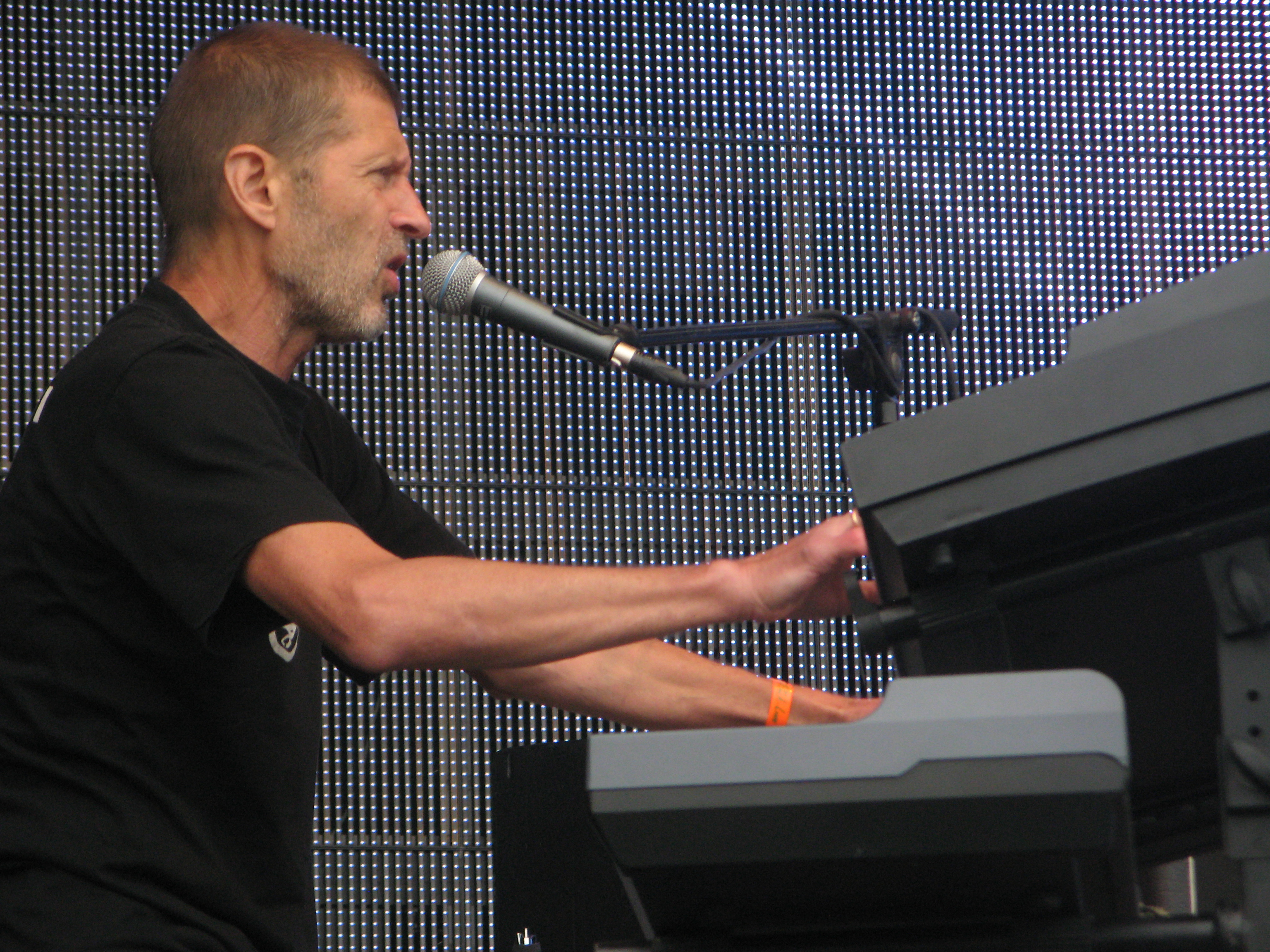
Ritmens на «Rock-Line-2017»
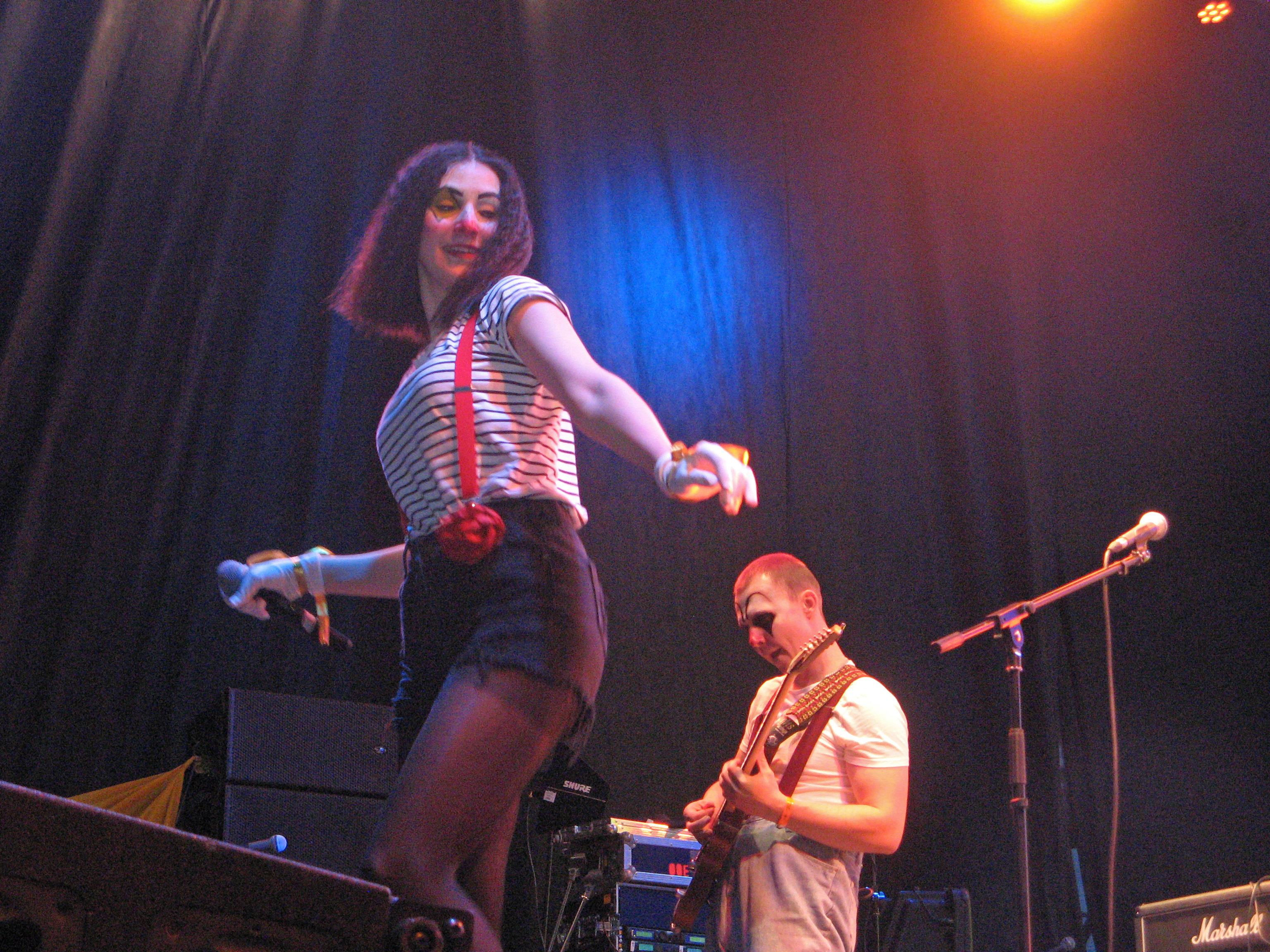
Merry-Go-Round на «Rock-Line-2017»
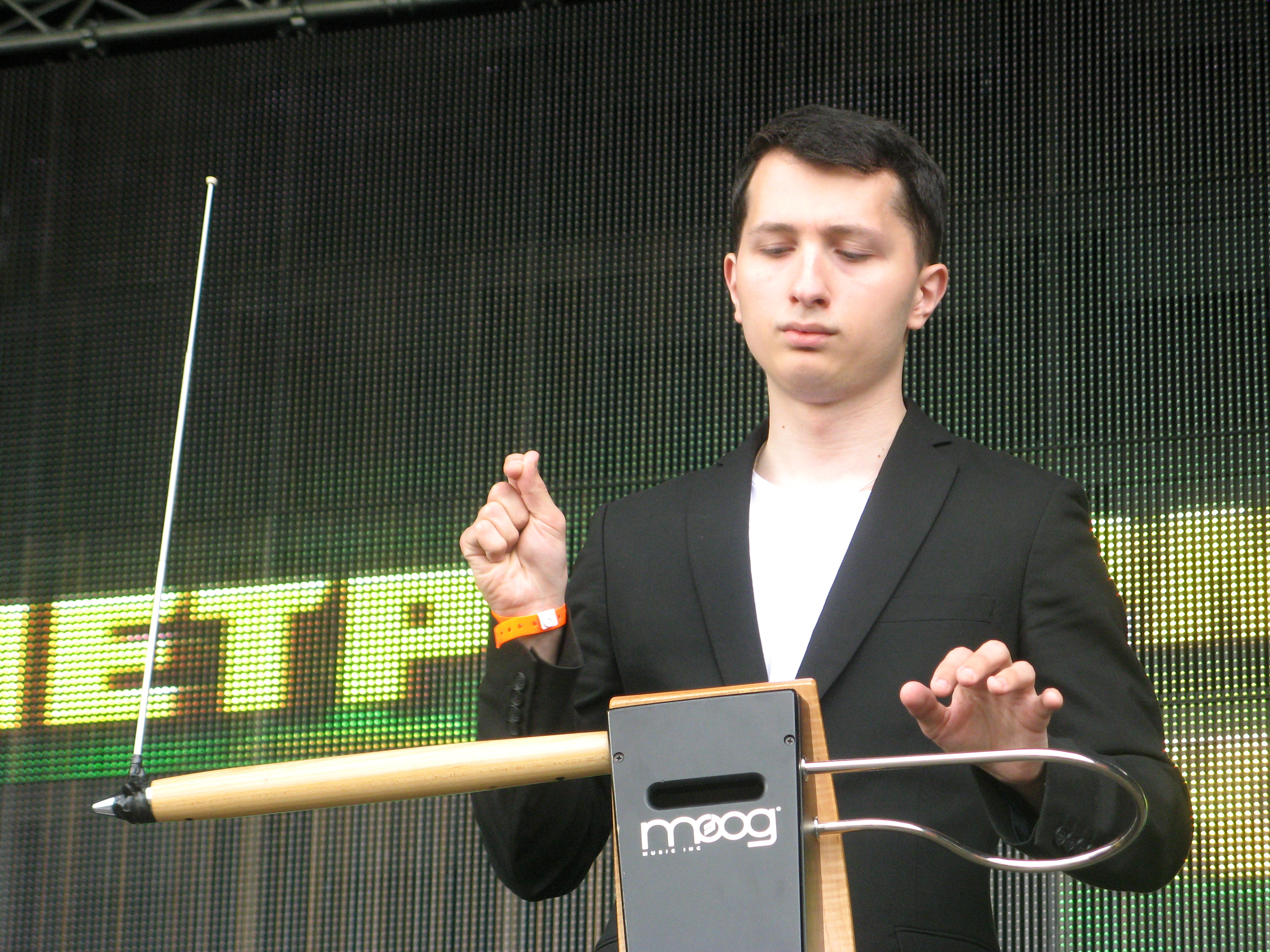
Пётр Термен на «Rock-Line-2017»
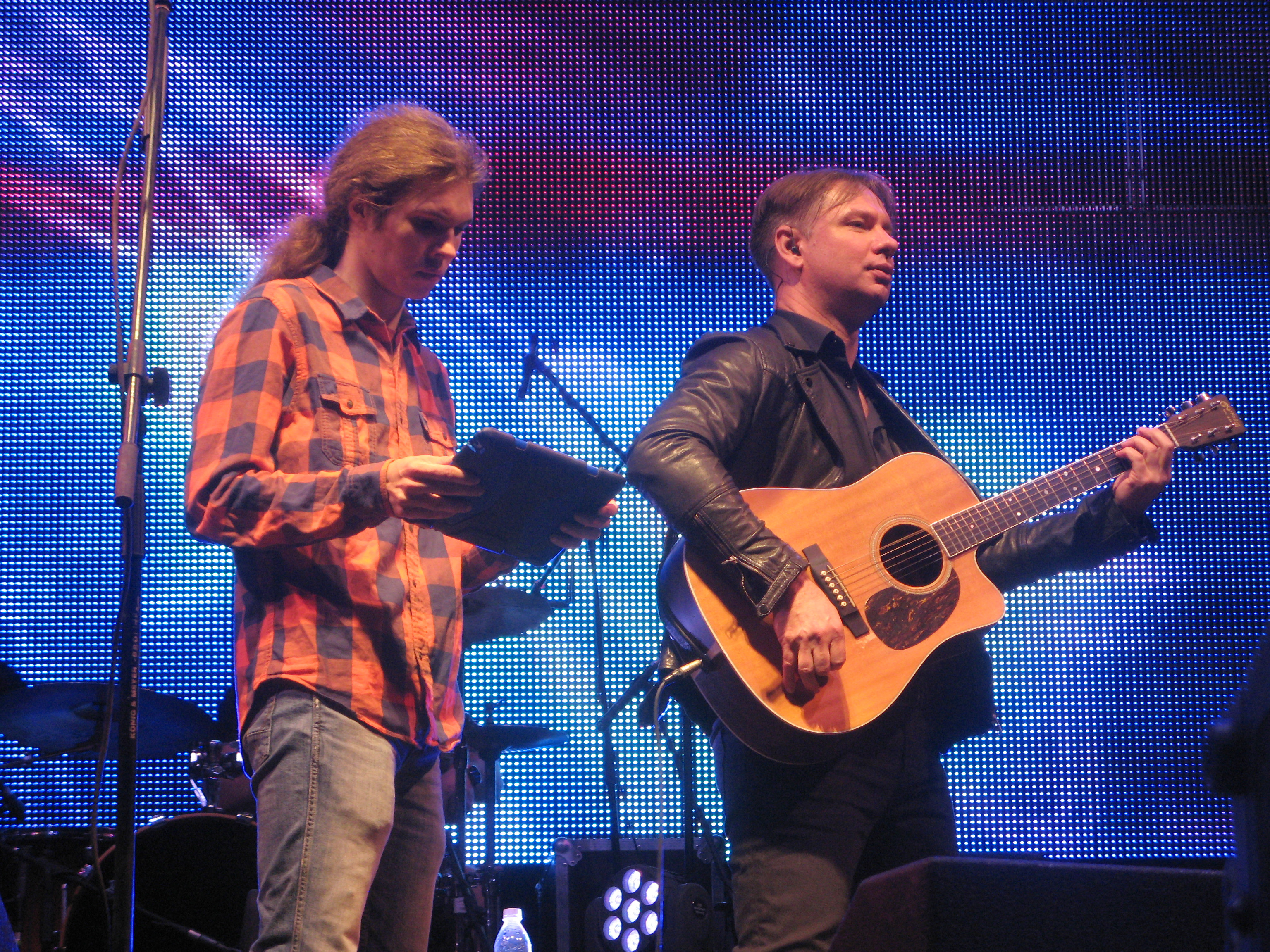
Ундервуд на «Rock-Line-2017»
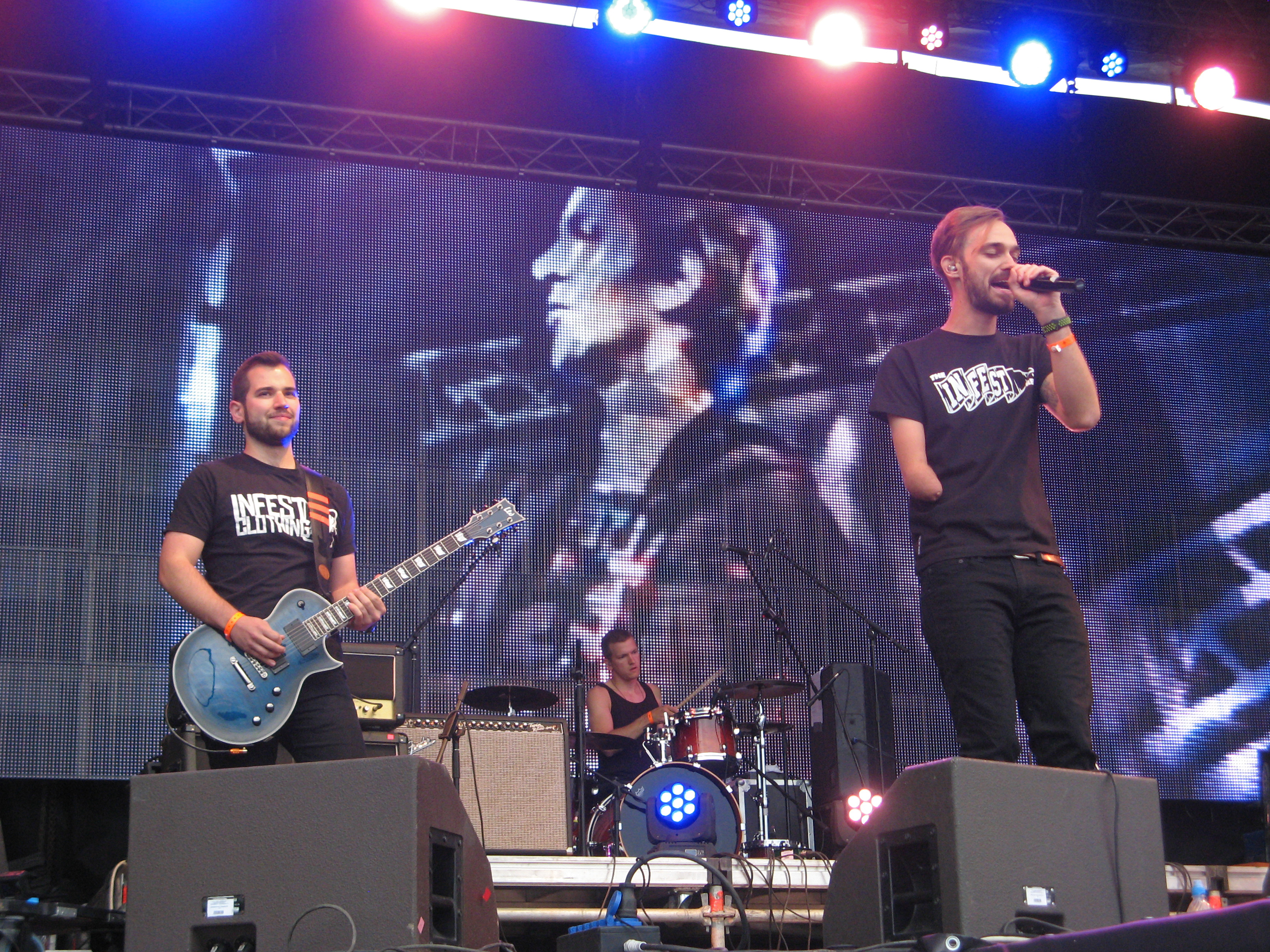
SonuVabitch на «Rock-Line-2017»
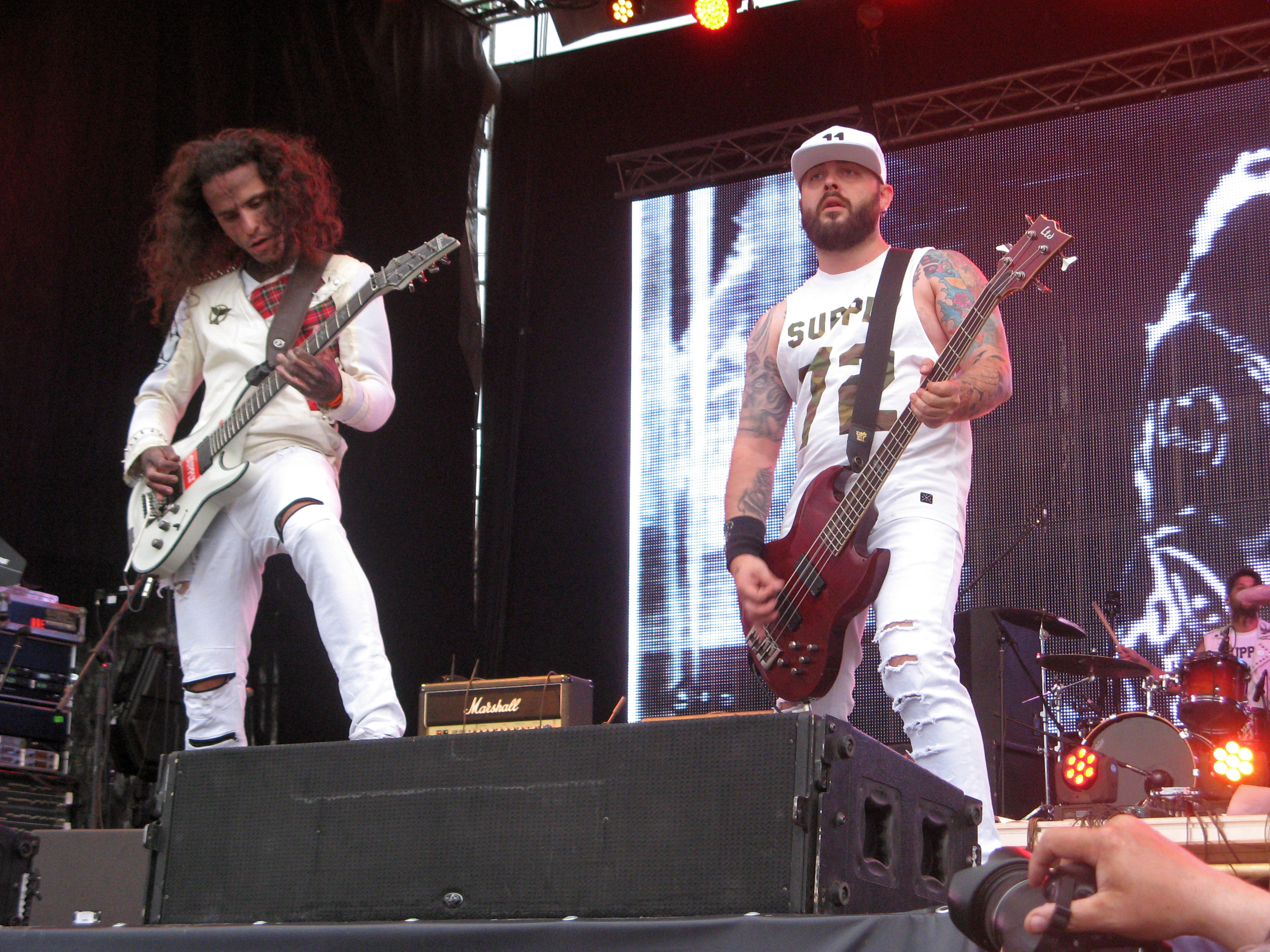
White Noise на «Rock-Line-2017»
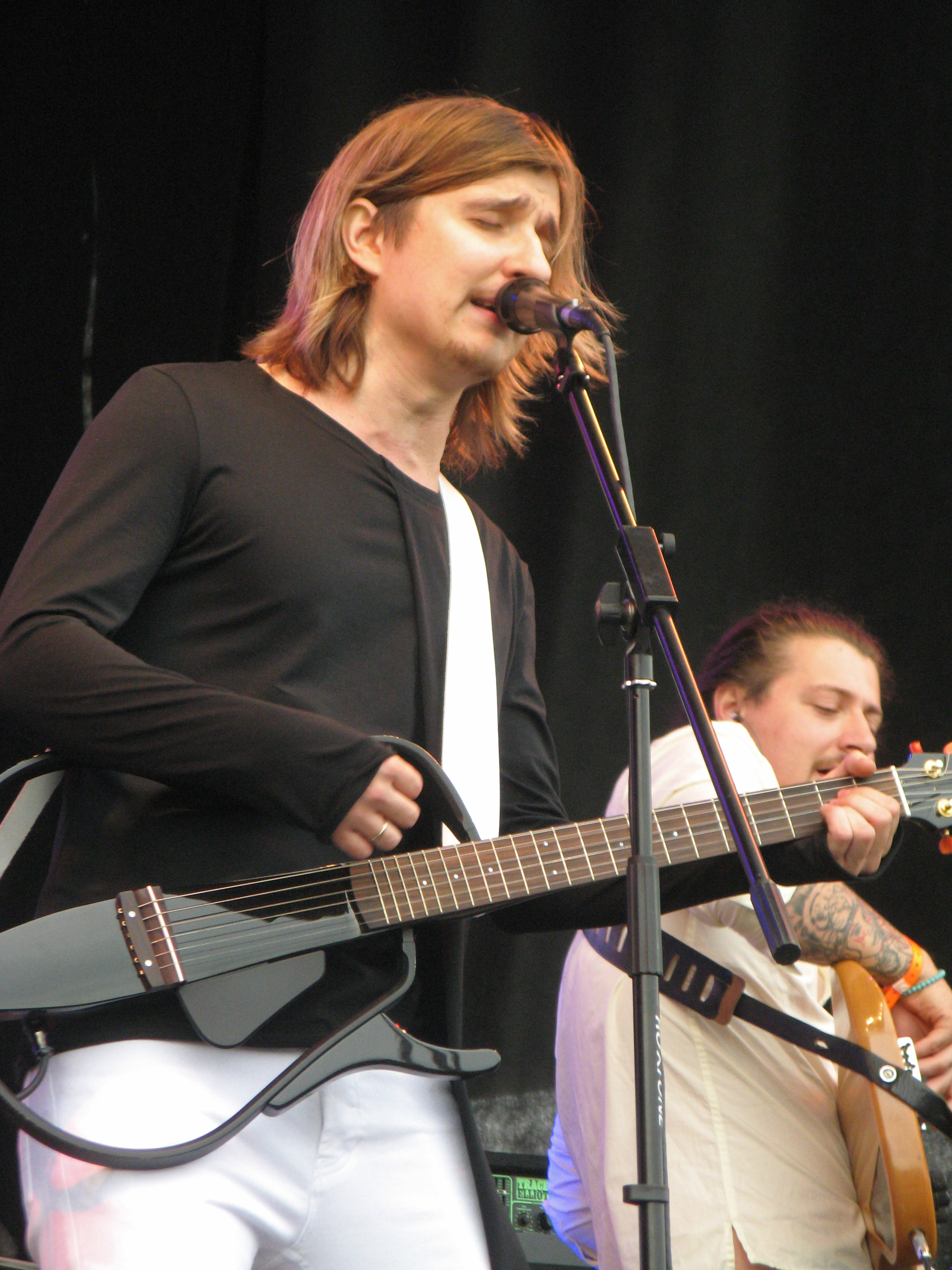
Other Noises на «Rock-Line-2017»
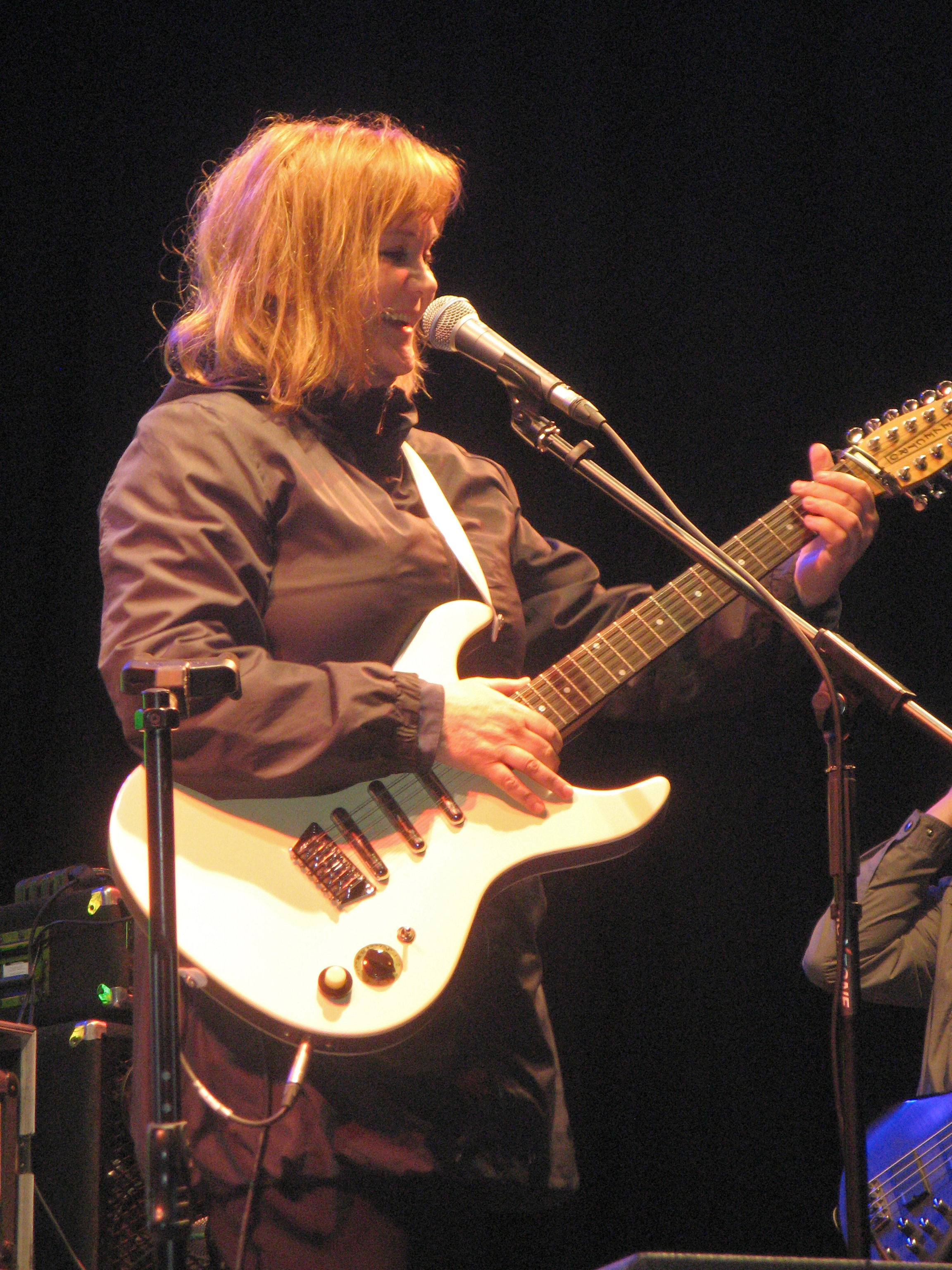
Настя на «Rock-Line-2017»

## Известные музыканты о фестивале
- Сергей Галанин о фестивале «Rock-Line 1996» (1) и о фестивале «МегаРокинг 2005» (2):

(1) Я помню то выступление отлично — было ощущение такого единения с природой! Сцена на крыше гостиницы, а все отыхающие и слушающие — напротив гостиницы на склоне горы… Крыша гостиницы и склон горы — супер! Конечно, сейчас времена уже другие, но эта вот необычность очень запомнилась. Все, что связано с тем местом, было очень необычно, на следующий день мы были в знаменитой Ледяной пещере — тоже чудо природы! В общем, спасибо Олегу за то, что нас туда пригласили, и вроде мы там даже неплохо поиграли, но, к сожалению, больше мы не встречались и не знали о судьбе друг друга. Тем не менее, в памяти моей живет много разных концертов, а тот концерт в Кунгуре так и остался у меня на отдельной полочке головного мозга, с хорошими ощущениями — как-то все «по-гринписовски», по-настоящему, без всяких неприятных эксцессов, как это зачастую бывает на больших рок-фестивалях. Очень здорово было! И если этот фестиваль кто-то поддержит в будущем, поддержит Лену, то мы бы с удовольствием туда приехали выступить еще раз, потому что жаль, что таких интересных и запоминающихся событий, в общем-то, немного — я бы даже сказал, крайне мало! Поэтому я всегда буду рад приехать и поддержать «Рок-Лайн» — мне кажется, это дело стоит того…
(2) Фестиваль был отлично организован, с нашей стороны нет к нему никаких претензий. А то, что в нем участвуют группы из городов с населением в 100.000 человек и даже меньше, говорит о том, что «наши люди» есть везде! Печально только, что нашей стране катастрофически не хватает подобного рода фестивалей. Понятно, что на «Нашествие», «Крылья» или «Максидром» не пробиться, — значит, должны быть какие-то региональные фестивали. Их не так много, поэтому энтузиазм, который мы увидели в Перми, заставляет даже прослезиться по-хорошему и подумать, что не все так плохо еще… Вообще мне кажется, что нам, москвичам, питерцам надо не замыкаться в своем мире, а найти какой-то компромисс и хотя бы раз в год, в два года тоже поддерживать это дело.
- Евгений Фёдоров о фестивале «Rock-Line 2008»:

Нам нравится, когда такая ситуация — много всякой молодёжи, групп, которые мы не знаем, которые можно послушать, они приносят нам свои диски, их потом можно послушать в машине или дома. (…) Подобный фестиваль — это возможность для группы, которая выступает на маленьких площадках в большом городе, заявить о себе громко, чтобы услышало большое количество людей, включая людей, которые имеют отношение к музыкальной индустрии, даже если это какая-то небольшая музыкальная компания, человек услышит и какое-то продвижение произойдет, может кто-то пластинку предложит выпустить. А посредством диска, выпущенного после фестиваля, у групп будет возможность проникнуть в другие территории.
- Олег Скрипка о фестивале «Rock-Line 2010»:

Фестивали, подобные «Rock-line», — это такая штука, ради которой и существует рок-коллектив. Безусловно, мы играем в клубах, в концертных залах, на корпоративах. Но «open-air» для музыкантов — самое приятное времяпрепровождение. Приятно, что нас любят в России. Тем более, отношения между нашими странами непростые… Музыка для того и предназначена, чтобы строить мосты между людьми, городами и странами. 
- Елена Сигалова о фестивале «Rock-Line над Вильвой 2011»:

Все, кому посчастливилось быть на этом концерте — и музыканты, и слушатели, и журналисты — в один голос говорят, что ничего подобного никогда не видели и не ощущали. Сцена, под которой почти 72 метра ярко-синей воды… И зрители стоящие амфитеатром на скалистом берегу…
Этот концерт я буду вспоминать всю жизнь.
Огромное спасибо за это чудо Лене Новосёловой — человеку, который делает невозможное возможным — за то, что придумала, сделала и пригласила. Это было невероятно!
- Александр Ф. Скляр о фестивале «Rock-Line 2012»:

Я считаю, что то количество людей, что пришло сегодня на фестиваль, наглядно доказывает, что рок-н-ролл в нашей стране жив. Клубная музыка никогда не вытеснит концерты такого формата. В нашей стране попросту негде играть. Клубов для живой музыки нет, как в вашем городе, так и в других похожих городах. А «Рок-лайн» — это шанс молодым группам выступить на большой сцене.
- Евгений Хавтан о фестивале «Rock-Line 2015»:

Считаю, что Rock-line — хороший фестиваль, и пермяки молодцы, делают его вопреки ситуации. Я знаю, что это нелегко, так как мы делаем сейчас фестиваль в Москве (Фестиваль музыки и стиля «Back to the 60’s», — прим. редакции). Как это трудно сделать — собрать людей, договориться со всеми, чтобы это произошло. И дай Бог им удачи! Это очень сложно, и они молодцы. (…) Мы специально приехали на фестиваль за день, заранее — просто было интересно посмотреть. И меня очень удивило — здесь совсем нет пьяных! Мне понравилась аудитория — хорошие молодые люди. Я даже рекомендовал сегодня в салоне, где проходила пресс-конференция, старшему поколению: «Приходите на фестиваль — здесь много хорошей молодёжи. Просто прекрасной!».

## Интересные факты
- С 1996 по 2003 год включительно председателем жюри фестиваля был «дедушка уральского рока» Александр Пантыкин. С. 2008 года председателем жюри фестиваля является Олег Грабко — генеральный директор компании «Бомба-Питер».
- Единственный музыкант, который участвовал во всех фестивалях «Rock-Line», начиная с самого первого — Владимир Батурин, лидер группы Империя Снегов (Улан-Удэ), который имеет репутацию шамана[45] и носит неофициальный титул «министра рок-культуры Бурятии»[46].
- В 2009 году на второй день фестиваля случился кратковременный ураган с дождем и градом. В результате оказалась снесенной половина сцены (оборваны растяжки и декорации), были повалены биотуалеты. Полностью отключился звук. Однако через час после окончания урагана фестиваль возобновился. Жертв не было[47][48].
- В 2012 году одновременно с «Rock-Line» в Перми проходил фестиваль «Сотворение мира». В связи с этим продюсеры фестивалей — Елена Зорина-Новосёлова и Александр Чепарухин — договорились об обмене артистами: на «Сотворении мира» выступали группы The Fires on Tongue и Thalamus, изначально приглашенные на «Rock-Line», а на «Rock-Line» выступали Скворцы Степанова и LeoGun, изначально приглашенные на «Сотворение мира»[49].